# Systematik der Dinosaurier

Evolution der Dinosaurier nach klassischem Modell von Harry Govier Seeley, 1887

Die Dinosaurier sind ein Taxon der Archosaurier innerhalb der Sauropsiden (Sauropsida) bzw. Reptilien (Reptilia). Gemeinsam mit ihrer Schwestergruppe, den Flugsauriern (Pterosauria), bilden sie das Taxon der Ornithodira. Diese Systematik der Dinosaurier wurde nach den unter Literatur, Einzelnachweise und Weblinks aufgeführten Quellen erstellt.
Nach der 1887 durch Harry Govier Seeley vom King’s College London eingeführten und lange prägenden Systematik wurden Dinosaurier in die beiden Ordnungen beziehungsweise Entwicklungslinien Echsenbeckensaurier (Saurischia) und Vogelbeckensaurier (Ornithischia) unterteilt. In einer phylogenetischen Studie aus dem Jahr 2017, basierend auf der detaillierten Analyse von 74 Taxa und 457 Merkmalen, schlagen die Paläontologen Matthew G. Baron, David B. Norman und Paul M. Barrett eine neue Systematik vor, die den Dinosaurier-Stammbaum radikal verändert. Demnach bestehen die Dinosaurier aus den beiden Entwicklungslinien Saurischia und Ornithoscelida. In der Klade Ornithoscelida (gr. skelis=Bein), die Thomas Henry Huxley bereits 1880 so benannt hatte, werden die Vogelbeckensaurier und die Theropoden als Schwestergruppen vereint. Die Klade Saurischia wird neu definiert und umfasst die beiden Schwestergruppen Sauropodomorpha und Herrerasauridae:
|  | Herrerasauridae |
|  |                 |
|  | Sauropodomorpha |
|  |                 |

|  | Ornithischia |
|  |              |
|  | Theropoda    |
|  |              |

|  | Herrerasauridae |
|  |                 |
|  | Sauropodomorpha |
|  |                 |

|  | Ornithischia |
|  |              |
|  | Theropoda    |
|  |              |

## Vogelbeckendinosaurier(Ornithischia)

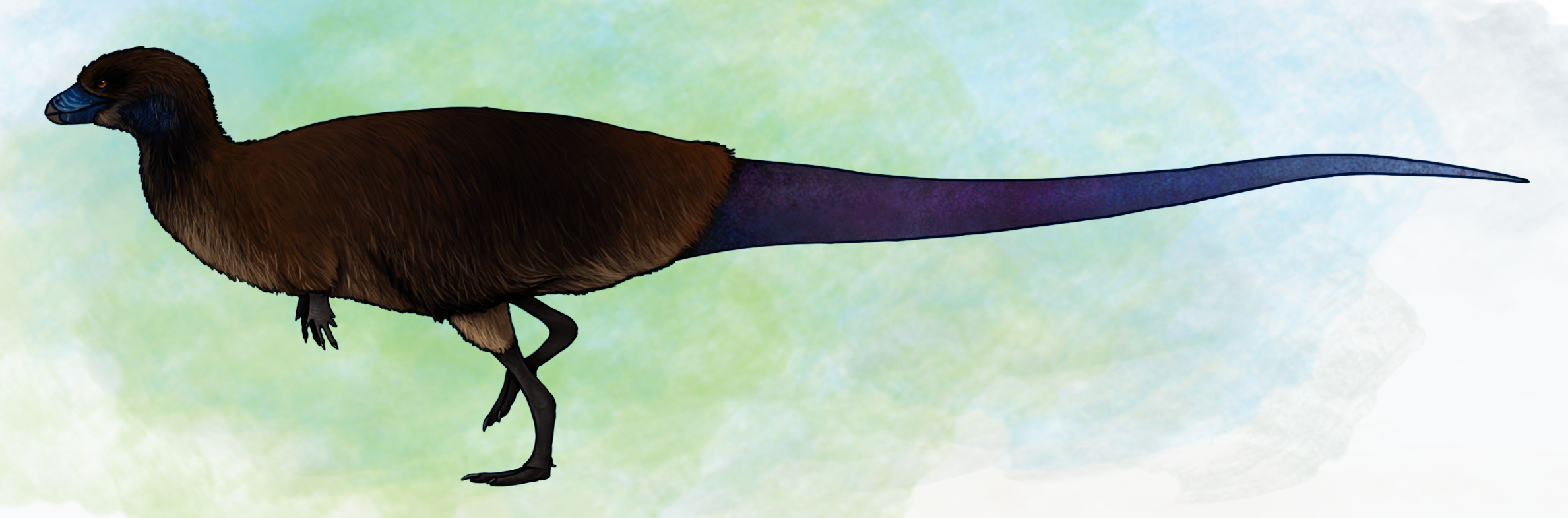
Lesothosaurus

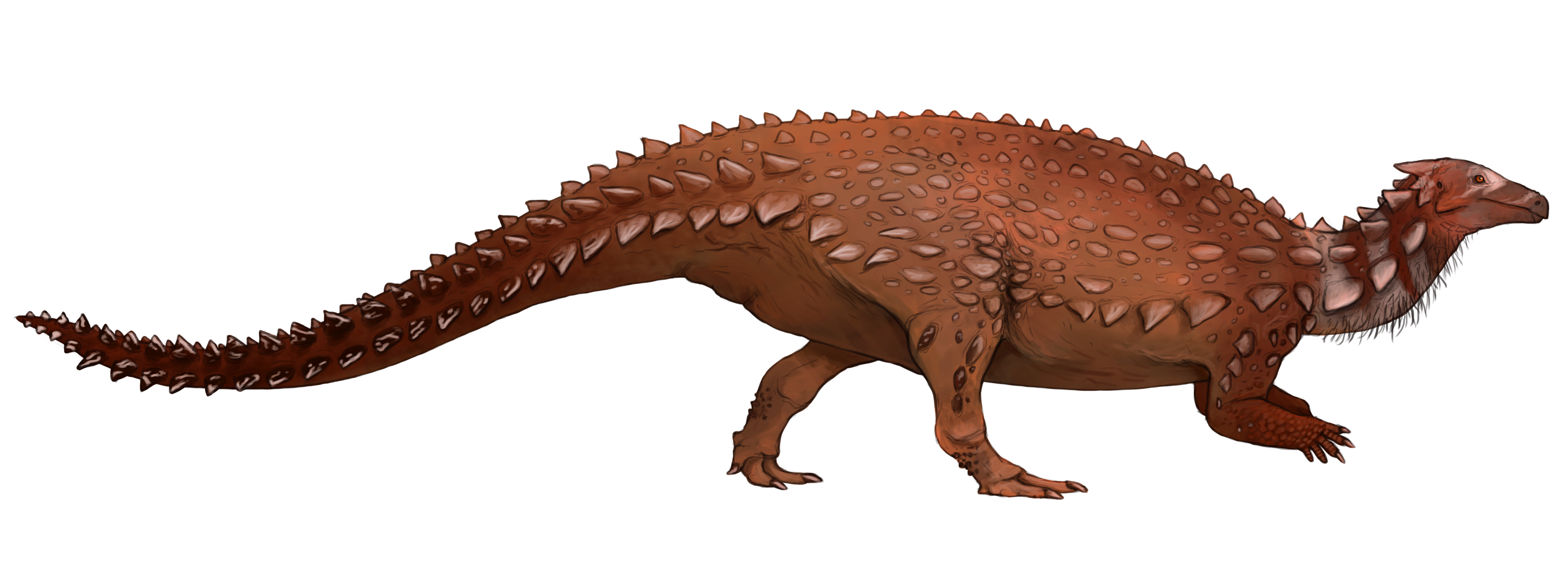
Scelidosaurus

- Archaeocursor
- Eocursor
- Lesothosaurus
- Pisanosaurus
- Heterodontosauridae[7]
- Thyreophora
  - Scutellosaurus
  - Emausaurus
  - Scelidosaurus
  - Thyreophora incertae sedis
    - Bienosaurus
    - Tatisaurus

  - Eurypoda
    - Stegosauria
    - Ankylosauria
- Cerapoda
  - Marginocephalia
    - Pachycephalosauria
    - Ceratopsia

  - Ornithopoda

### Heterodontosauridae

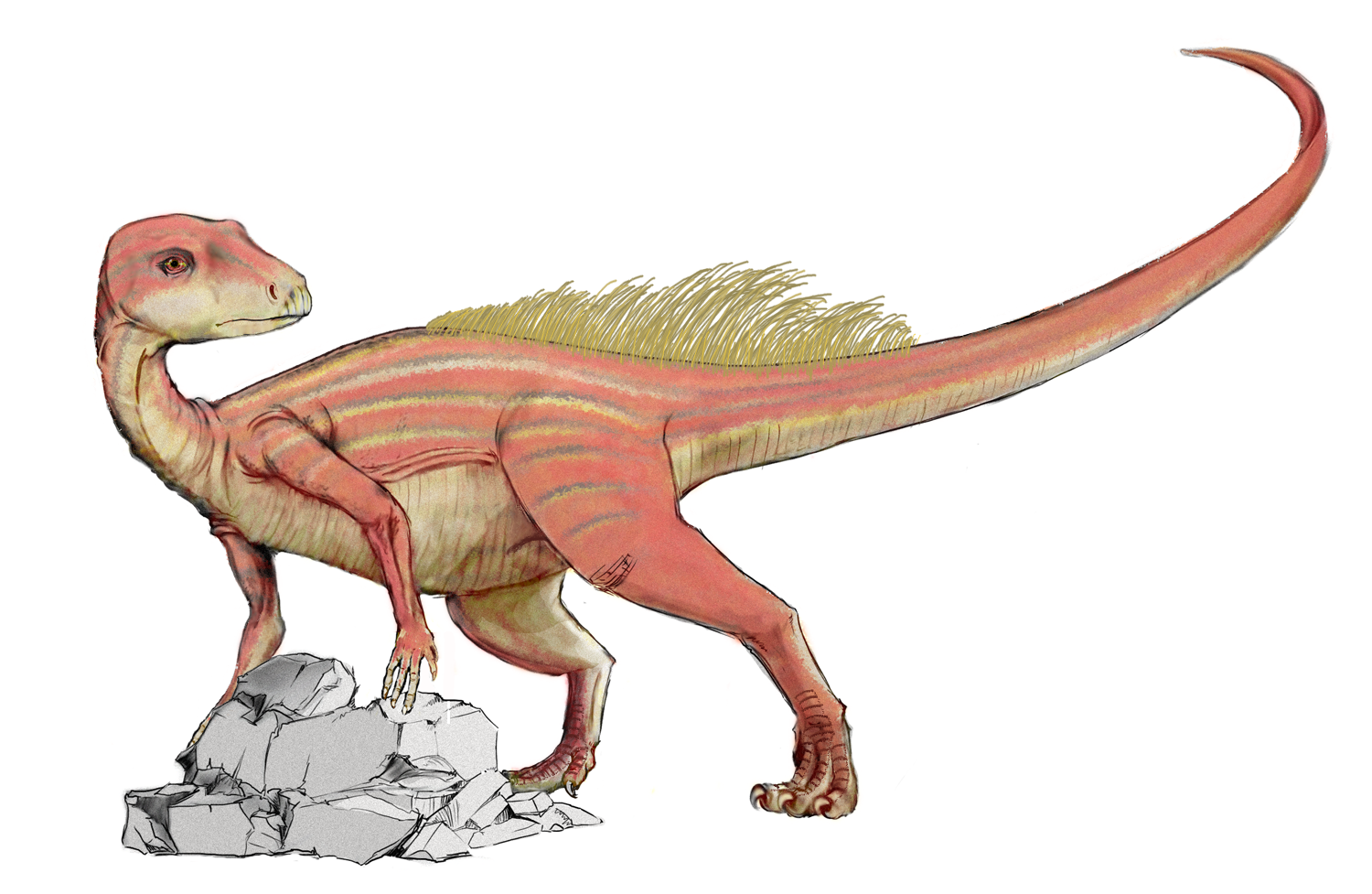
Abrictosaurus

- Abrictosaurus
- Echinodon
- Fruitadens
- Heterodontosaurus
- Lanasaurus
- Lycorhinus
- Manidens
- Pegomastax
- Tianyulong

### Stegosauria

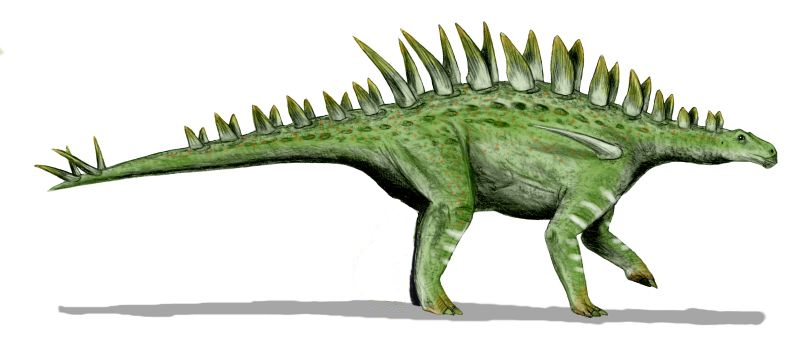
Huayangosaurus

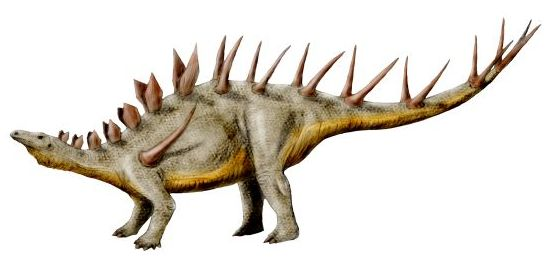
Kentrosaurus

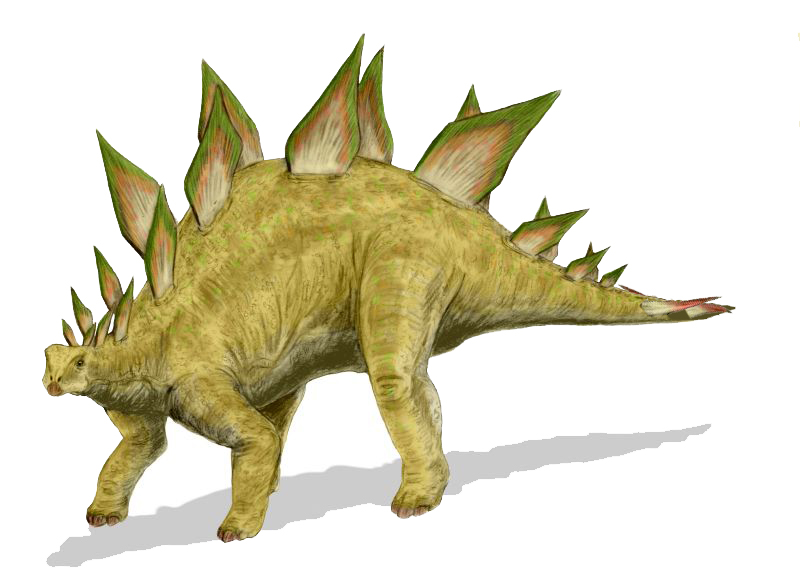
Stegosaurus

- Huayangosauridae
  - Huayangosaurus
- Stegosauridae
  - Chungkingosaurus?
  - Dacentrurus
  - Stegosaurinae
    - Chialingosaurus
    - Craterosaurus
    - Dravidosaurus (umstritten)
    - Hesperosaurus
    - Kentrosaurus
    - Lexovisaurus
    - Monkonosaurus
    - Paranthodon
    - Stegosaurus
    - Tuojiangosaurus
    - Wuerhosaurus
- Stegosauria incertae sedis
  - Gigantspinosaurus
  - Jiangjunosaurus
  - Regnosaurus

### Ankylosauria
- Ankylosauridae
  - Gargoyleosaurus
  - Gastonia
  - Gobisaurus
  - Minotaurasaurus[8]
  - Minmi
  - Shamosaurus
  - Ankylosaurinae
    - Ankylosaurus
    - Euoplocephalus
    - Nodocephalosaurus
    - Pinacosaurus
    - Saichania
    - Talarurus
    - Tarchia
    - Tianzhenosaurus
    - Tsagantegia
- Nodosauridae
  - Animantarx
  - Cedarpelta
  - Edmontonia
  - Glyptodontopelta[9]
  - Hungarosaurus
  - Panoplosaurus
  - Pawpawsaurus
  - Peloroplites[10]
  - Sauropelta
  - Silvisaurus
  - Struthiosaurus
  - Zhejiangosaurus
  - Zhongyuansaurus

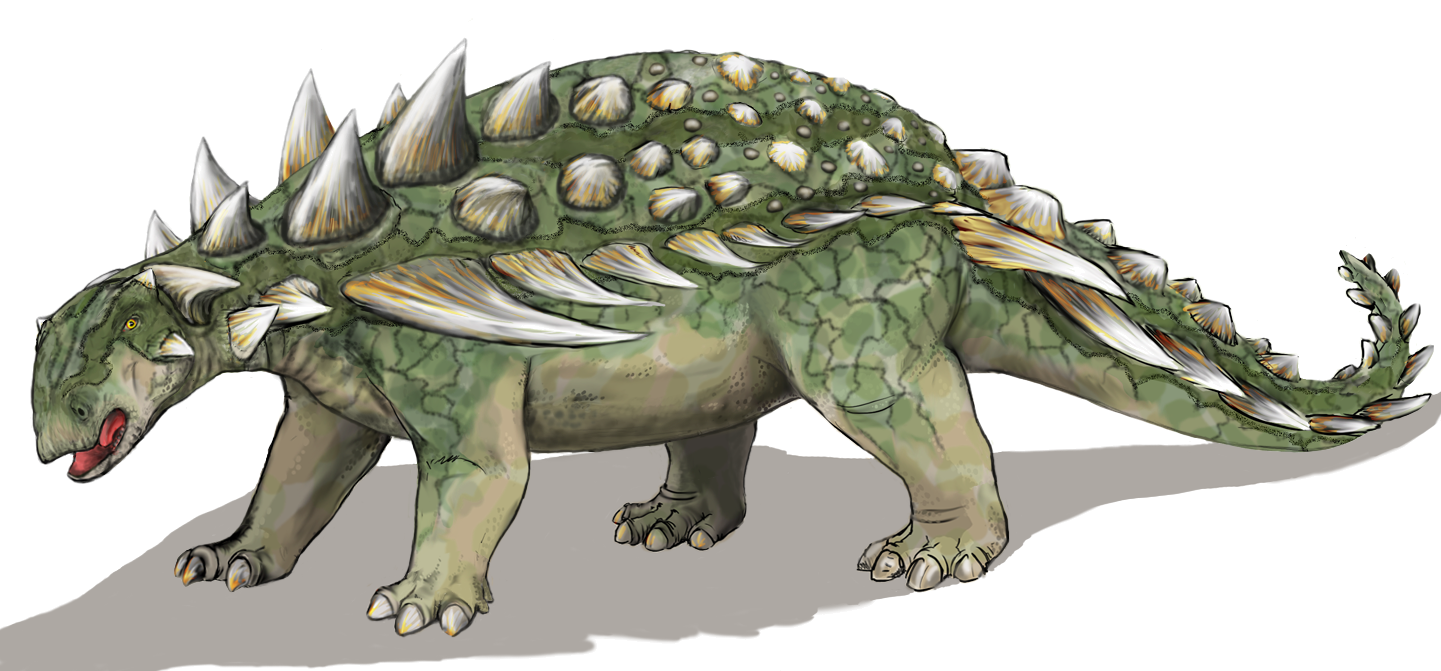
Gastonia

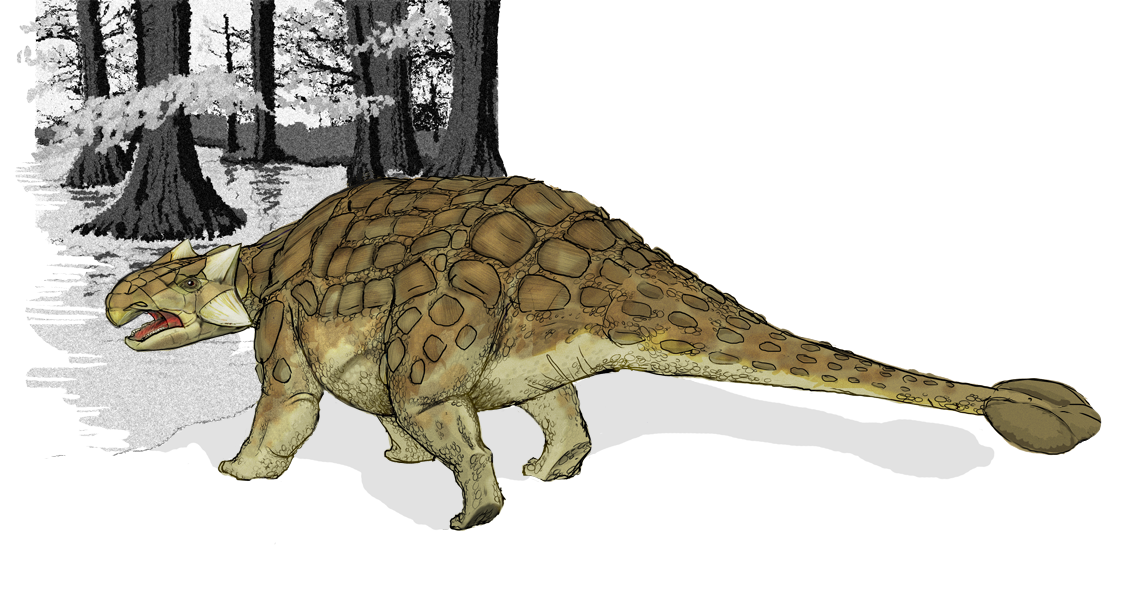
Ankylosaurus

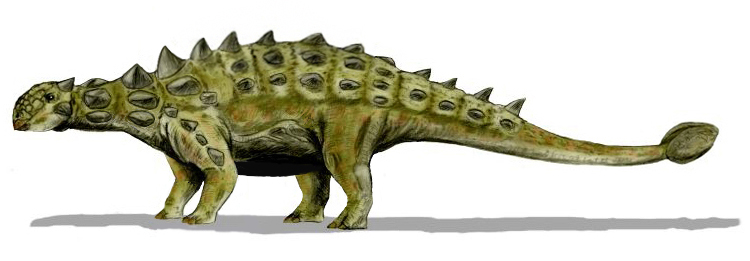
Euoplocephalus

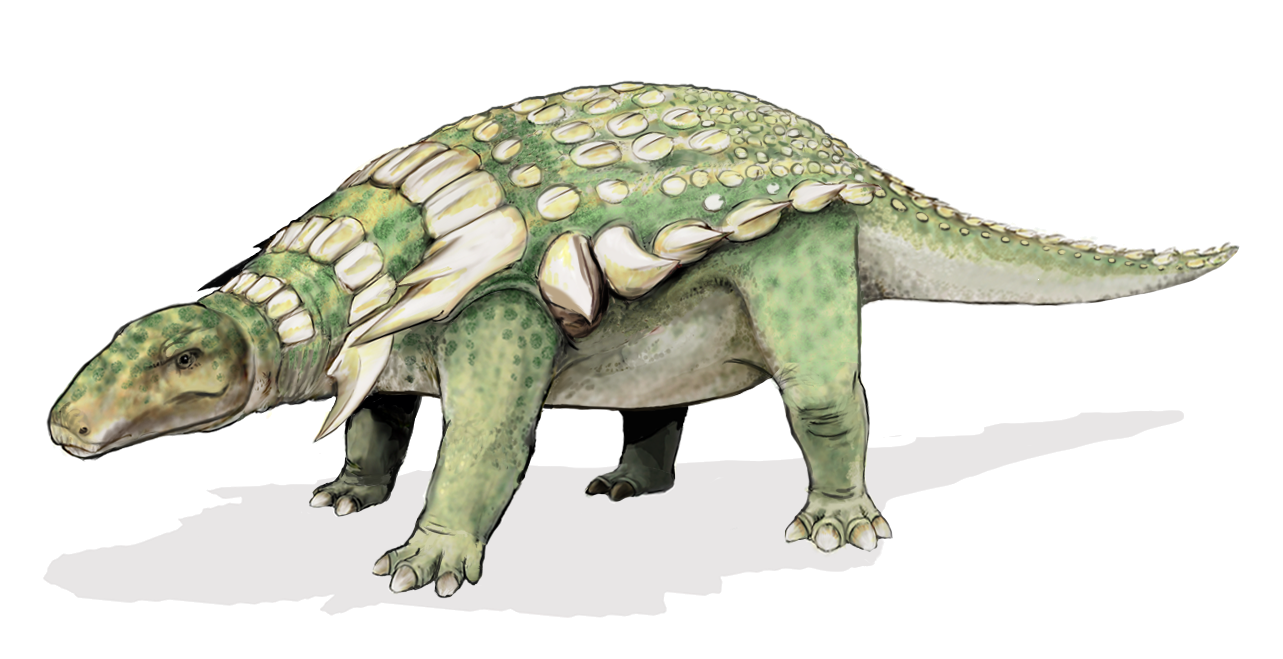
Edmontonia

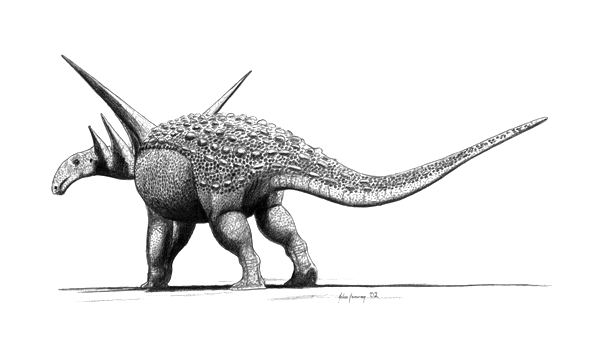
Sauropelta

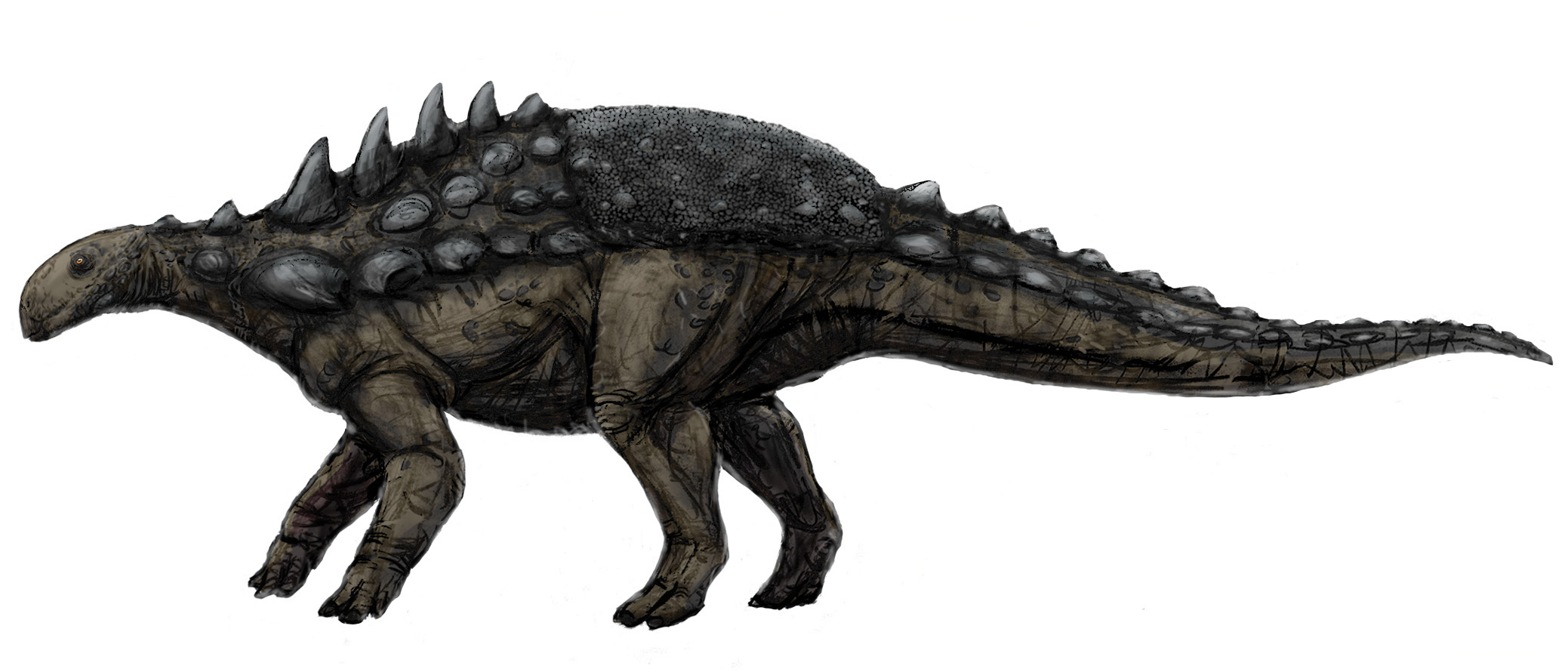
Polacanthus

- Ankylosauria incertae sedis und nomina dubia
  - Acanthopholis
  - Aletopelta
  - Anoplosaurus
  - Antarctopelta
  - Bissektipelta
  - Crichtonsaurus
  - Dracopelta
  - Hoplitosaurus
  - Hylaeosaurus
  - Liaoningosaurus
  - Mymoorapelta
  - Niobrarasaurus
  - Nodosaurus
  - Polacanthus
  - Sarcolestes
  - Sauroplites
  - Shanxia
  - Stegopelta
  - Texasetes

### Pachycephalosauria

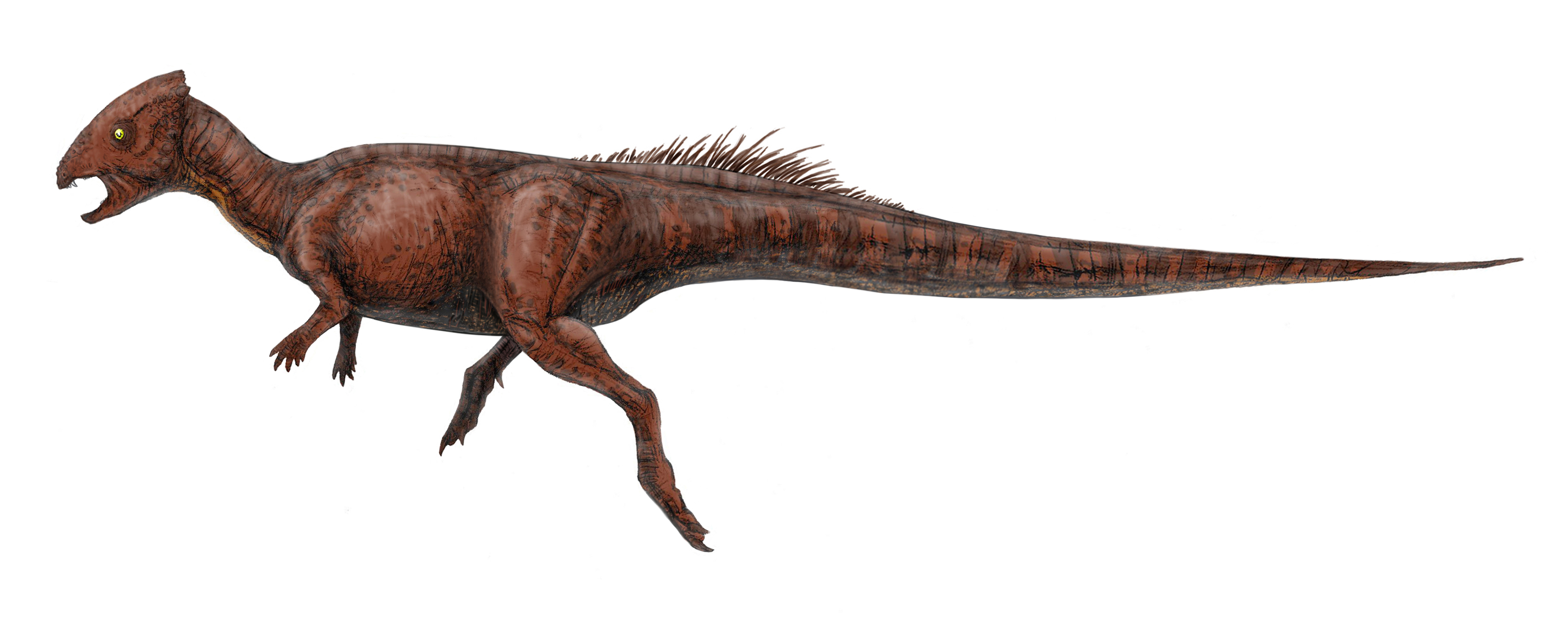
Homalocephale

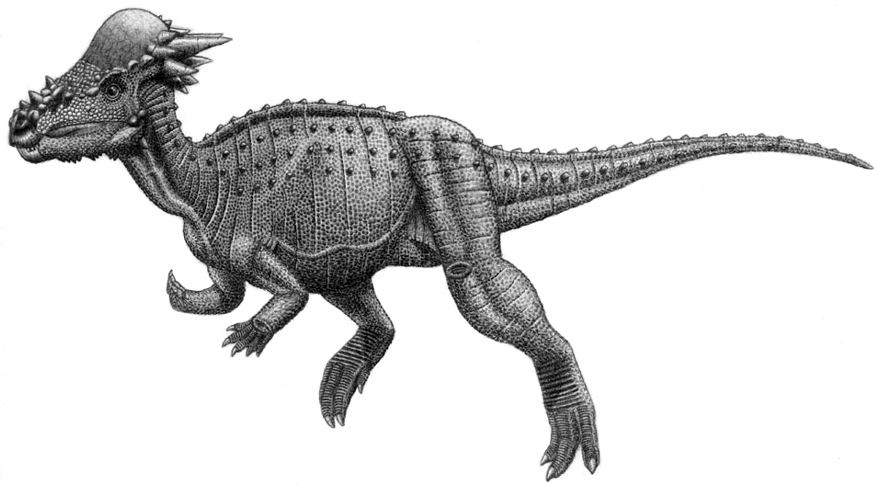
Pachycephalosaurus

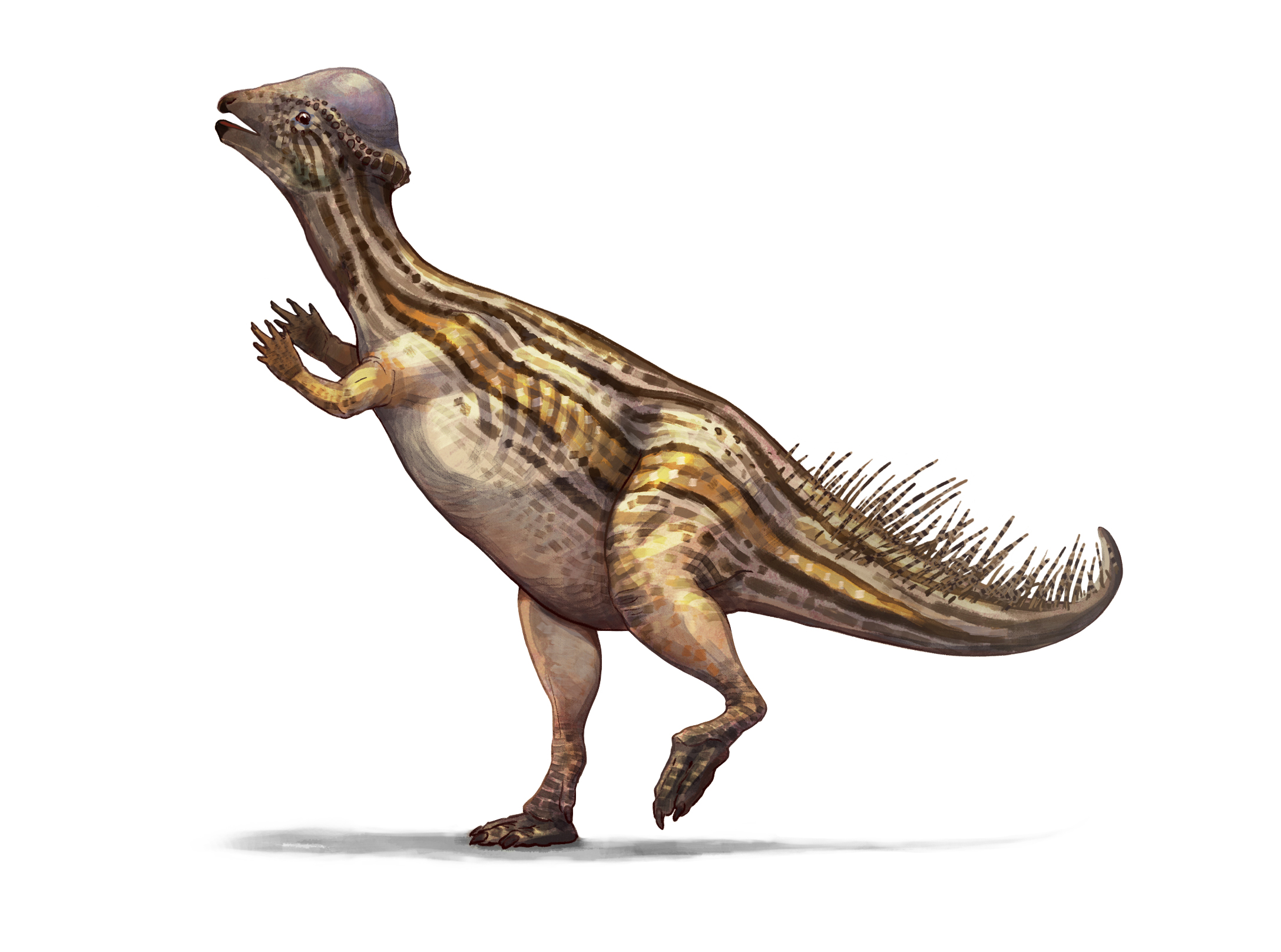
Prenocephale

- Ferganocephale (umstritten)
- Stenopelix (umstritten)
- Wannanosaurus
- Yaverlandia (umstritten)
- Goyocephala
  - Goyocephale
  - Homalocephaloidea
    - Homalocephale
    - Ornatotholus
    - Pachycephalosauridae
      - Acrotholus[11]
      - Alaskacephale
      - Colepiocephale
      - Dracorex
      - Gravitholus
      - Hanssuesia
      - Pachycephalosaurus
      - Prenocephale
      - Sphaerotholus
      - Stegoceras
      - Stygimoloch
      - Texacephale[12]
      - Tylocephale

### Ceratopsia
- Yinlong

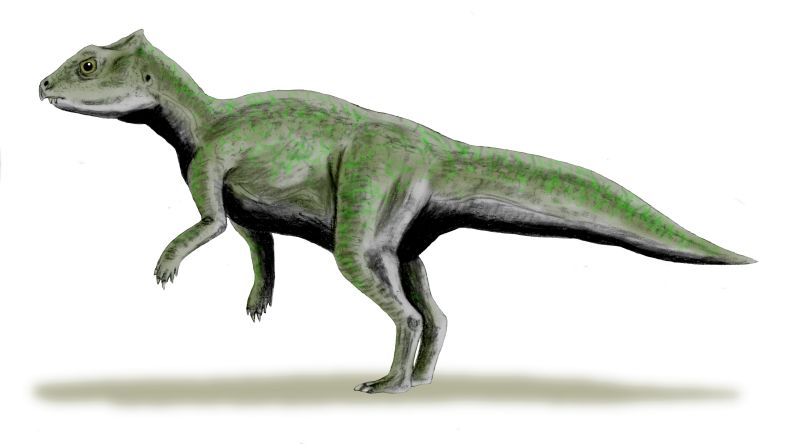
Yinlong

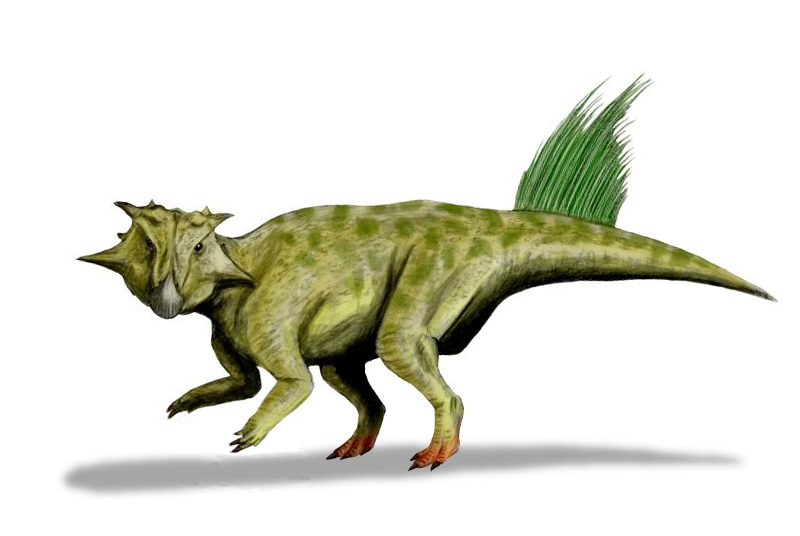
Psittacosaurus

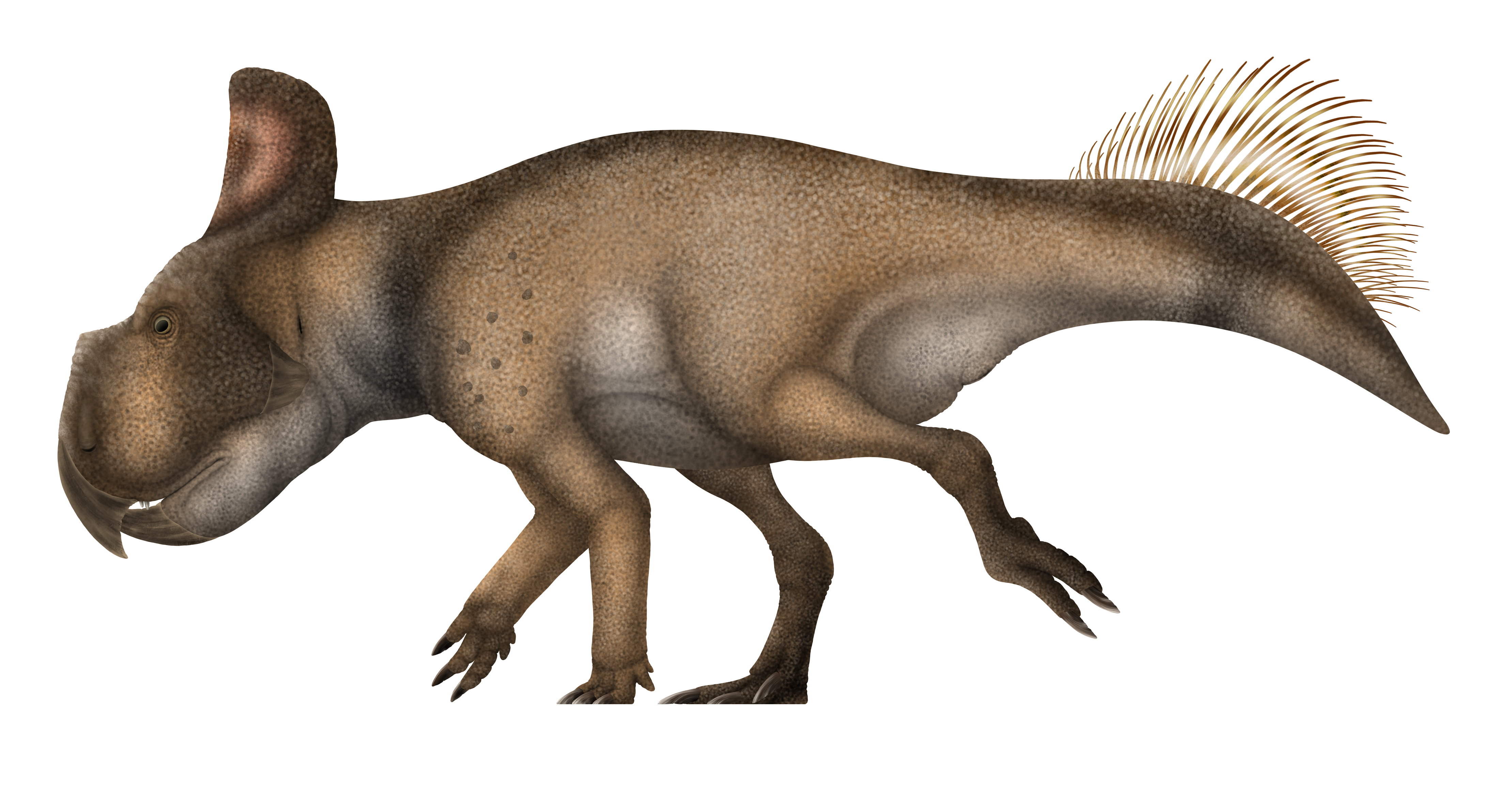
Protoceratops

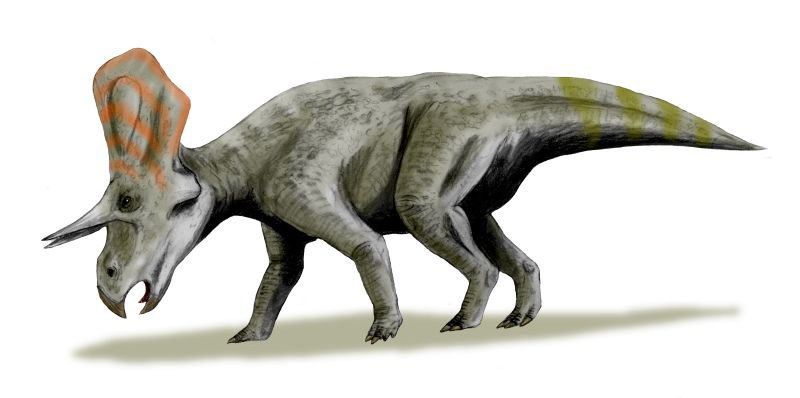
Zuniceratops

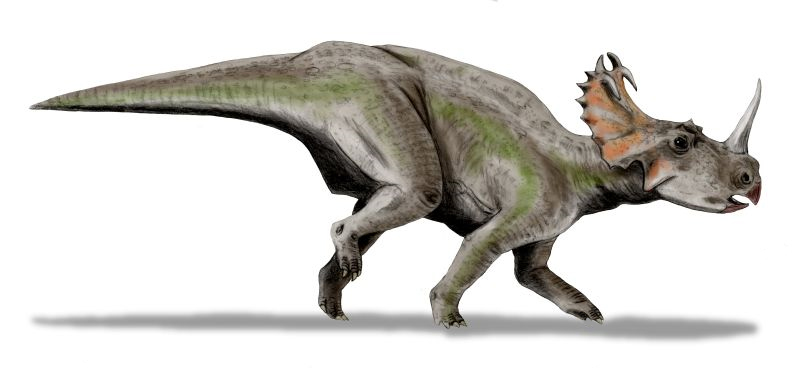
Centrosaurus

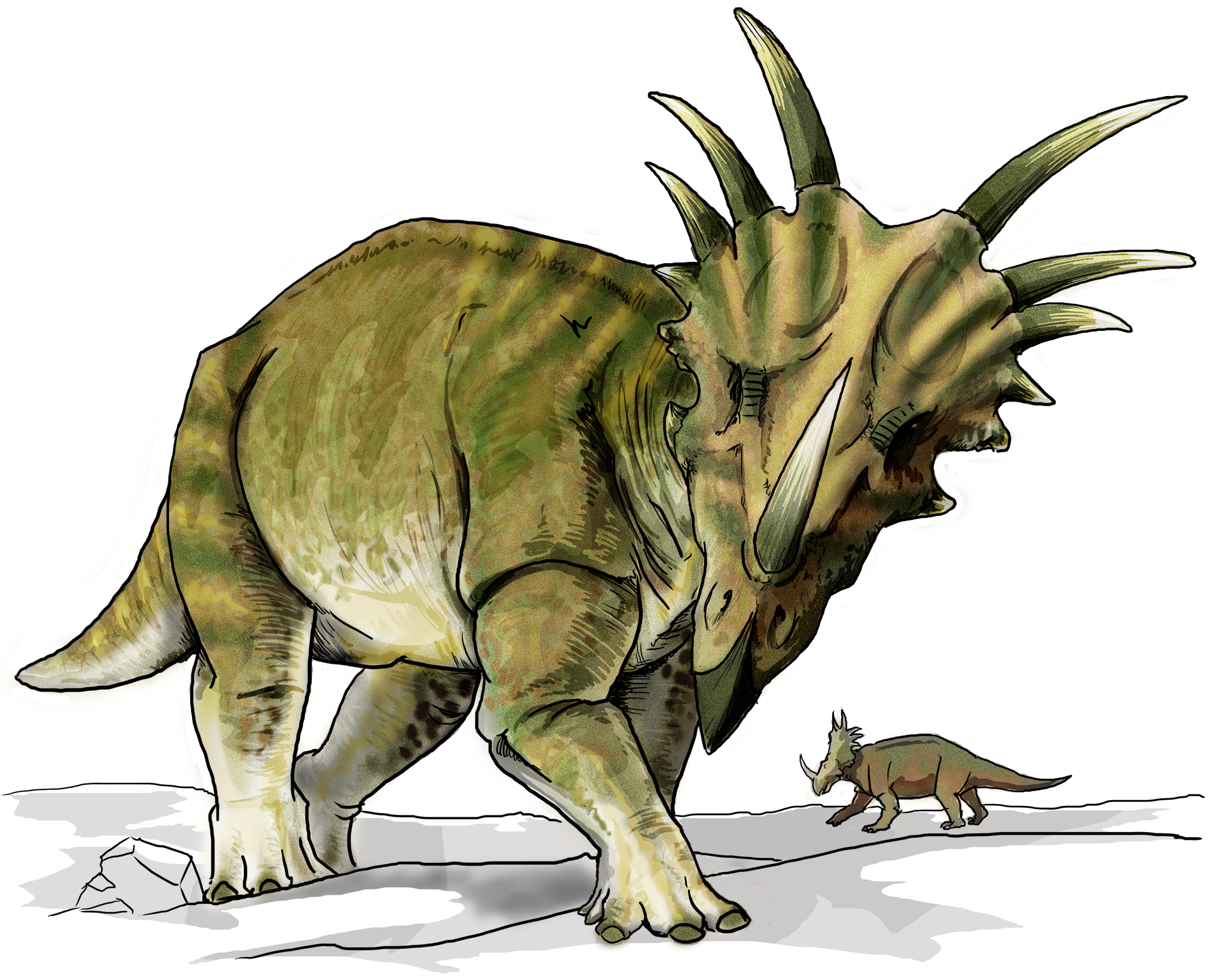
Styracosaurus

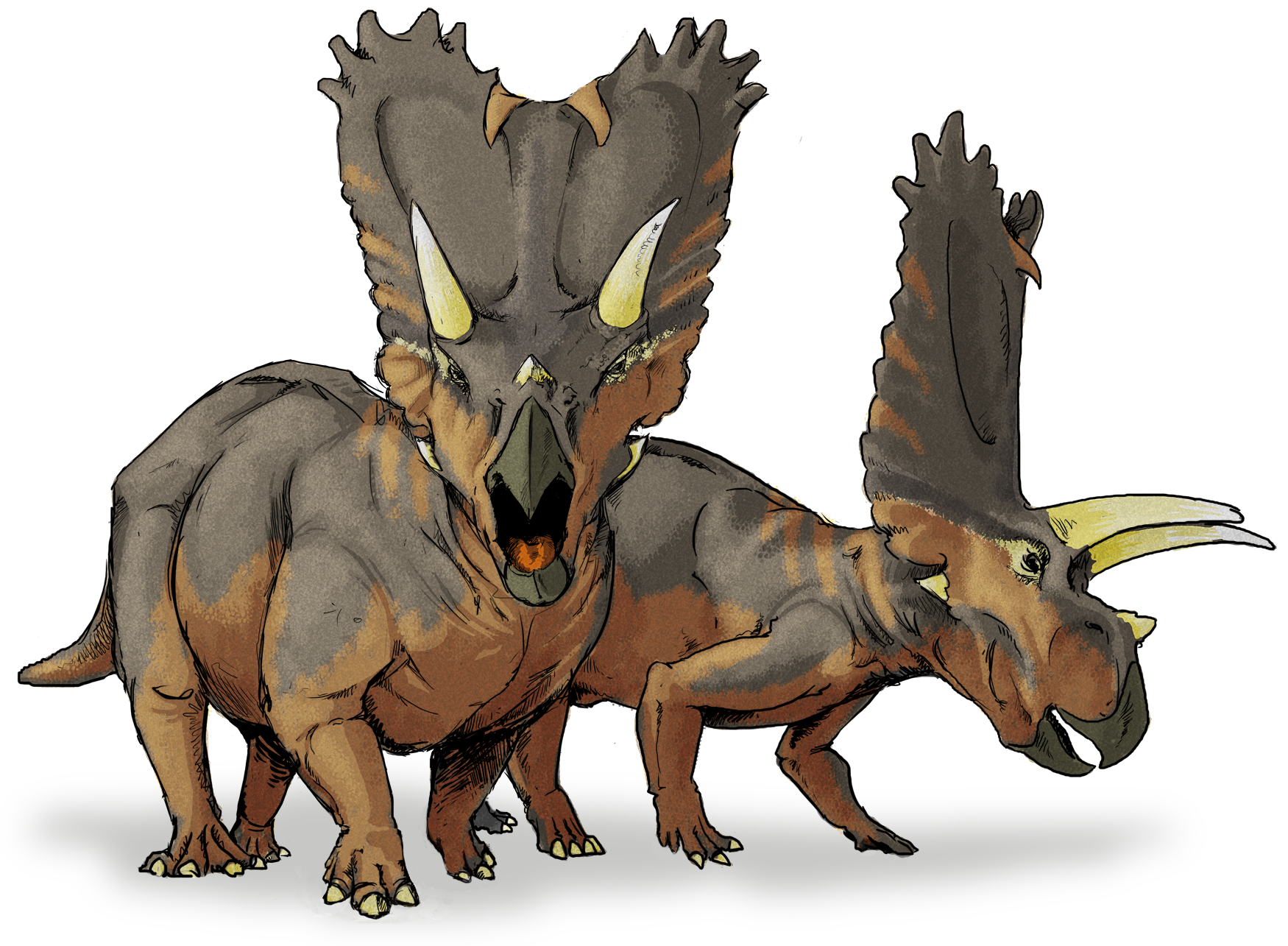
Pentaceratops

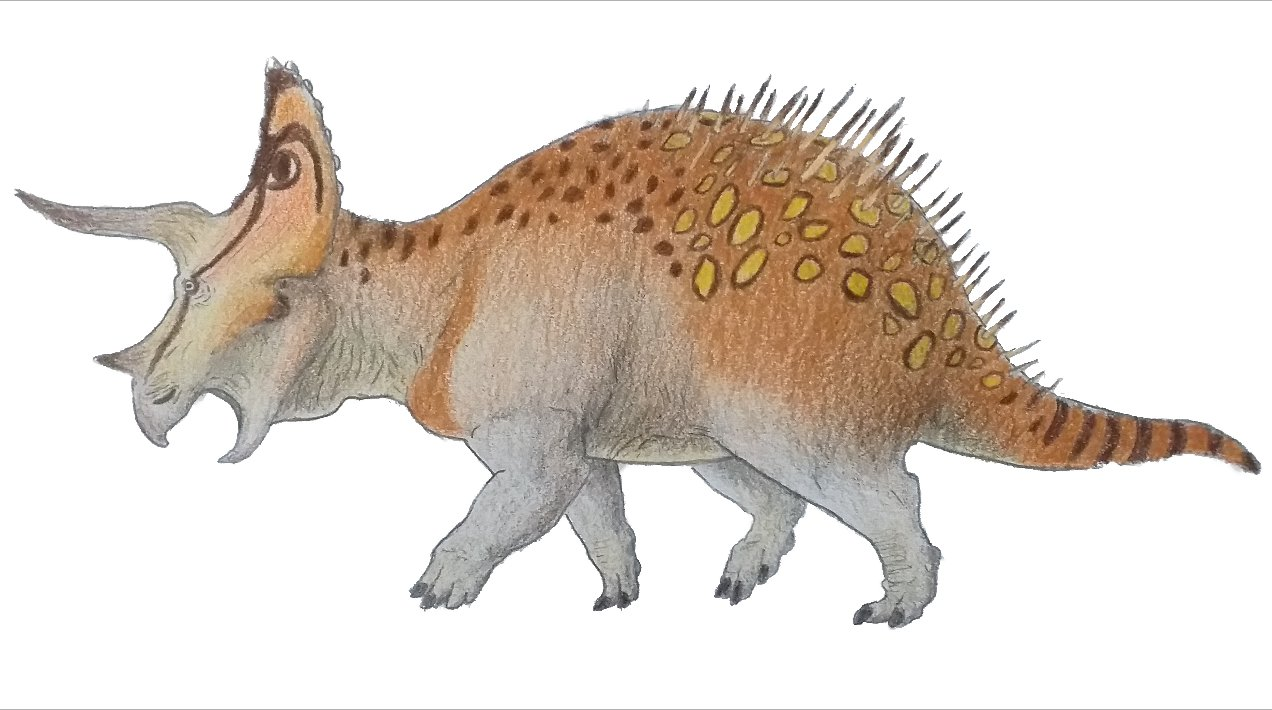
Triceratops

- Chaoyangsauridae (evtl. in Neoceratopsia?)
  - Chaoyangsaurus
  - Xuanhuaceratops
- Psittacosauridae
  - Psittacosaurus
  - Hongshanosaurus ?
- Neoceratopsia
  - Archaeoceratops
  - Auroraceratops
  - Cerasinops
  - Koreaceratops[13]
  - Liaoceratops
  - Yamaceratops
  - Protoceratopsidae
    - Bagaceratops
    - Bainoceratops ?
    - Breviceratops ?
    - Graciliceratops
    - Lamaceratops ?
    - Magnirostris ?
    - Platyceratops ?
    - Protoceratops
    - Udanoceratops

  - Leptoceratopsidae
    - Leptoceratops
    - Montanoceratops
    - Prenoceratops

  - Zuniceratops
  - Ceratopsidae
    - Centrosaurinae
      - Achelousaurus
      - Albertaceratops
      - Avaceratops
      - Brachyceratops ?
      - Centrosaurus
      - Diabloceratops[14]
      - Einiosaurus
      - Monoclonius ?
      - Nasutoceratops
      - Pachyrhinosaurus
      - Rubeosaurus[15]
      - Sinoceratops[16]
      - Spinops[17]
      - Styracosaurus
      - Wendiceratops[18]
      - Xenoceratops

    - Chasmosaurinae
      - Agujaceratops
      - Anchiceratops
      - Arrhinoceratops
      - Chasmosaurus
      - Coahuilaceratops
      - Diceratus
      - Eotriceratops
      - Kosmoceratops[19]
      - Medusaceratops
      - Mojoceratops
      - Ojoceratops
      - Pentaceratops
      - Tatankaceratops
      - Titanoceratops[20]
      - Torosaurus
      - Triceratops
      - Utahceratops[19]
      - Vagaceratops[19]

  - Ceratopsia incertae sedis und Nomina dubia
    - Agathaumas
    - Asiaceratops
    - Ceratops
    - Dysganus
    - Kulceratops
    - Microceratus
    - Notoceratops
    - Polyonax
    - Serendipaceratops
    - Turanoceratops
    - Ugrosaurus

### Ornithopoda

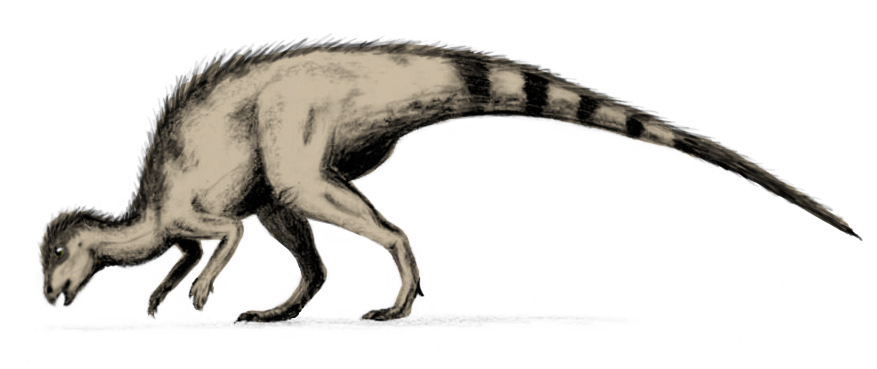
Hypsilophodon

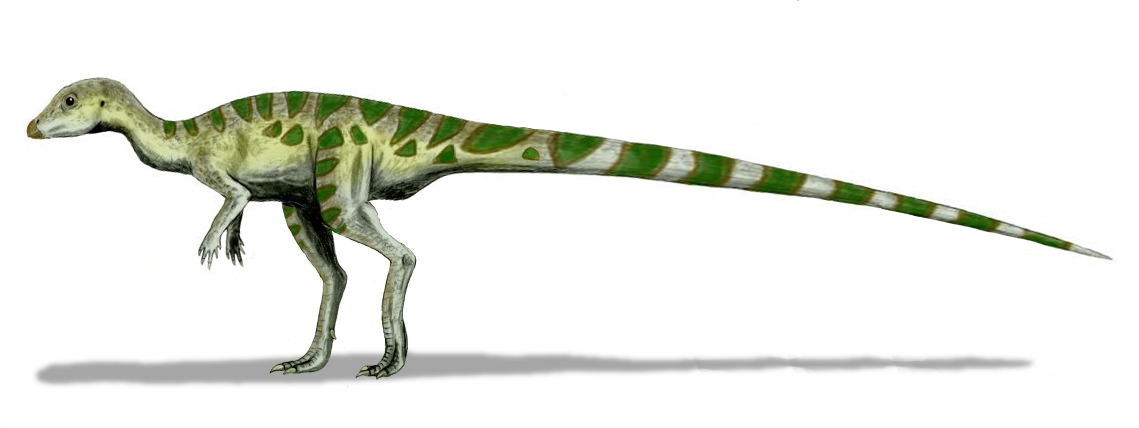
Leaellynasaura

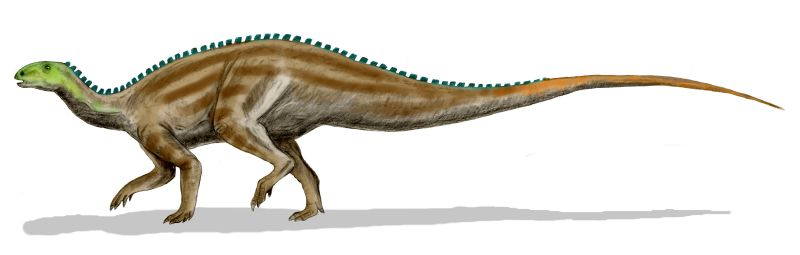
Tenontosaurus

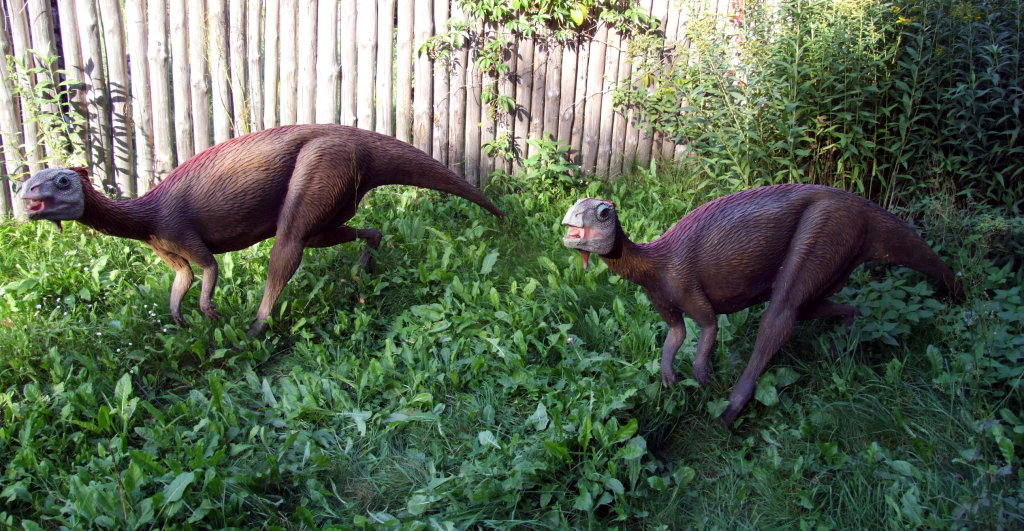
Dryosaurus

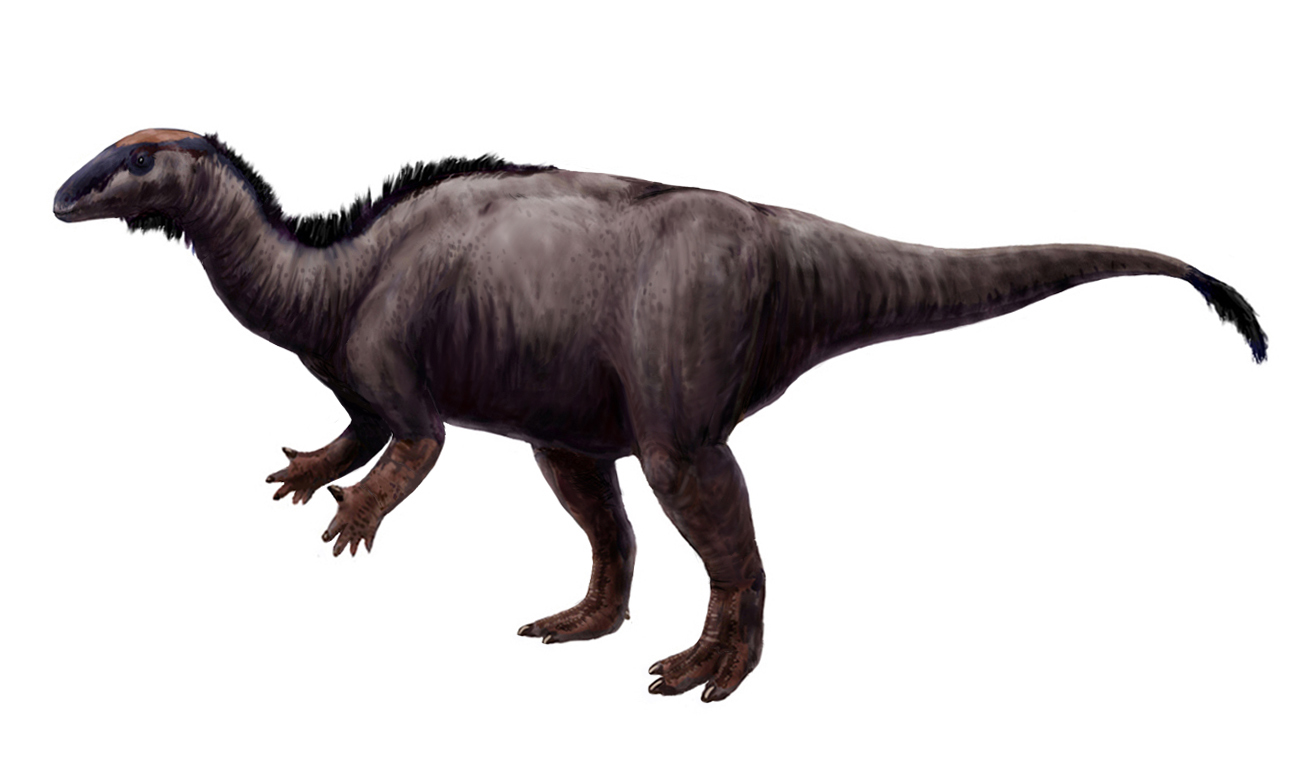
Camptosaurus

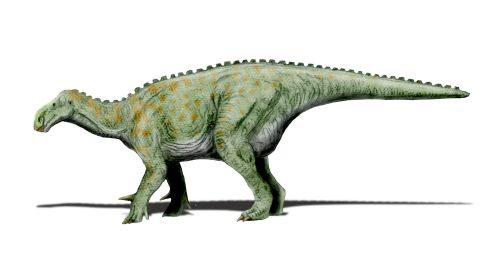
Iguanodon

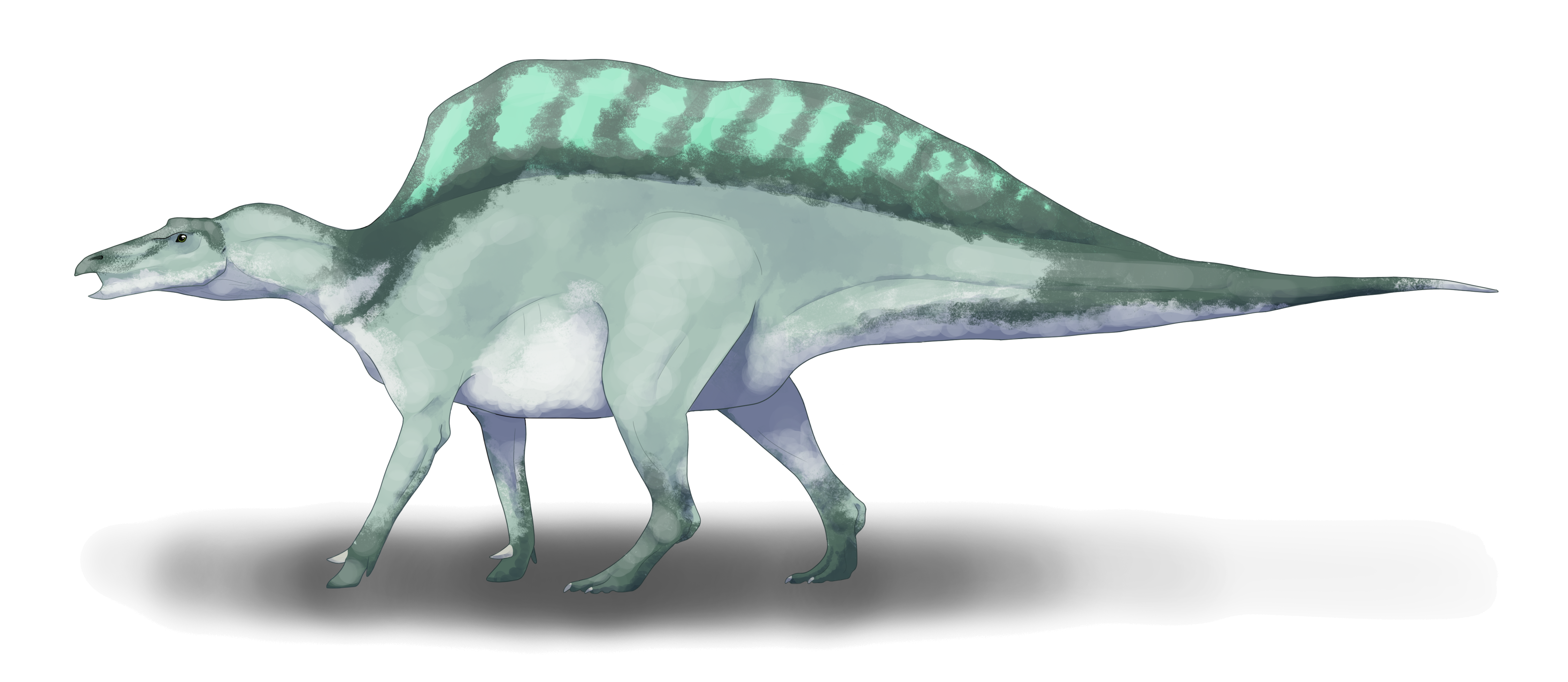
Ouranosaurus

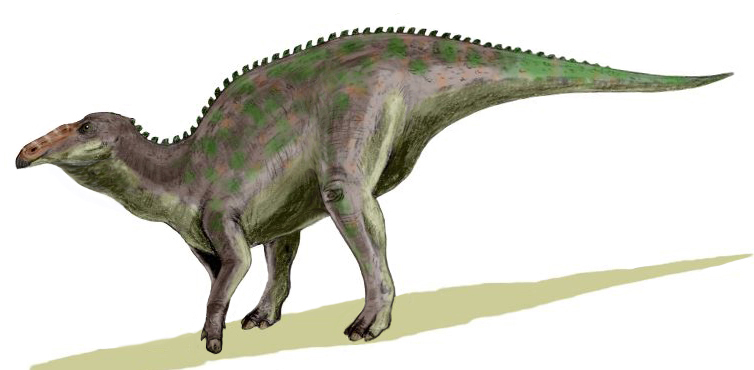
Anatotitan

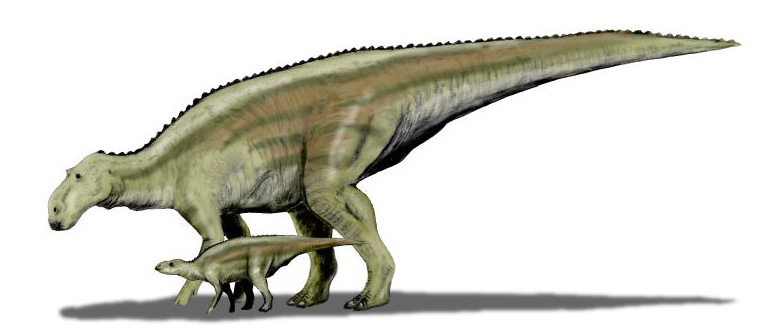
Maiasaura

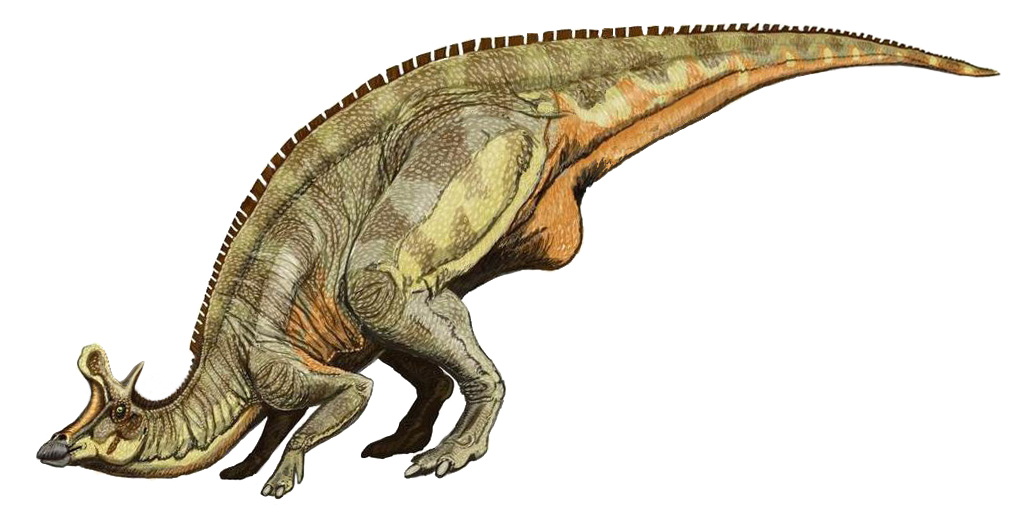
Lambeosaurus

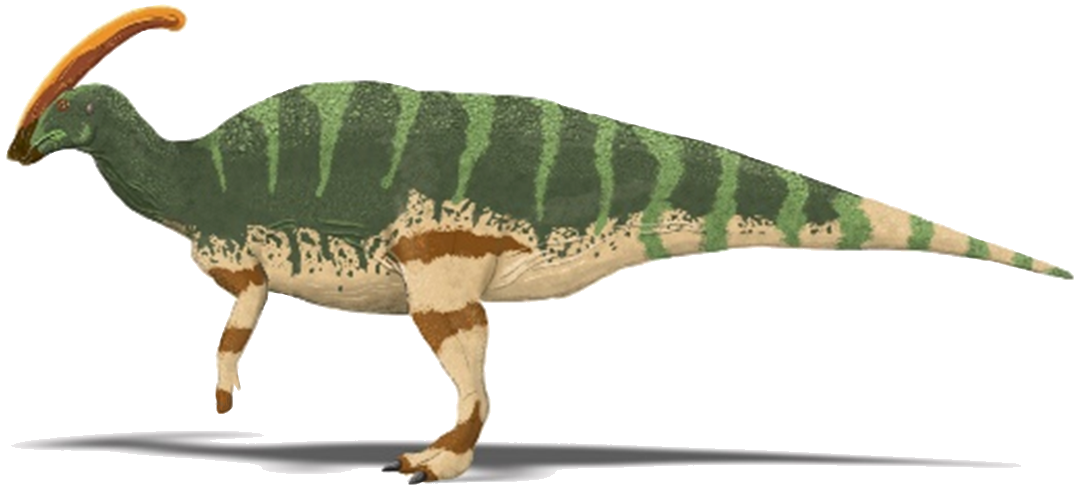
Parasaurolophus

- Agilisaurus
- Alocodon
- Anabisetia
- Atlascopcosaurus
- Bugenasaurua
- Drinker
- Fulgurotherium
- Gasparinisaura
- Hypsilophodon
- Jeholosaurus
- Leaellynasaura
- Notohypsilophodon
- Orodromeus
- Othnielia
- Parksosaurus
- Qantassaurus
- Thescelosaurus
- Yandusaurus
- Zephyrosaurus
- Iguanodontia
  - Rhabdodon
  - Talenkauen[21]
  - Tenontosaurus
  - Zalmoxes
  - Dryomorpha
    - Dryosauridae
      - Callovosaurus
      - Dryosaurus
      - Dysalotosaurus
      - Kangnasaurus
      - Planicoxa
      - Valdosaurus

    - Ankylopollexia
      - Camptosaurus
      - Draconyx
      - Theiophytalia[22]

    - Iguanodontoidea
      - Altirhinus
      - Craspedodon
      - Eolambia
      - Equijubus
      - Fukuisaurus
      - Iguanodon
      - Jinzhousaurus
      - Lurdusaurus
      - Muttaburrasaurus
      - Nanyangosaurus
      - Ouranosaurus
      - Probactrosaurus
      - Protohadros
      - Shuangmiaosaurus
      - Hadrosauridae
        - Bactrosaurus
        - Claosaurus
        - Gilmoreosaurus
        - Secernosaurus
        - Tanius
        - Telmatosaurus
        - Euhadrosauria
          - Hadrosaurinae
            - Anasazisaurus
            - Anatotitan
            - Aralosaurus
            - Brachylophosaurus
            - Edmontosaurus
            - Gryposaurus
            - Hadrosaurus
            - Kritosaurus
            - Lophorhotodon
            - Maiasaura
            - Naashoibitosaurus
            - Prosaurolophus
            - Saurolophus
            - Shantungosaurus

          - Lambeosaurinae
            - Amurosaurus
            - Barsboldia
            - Charonosaurus
            - Corythosaurus
            - Hypacrosaurus
            - Jaxartosaurus
            - Lambeosaurus
            - Nipponosaurus
            - Olorotitan
            - Parasaurolophus
            - Tsintaosaurus
            - Velafrons

## Echsenbeckendinosaurier(Saurischia)

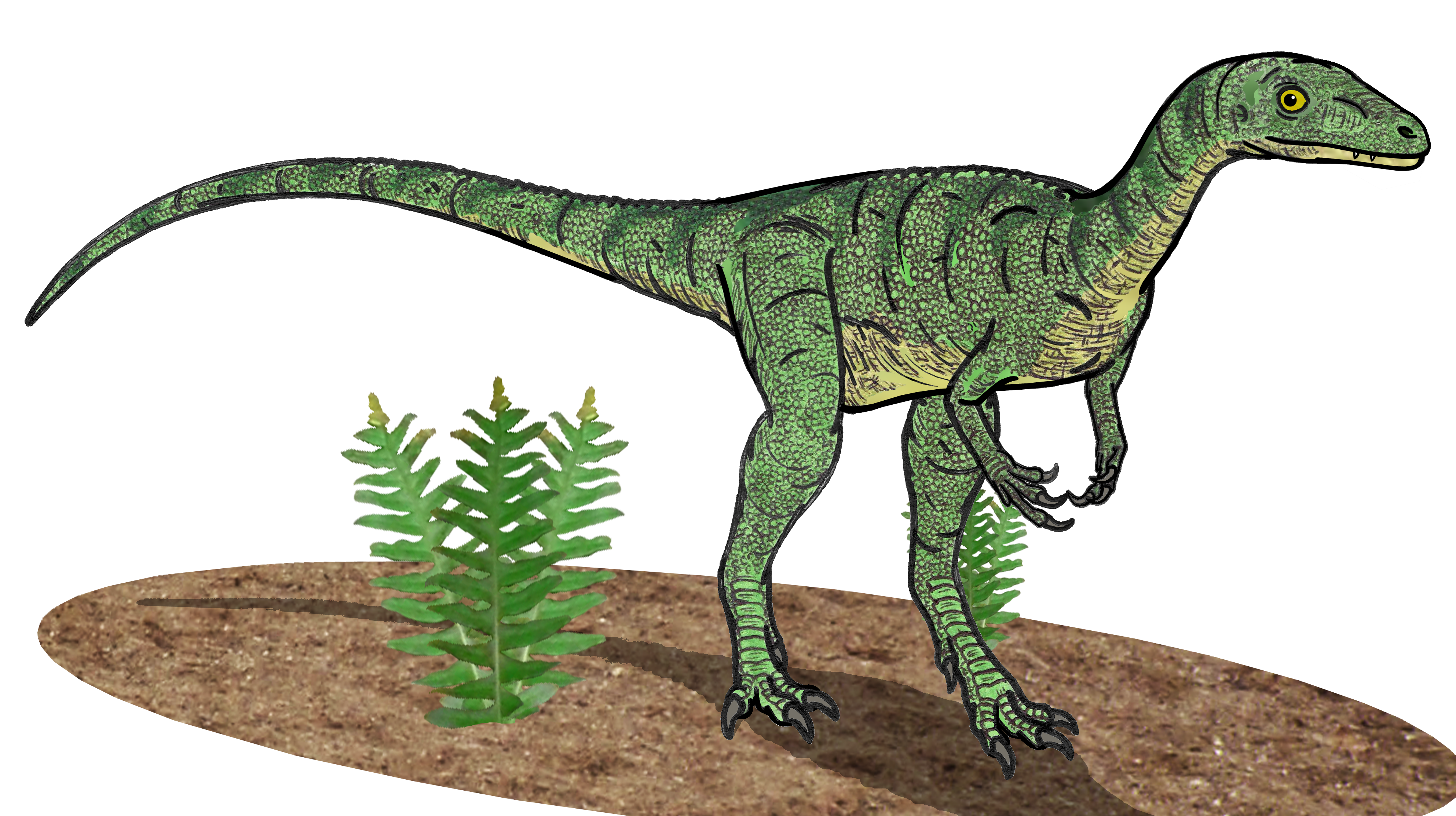
Eoraptor

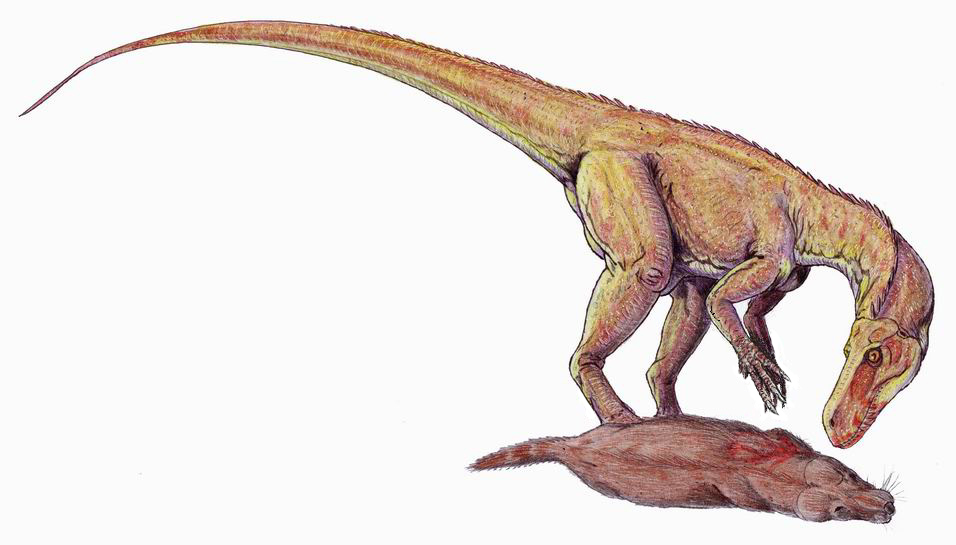
Herrerasaurus

- Herrerasauridae
  - Herrerasaurus
  - Sanjuansaurus[23]
  - Staurikosaurus
- Eoraptor
- Guaibasaurus
- Saturnalia
- Saurischia incertae sedis
  - Alwalkeria
  - Chindesaurus
- Sauropodomorpha
  - Ahvaytum
  - Efraasia
  - Panphagia
  - Sarahsaurus
  - Thecodontosaurus
  - Prosauropoda
  - Sauropoda
- Theropoda

### Prosauropoda

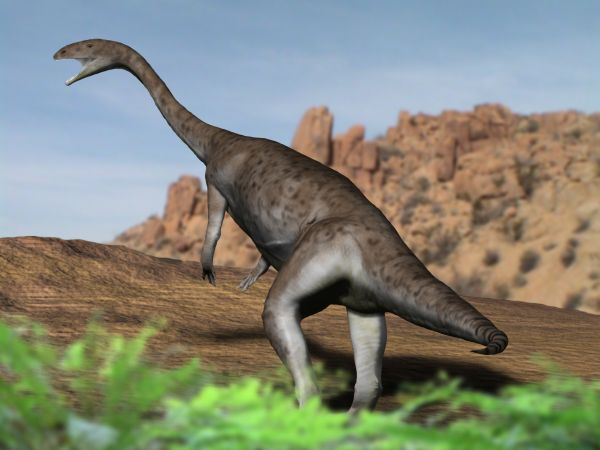
Anchisaurus

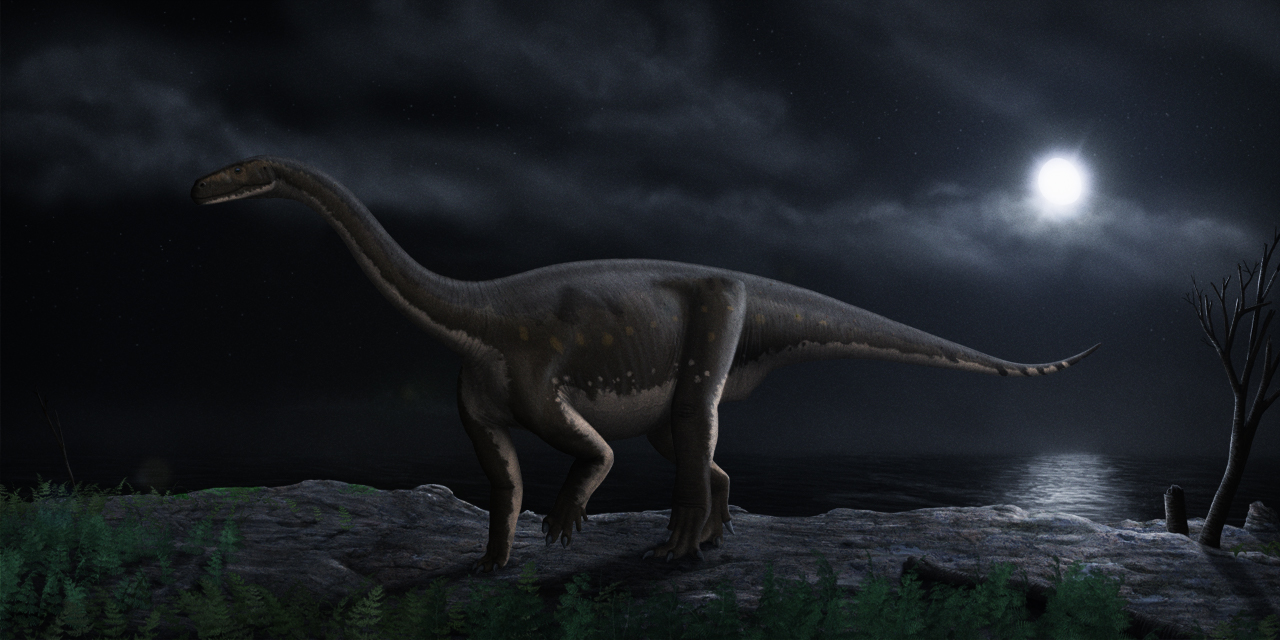
Melanorosaurus

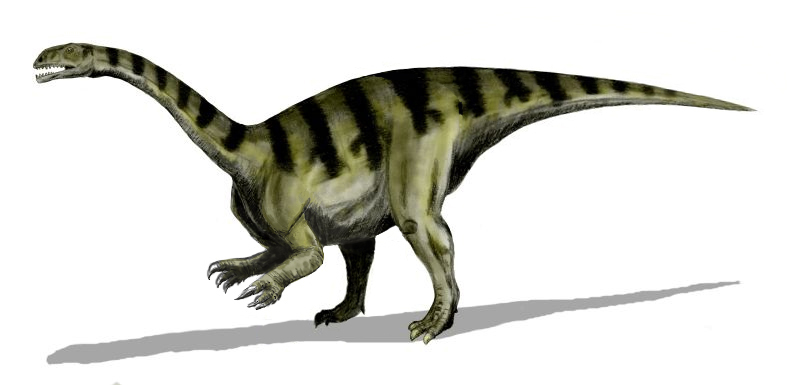
Plateosaurus

- Ruehlia ?
- Saturnalia
- Thecodontosaurus
- Yimenosaurus ?
- Anchisauria
  - Anchisauridae
    - Aardonyx[24]
    - Ammosaurus
    - Anchisaurus

  - Melanorosauridae
    - Camelotia
    - Lessemsaurus
    - Melanorosaurus
    - Riojasaurus
- Plateosauria
  - Coloradisaurus
  - Euskelosaurus
  - „Gyposaurus“
  - Jingshanosaurus
  - Lufengosaurus
  - Massospondylus
  - Mussaurus
  - Plateosaurus
  - Unaysaurus[25]
  - Yunnanosaurus

### Sauropoda

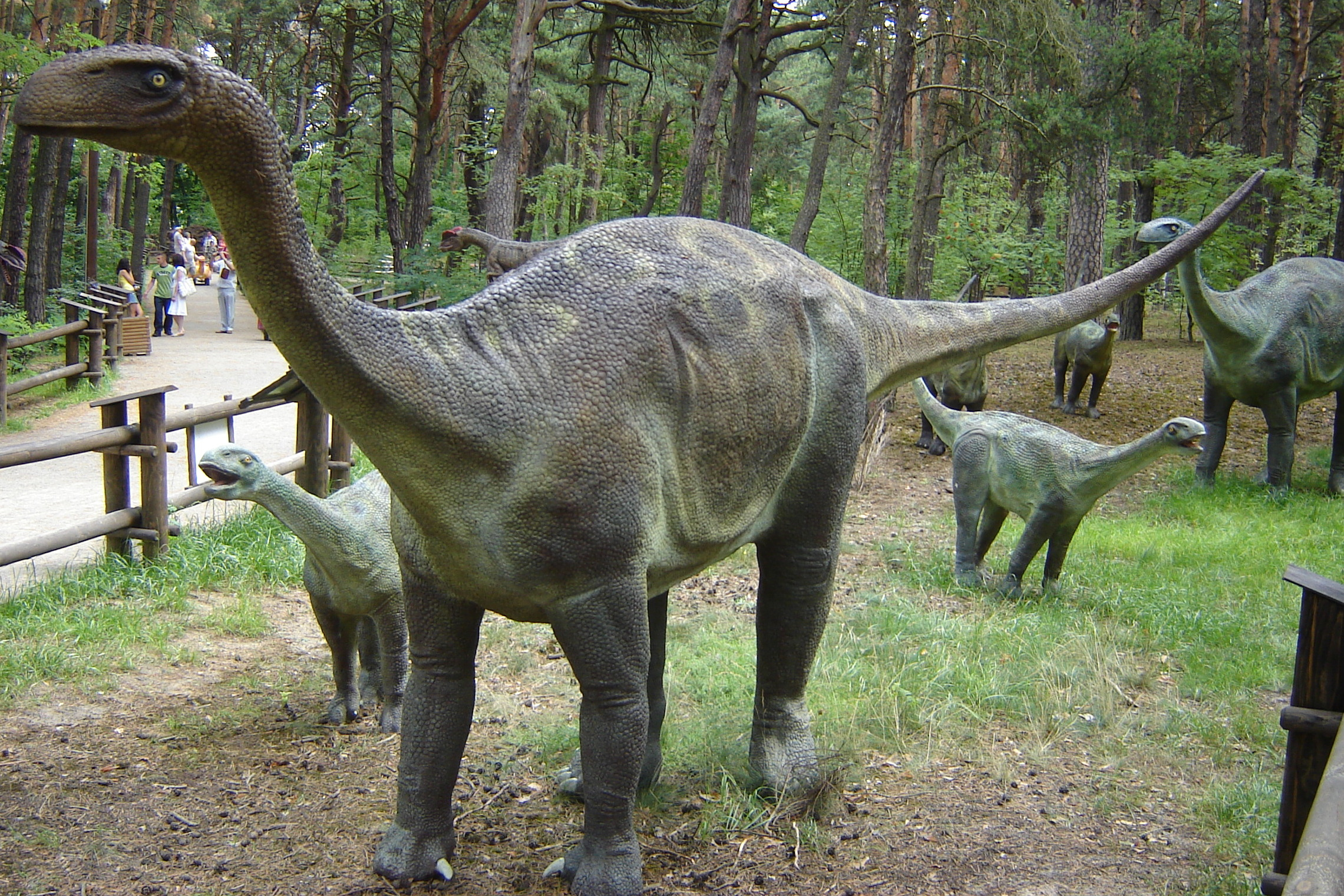
Vulcanodon

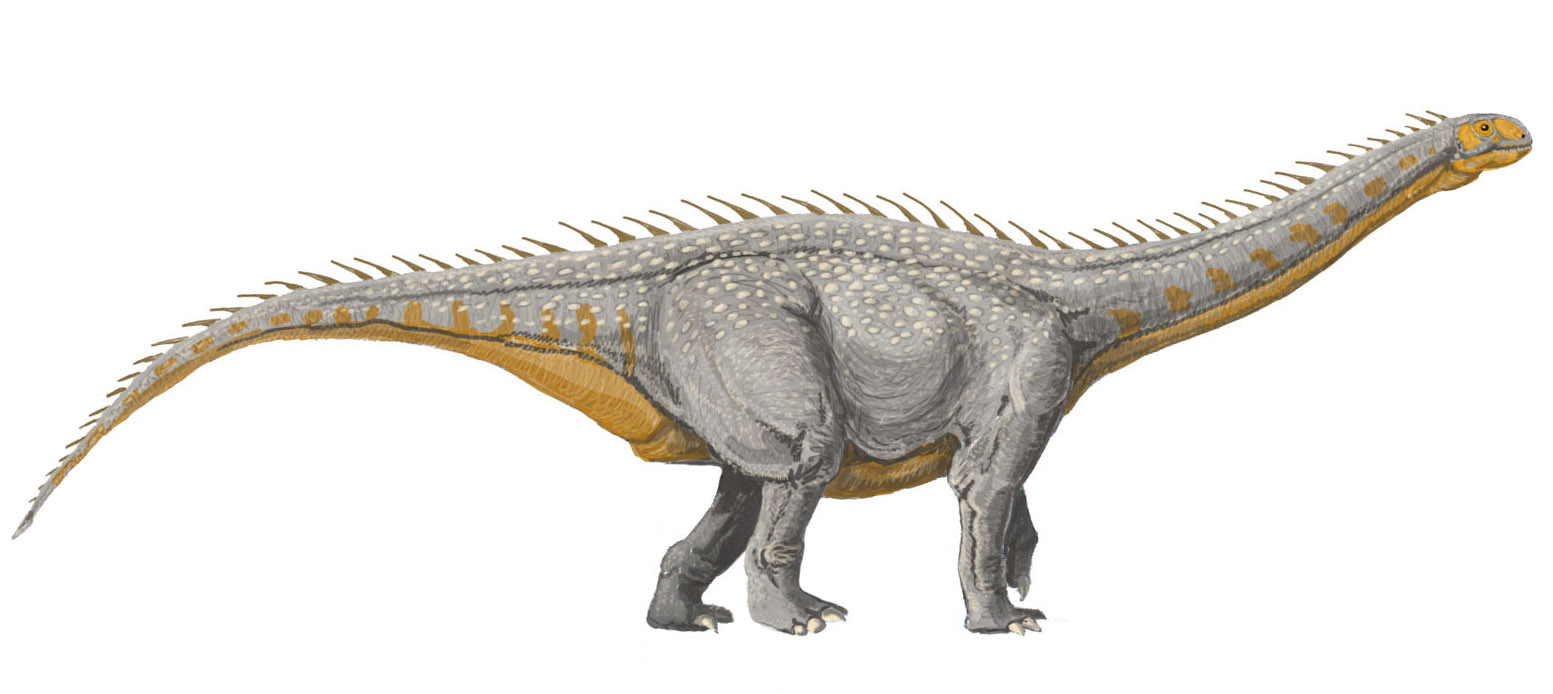
Barapasaurus

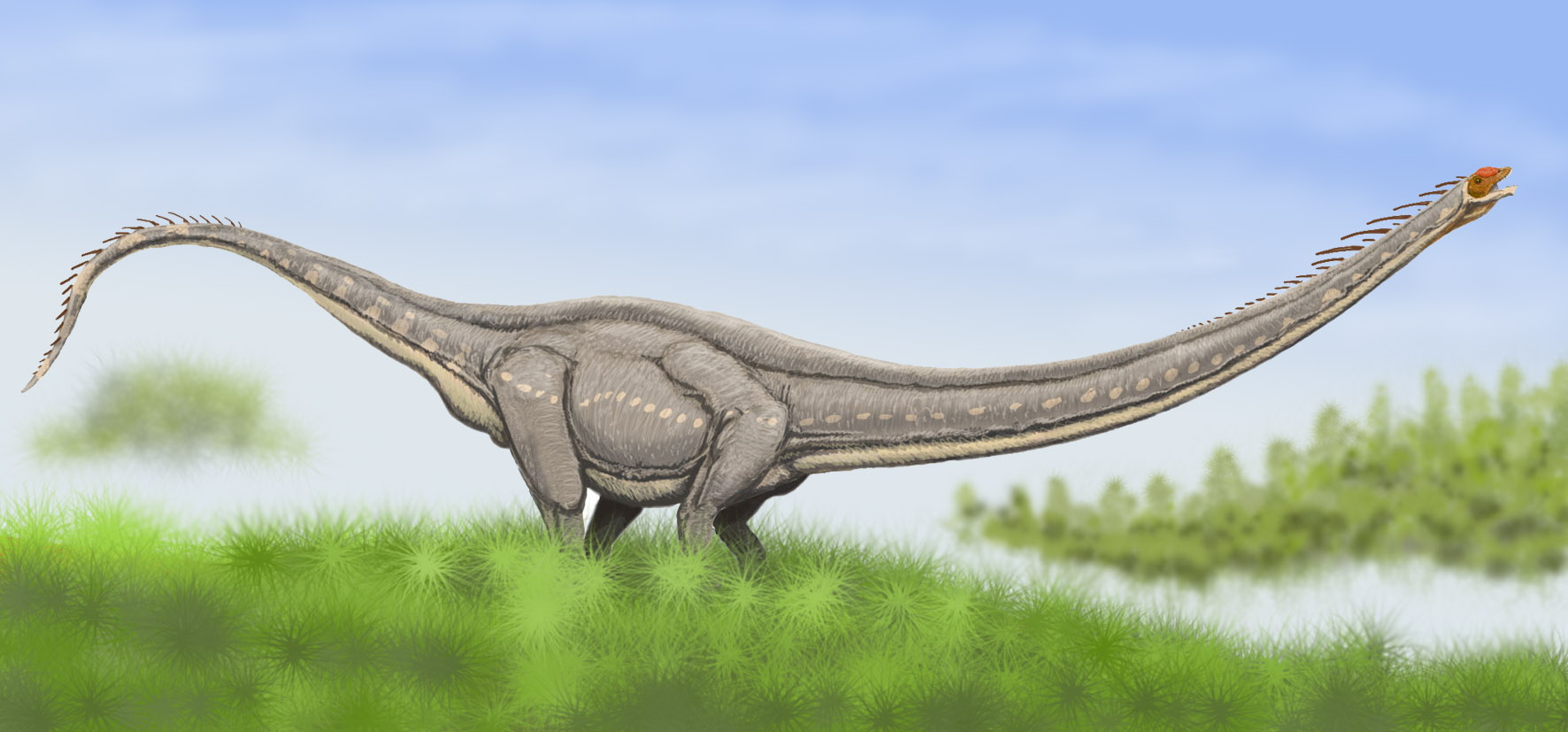
Mamenchisaurus

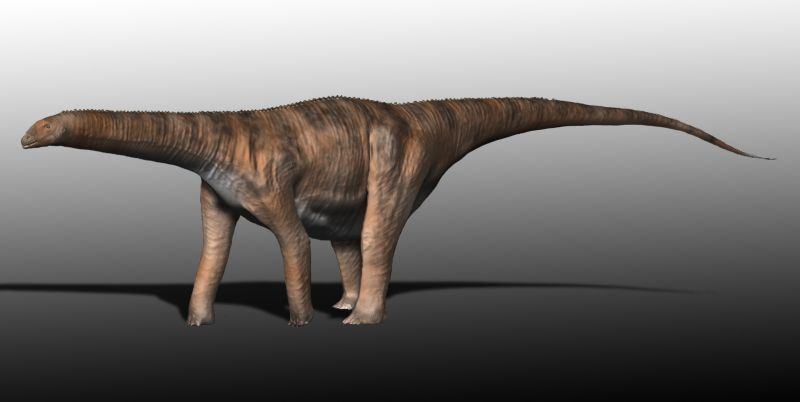
Cetiosaurus

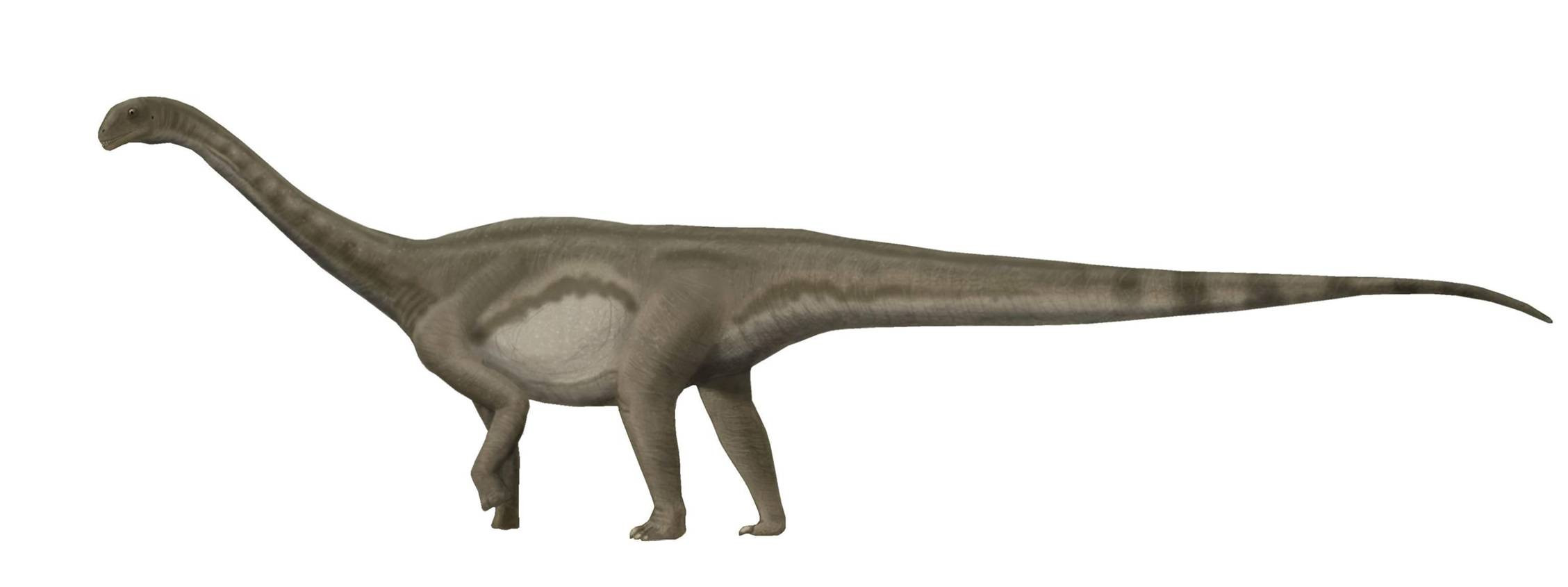
Patagosaurus

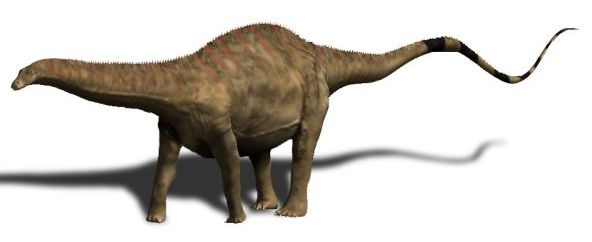
Rebbachisaurus

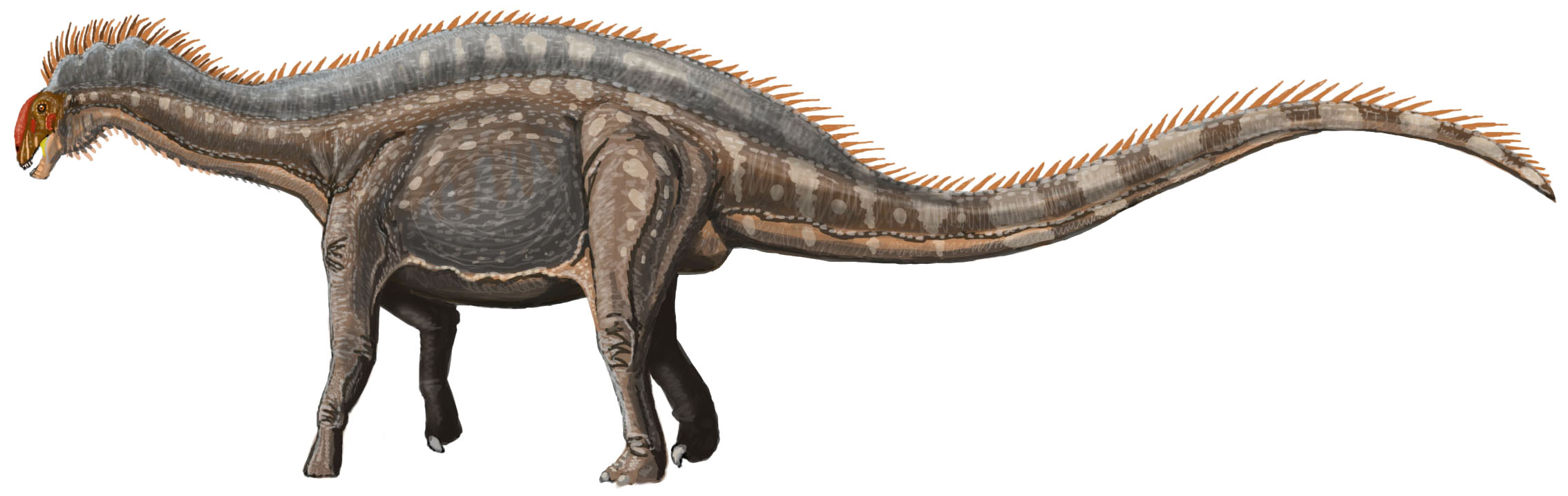
Dicraeosaurus

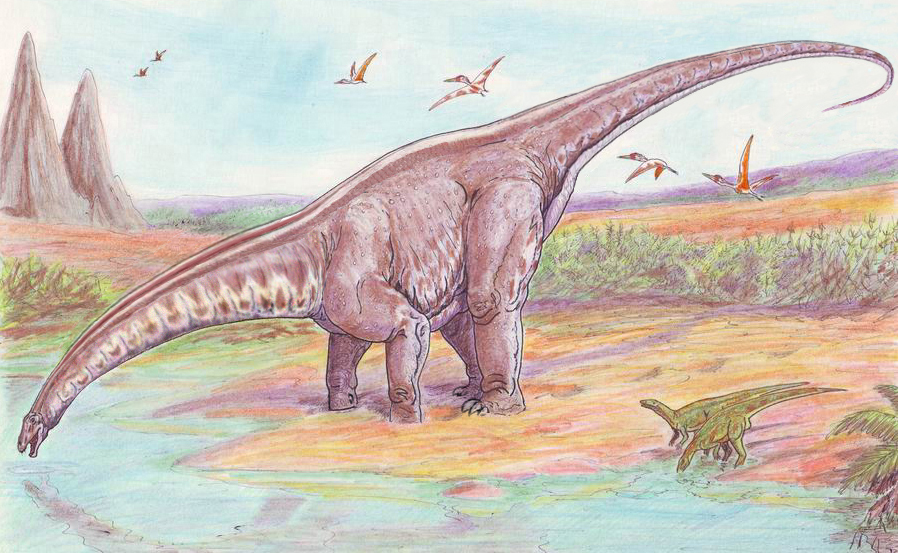
Apatosaurus

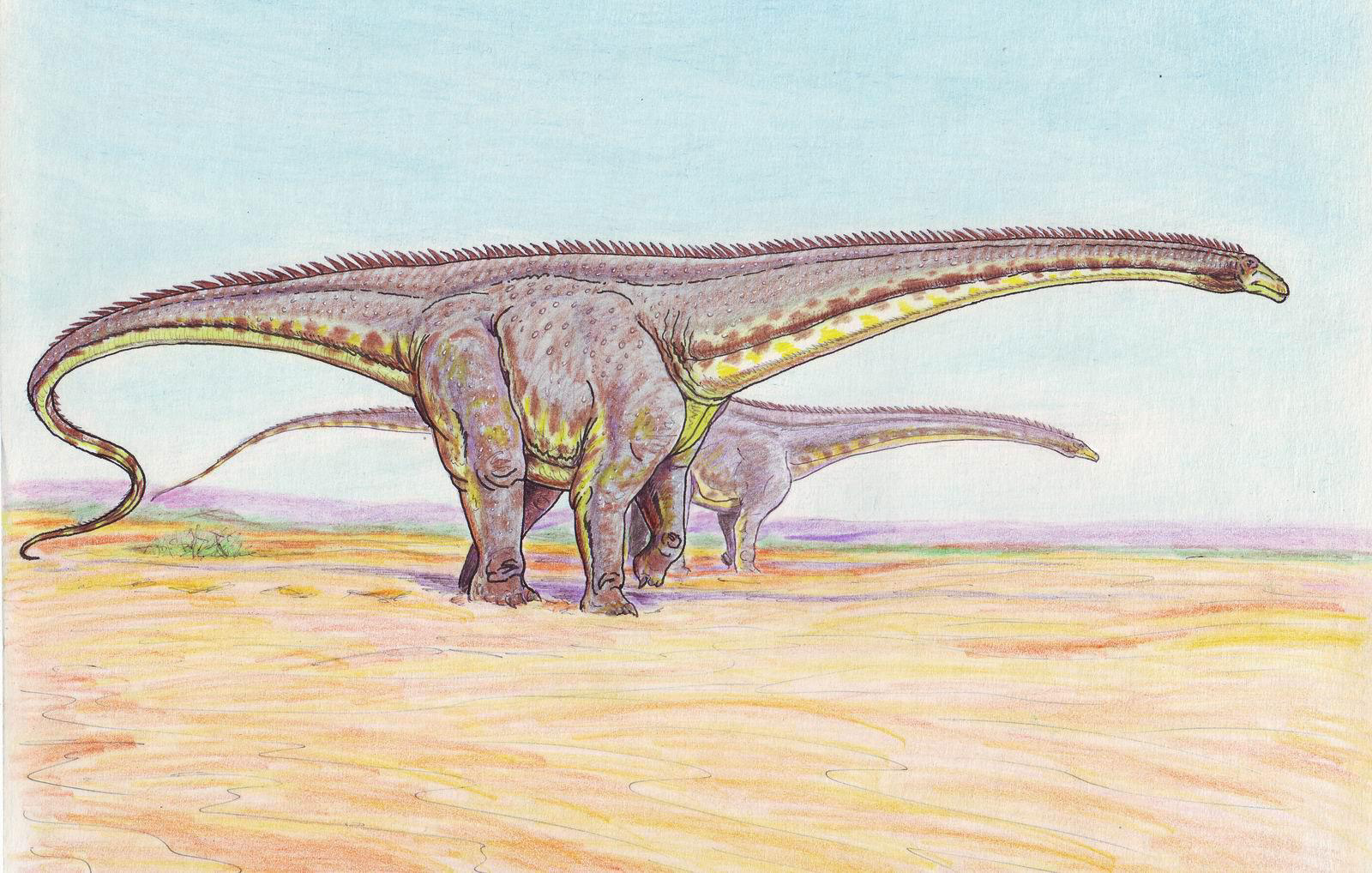
Diplodocus

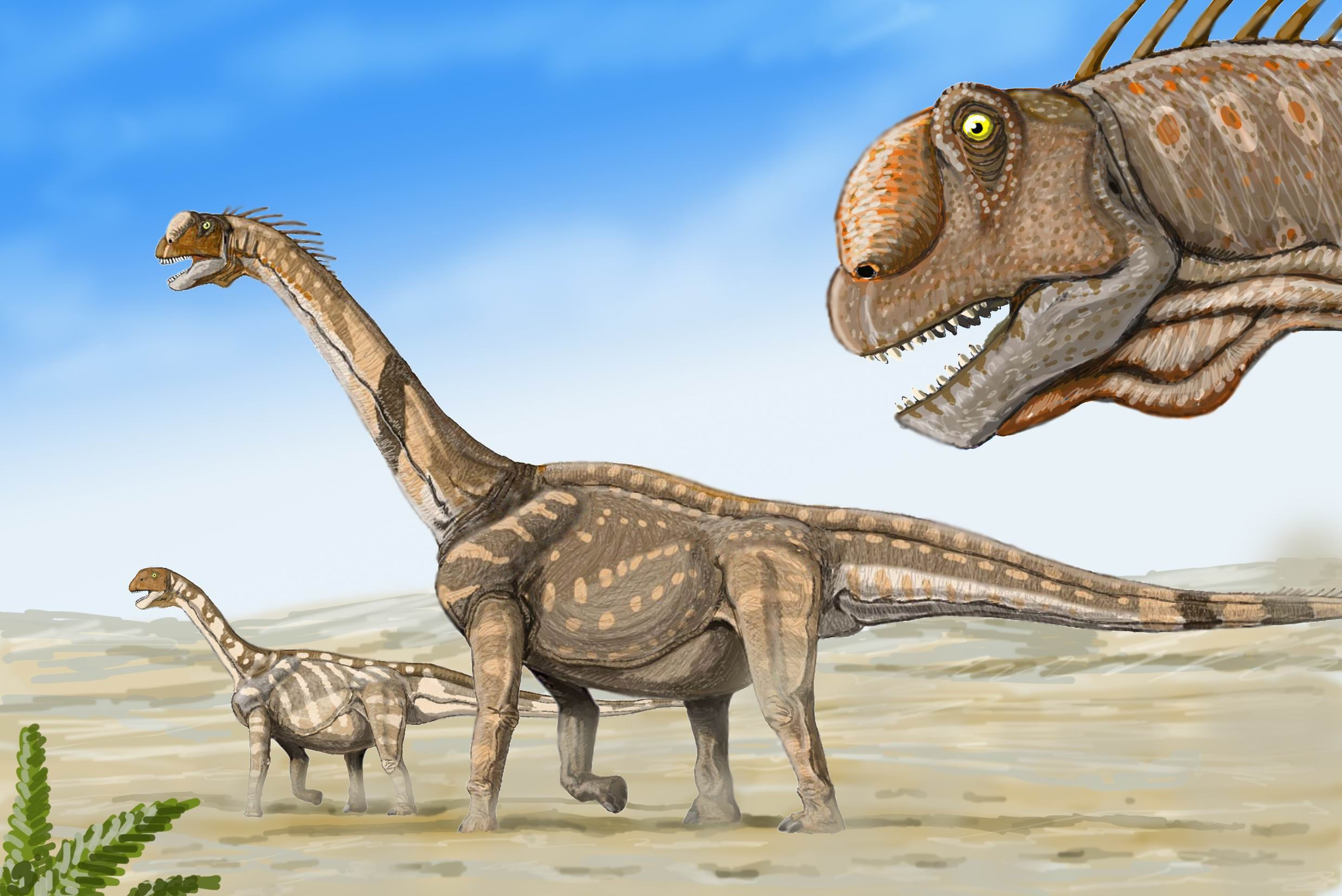
Camarasaurus

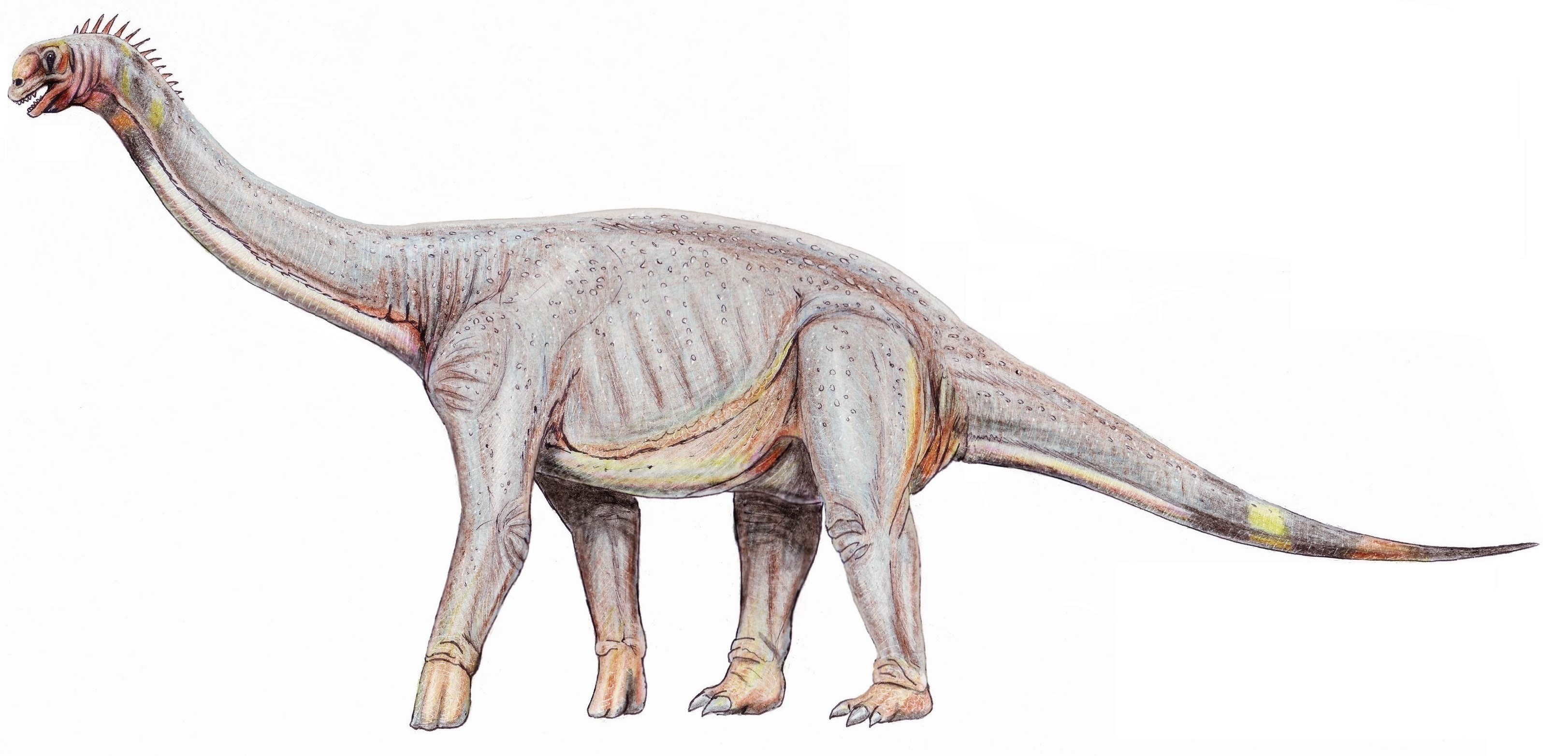
Astrodon

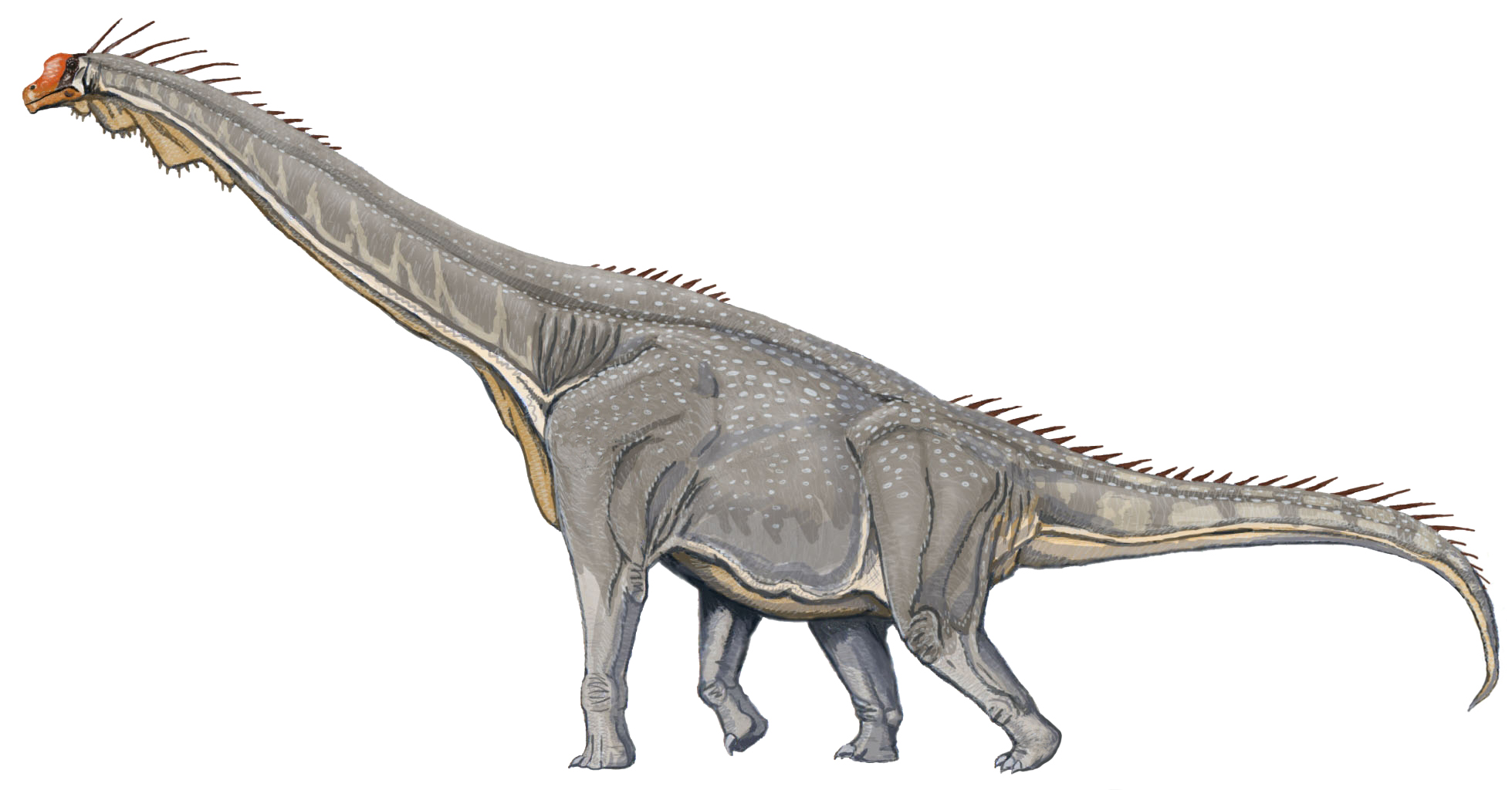
Brachiosaurus

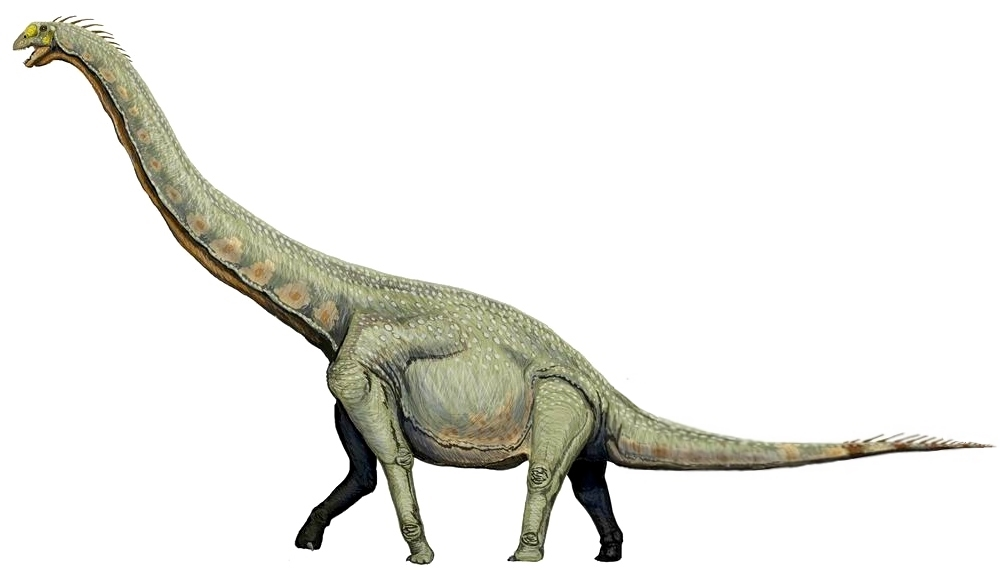
Euhelopus

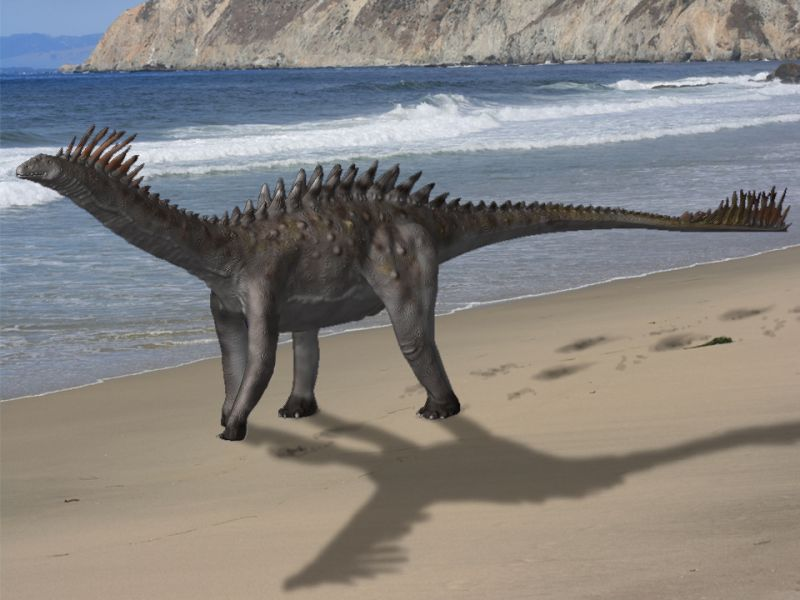
Agustinia

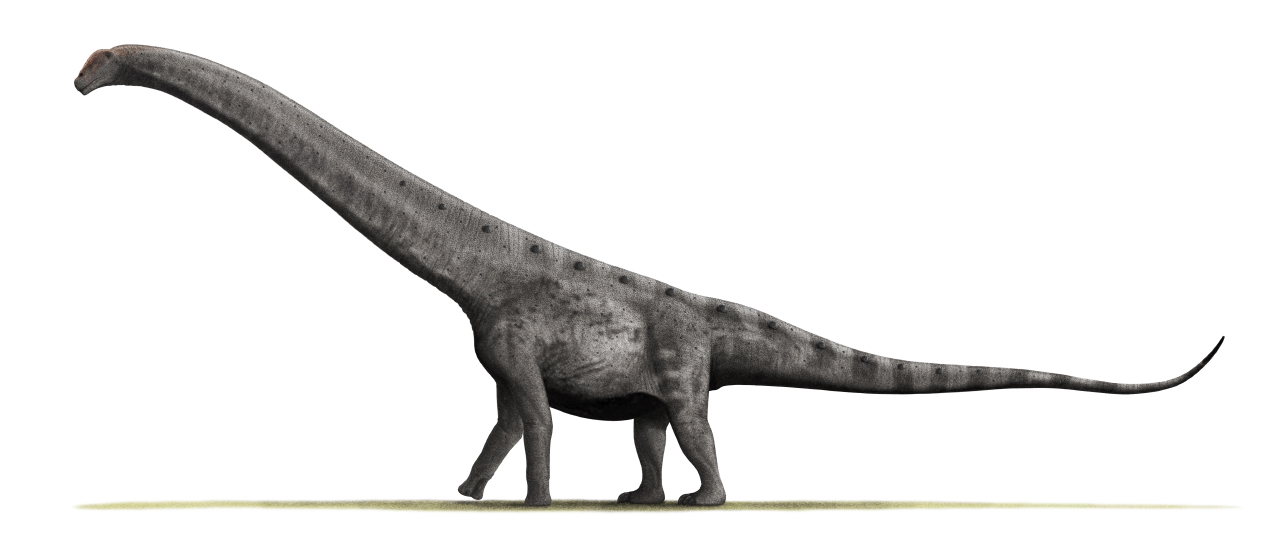
Argentinosaurus

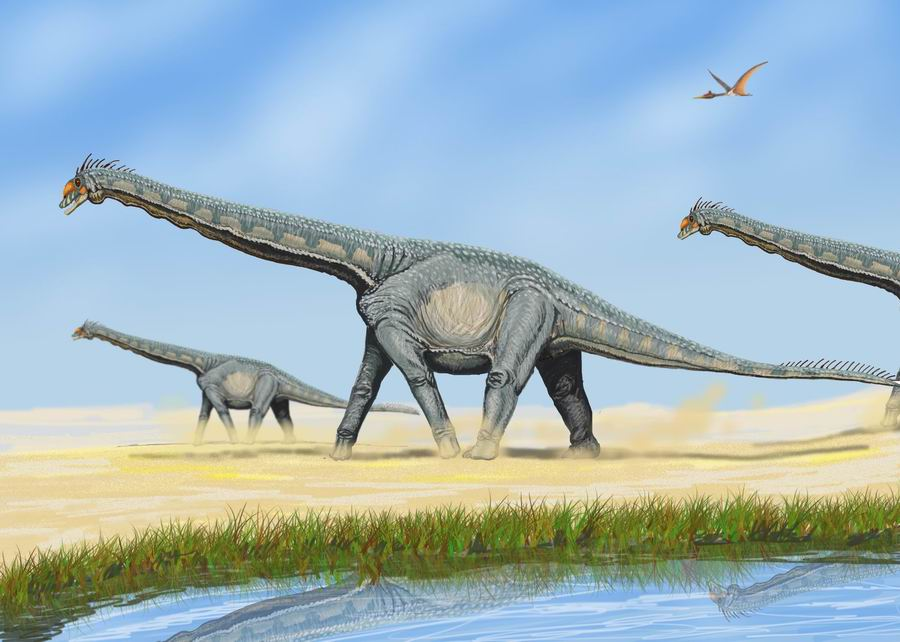
Alamosaurus

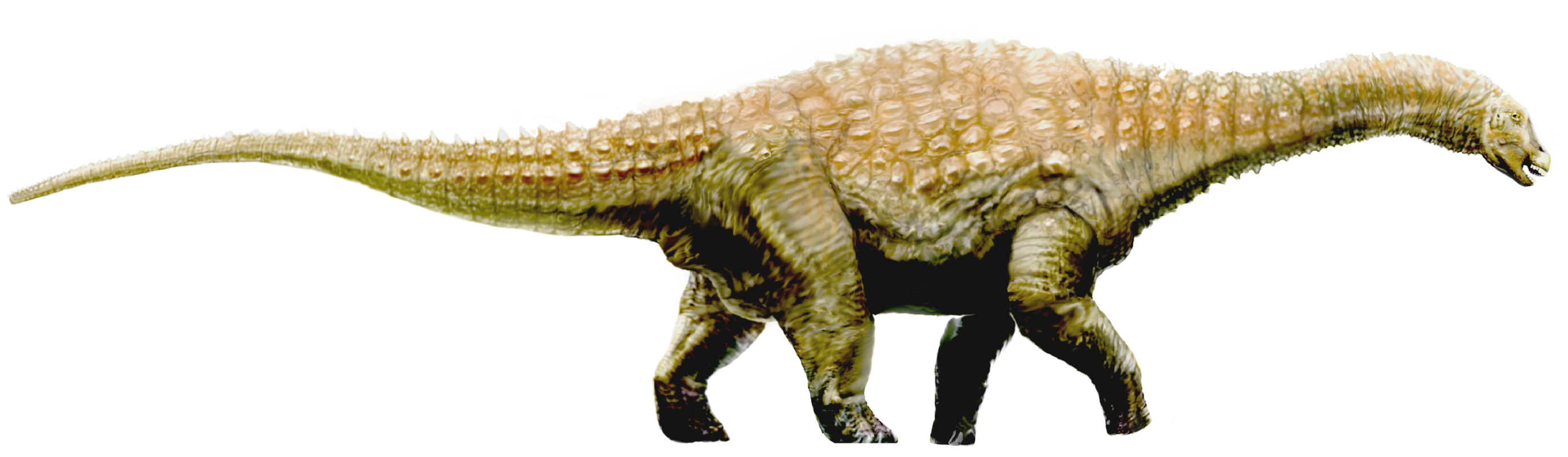
Diamantinasaurus

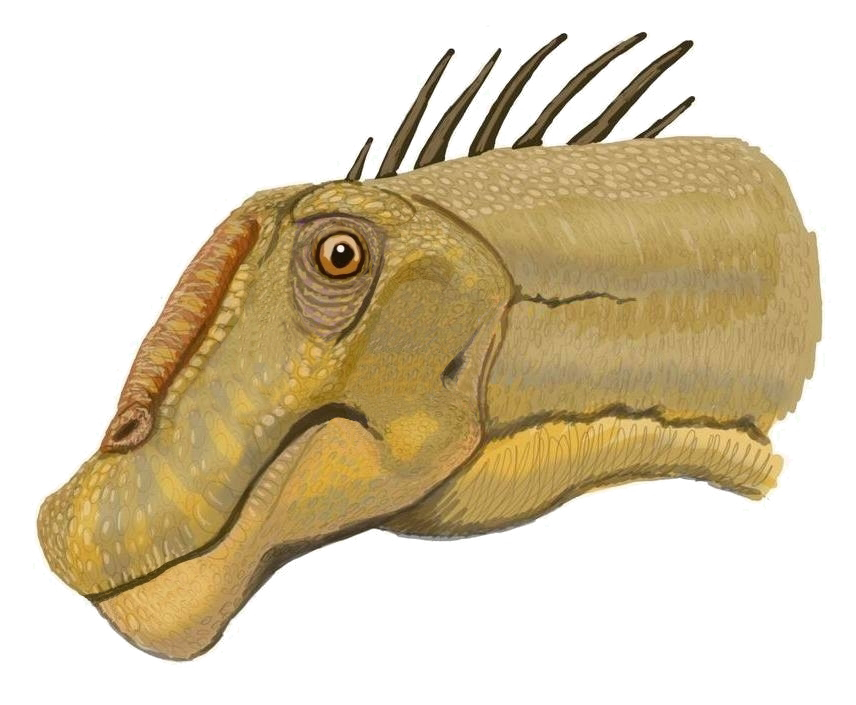
Nemegtosaurus

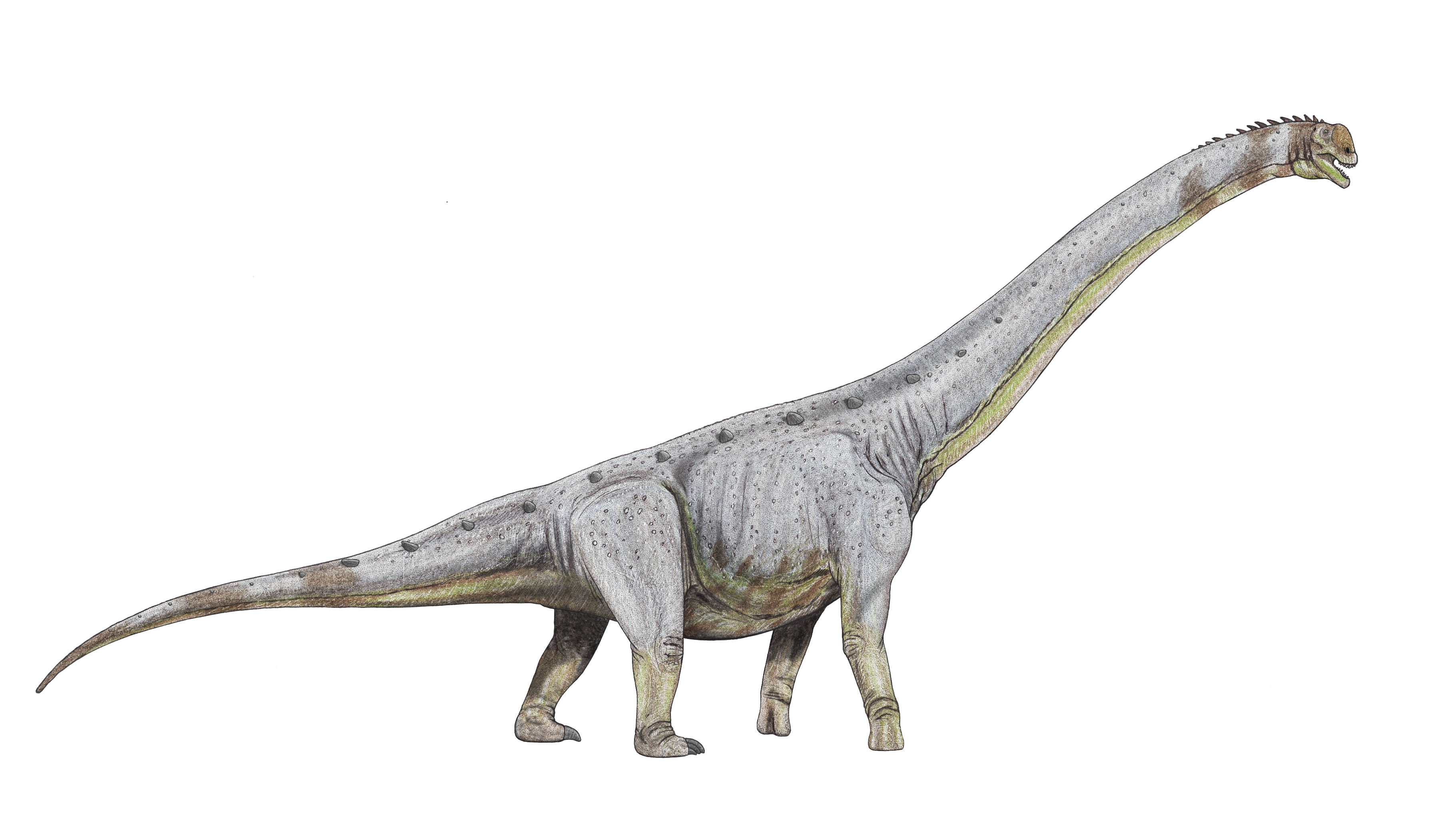
Paralititan

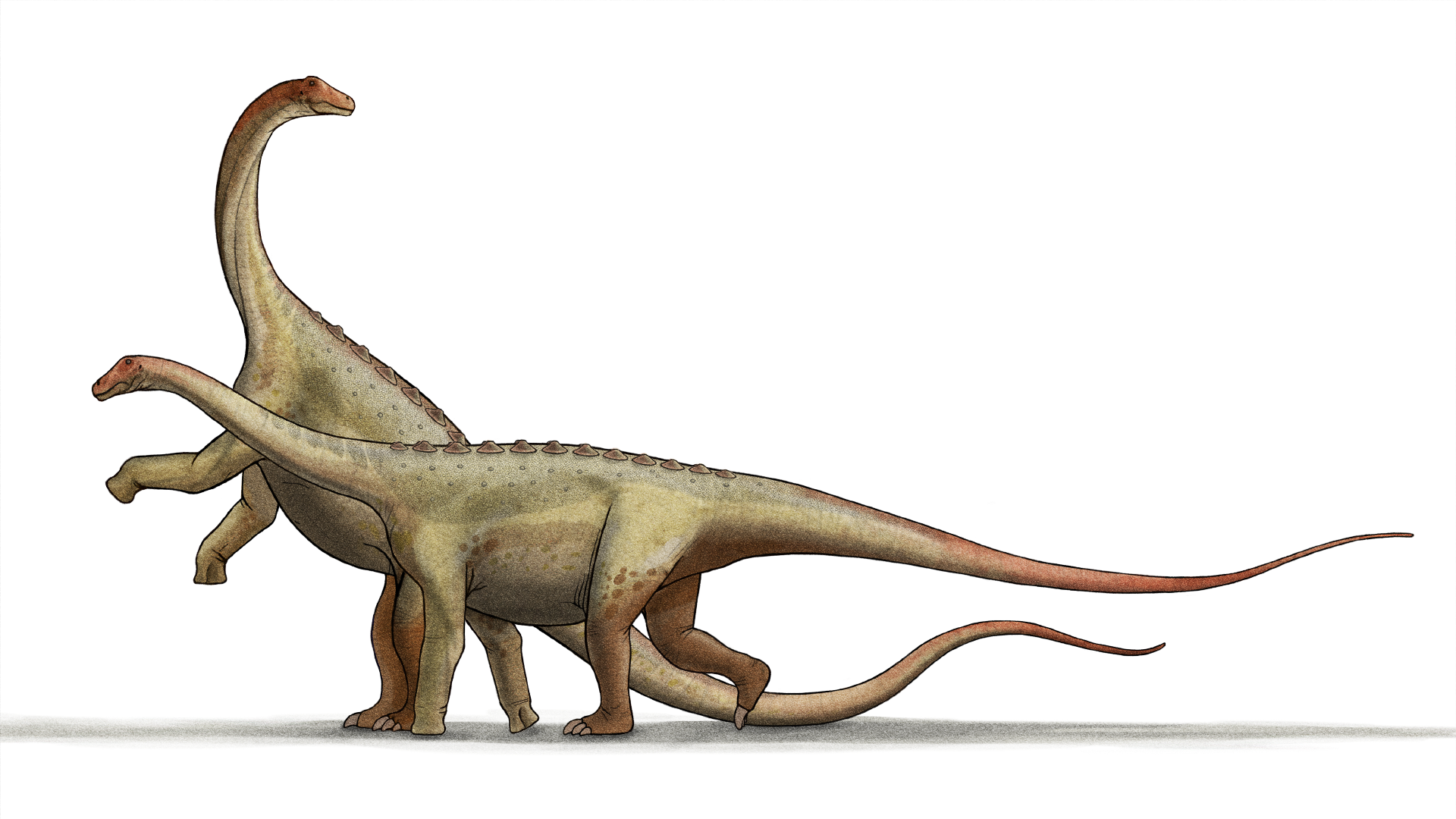
Saltasaurus

- Blikanasaurus
- Gongxianosaurus
- Isanosaurus
- Kotasaurus
- Ohmdenosaurus
- Pulanesaura
- Spinophorosaurus
- Vulcanodontidae
  - Tazoudasaurus
  - Vulcanodon
- Sauropoda incertae sedis
  - Cardiodon
  - Datousaurus
  - Dystrophaeus
  - Klamelisaurus
  - Oplosaurus
  - Rhoetosaurus
  - Tendaguria
  - Volkheimeria
- Eusauropoda
  - Barapasaurus
  - Chuanjiesaurus
  - Eomamenchisaurus
  - Haplocanthosaurus
  - Lourinhasaurus
  - Mamenchisaurus
  - Omeisaurus
  - Shunosaurus
  - Tehuelchesaurus
  - Tienshanosaurus
  - Tonganosaurus
  - Yuanmousaurus
  - Cetiosauridae
    - Cetiosaurus
    - Patagosaurus

  - Eusauropoda incerta sedis
    - Agrosaurus
    - Amygdalodon
    - Aragosaurus
    - Hudiesaurus

  - Neosauropoda
    - Diplodocoidea
      - Suuwassea
      - Rebbachisauridae
        - Cathartesaura
        - Nigersaurus
        - Rayososaurus
        - Rebbachisaurus
        - Limaysaurus[26]

      - Dicraeosauridae
        - Amargasaurus
        - Brachytrachelopan
        - Dicraeosaurus

      - Diplodocidae
        - Apatosaurus
        - Barosaurus
        - Brontosaurus
        - Diplodocus

      - Diplodocoidea incerta sedis
        - Amphicoelias
        - Cetiosauriscus
        - Dinheirosaurus
        - Losillasaurus
        - Seismosaurus[27]

    - Macronaria
      - Atlasaurus
      - Bellusaurus
      - Europasaurus
      - Jobaria
      - Macronaria incerta sedis
        - Abrosaurus

      - Camarasauromorpha
        - Camarasauridae
          - Camarasaurus

        - Titanosauriformes
          - Astrodon
          - Australodocus[28]
          - Lapparentosaurus
          - Ornithopsis
          - Pelorosaurus
          - Wintonotitan[29]
          - Familie Brachiosauridae
            - Abydosaurus
            -  ?Bothriospondylus
            - Brachiosaurus
            - Cedarosaurus
            -  ?Daanosaurus
            - Giraffatitan
            -  ?„Ischyrosaurus“
            - Lusotitan
            -  ?Paluxysaurus
            -  ?Pleurocoelus
            - Sauroposeidon
            - Sonorasaurus

          - Familie Huanghetitanidae
            - Huanghetitan
            - Somphospondyli

          - Familie Euhelopodidae
            - Daxiatitan
            - Dongbeititan
            - Dongyangosaurus
            - Erketu
            - Euhelopus
            - Qiaowanlong[30][31]

          - Titanosauria[32]
            - Adamantisaurus[33]
            - Aegyptosaurus
            - Agustinia
            - Amargatitanis[34]
            - Andesaurus
            - Argentinosaurus
            - Argyrosaurus
            - Austrosaurus
            - Baurutitan[35]
            - Chubutisaurus
            - Epachthosaurus
            - Gobititan[36]
            - Huabeisaurus
            - Janenschia
            - Karongasaurus[37]
            - Ligabuesaurus[38]
            - Maxakalisaurus[39]
            - Phuwiangosaurus
            - Sonidosaurus[40]
            - Tangvayosaurus
            - Uberabatitan[41]
            - Venenosaurus
            - Lithostrotia
              - Aeolosaurus
              - Alamosaurus
              - Ampelosaurus
              - Antarctosaurus
              - Atsinganosaurus[42]
              - Bonitasaura[43]
              - Borealosaurus[44]
              - Diamantinasaurus
              - Futalognkosaurus
              - Gondwanatitan
              - Isisaurus[45]
              - Iuticosaurus[46]
              - Jainosaurus
              - Jiangshanosaurus
              - Laplatasaurus
              - Lirainosaurus
              - Magyarosaurus
              - Malawisaurus
              - Mendozasaurus[47]
              - Mongolosaurus
              - Muyelensaurus[48]
              - Nemegtosaurus
              - Paralititan
              - Pellegrinisaurus
              - Puertasaurus[49]
              - Quaesitosaurus
              - Rapetosaurus
              - Rinconsaurus[50]
              - Rocasaurus
              - Traukutitan[51]
              - Trigonosaurus
              - Saltasauridae
                - Bonatitan[52]
                - Neuquensaurus
                - Opisthocoelicaudia
                - Saltasaurus

          - Nomina dubia (zweifelhafte Gattungen)
            - Bruhathkayosaurus
            - Hypselosaurus
            - Titanosaurus[45]

### Theropoda

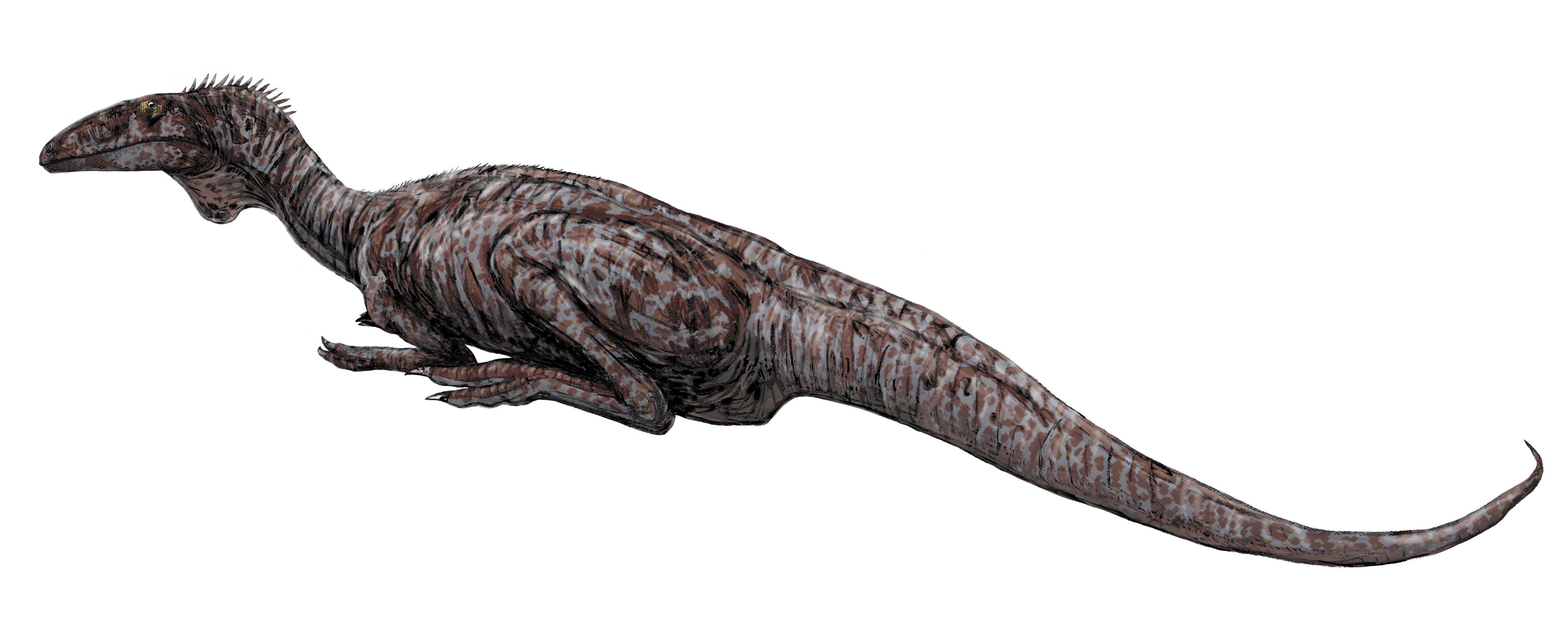
Zupaysaurus

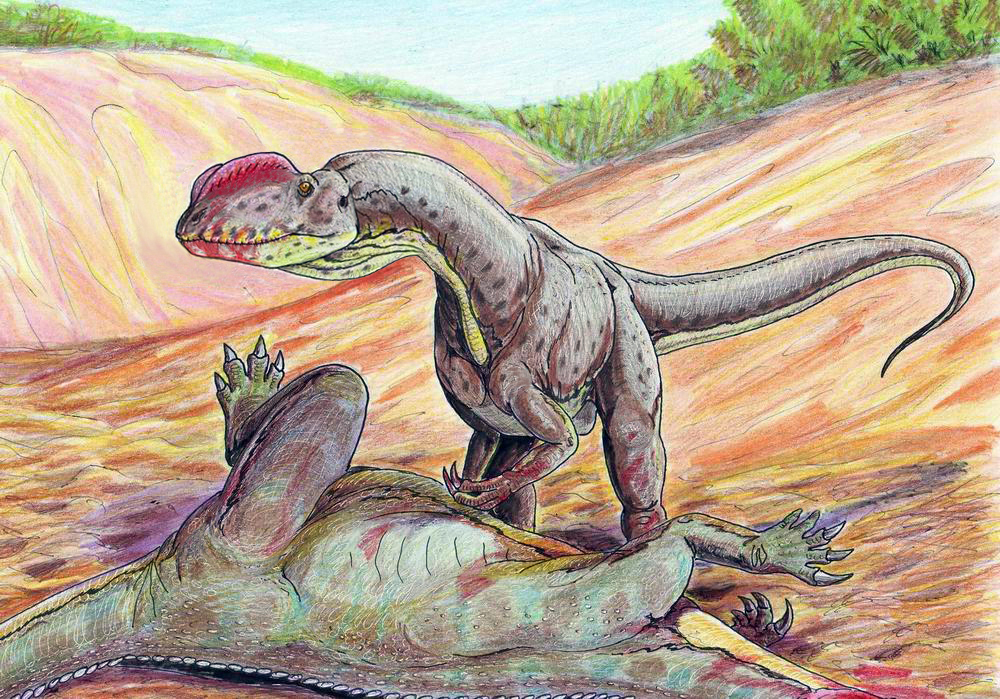
Dilophosaurus

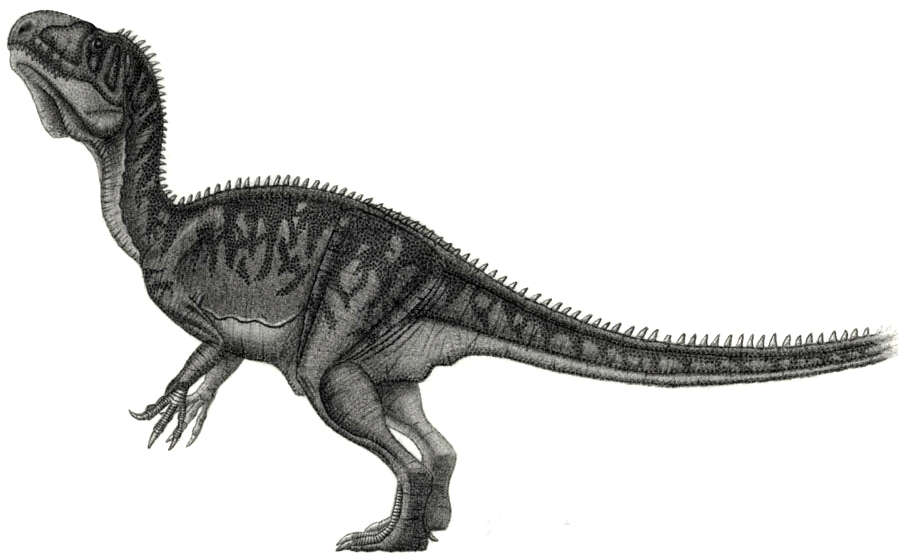
Piveteausaurus

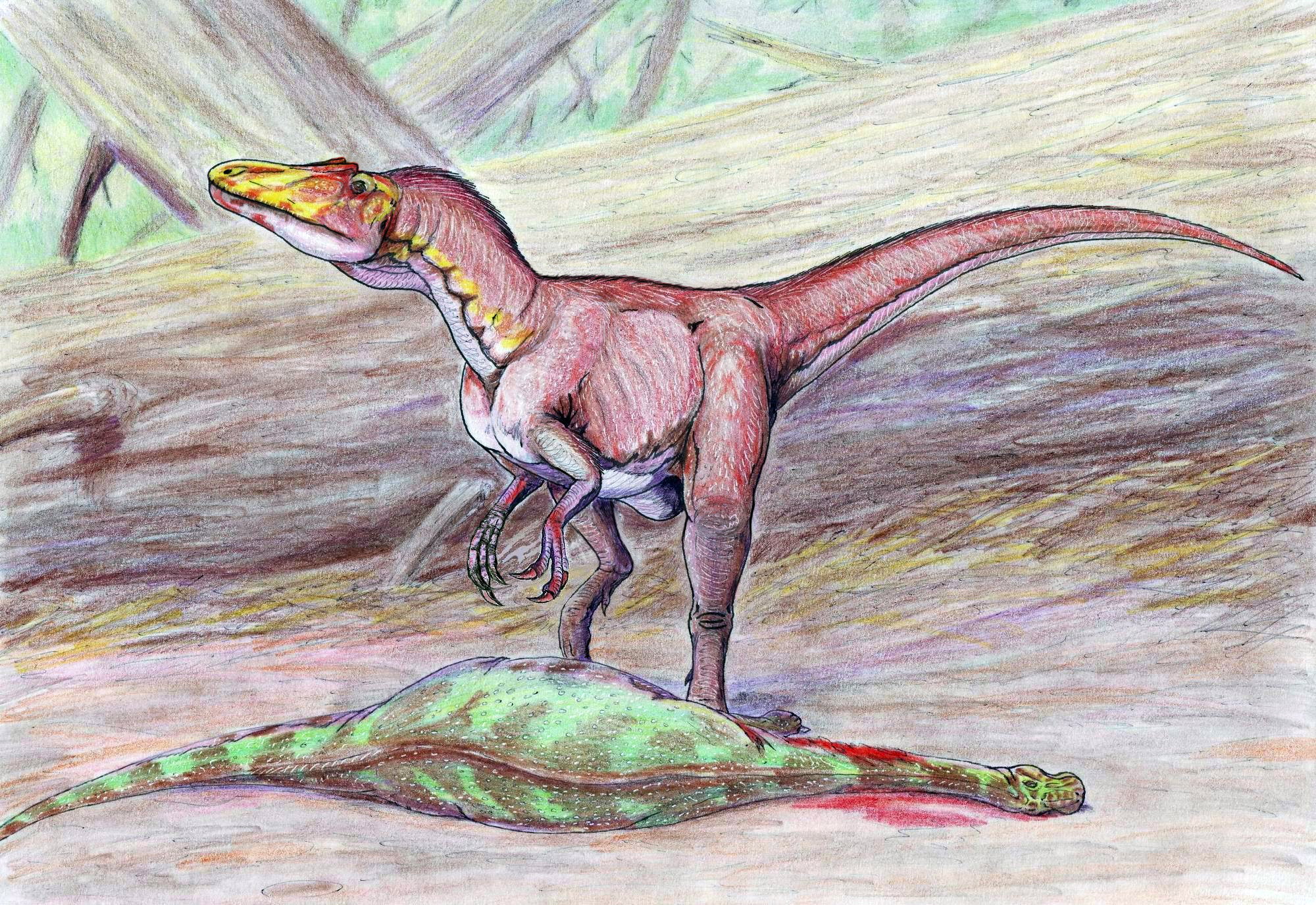
Deltadromeus

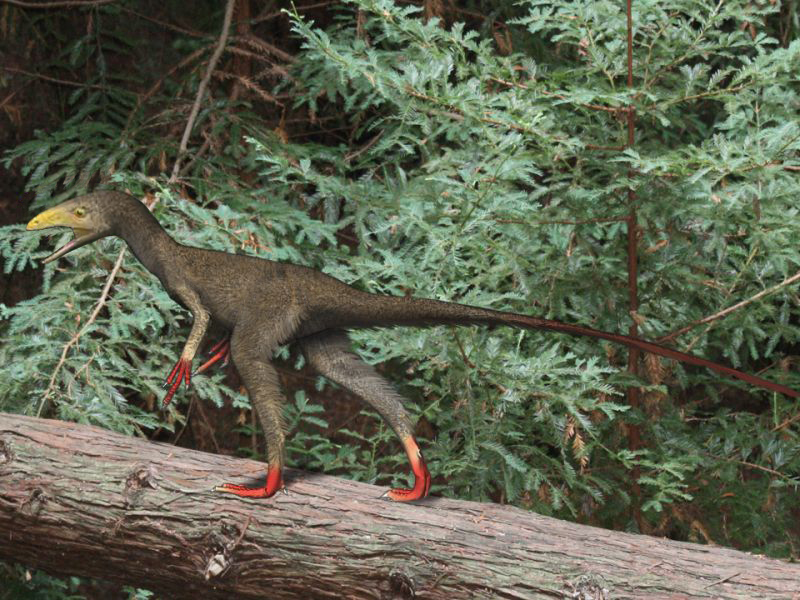
Sinocalliopteryx

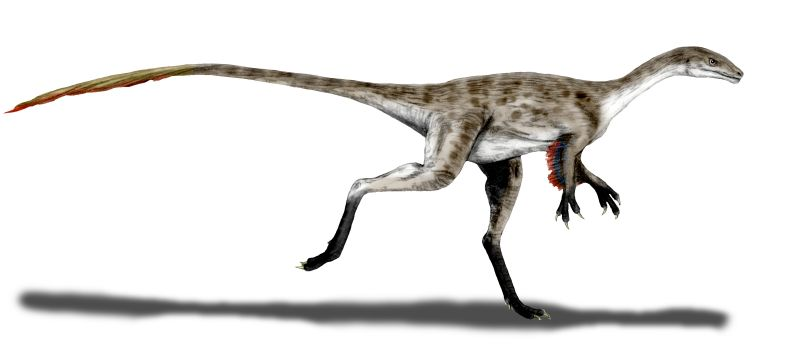
Coelurus

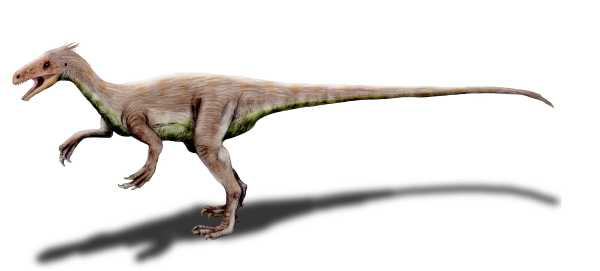
Ornitholestes

- Coelophysoidea
- Zupaysaurus
- Dilophosauridae
  - Cryolophosaurus
  - Dilophosaurus
  - Dracovenator
- Neoceratosauria
- Tetanurae
  - Chilesaurus[53]
  - Megaraptor
  - Xuanhanosaurus
  - Spinosauroidea (Megalosauroidea)
  - Tetanurae incertae sedis
    - Becklespinax
    - Erectopus
    - Iliosuchus
    - Kaijiangosaurus
    - Kelmayisaurus
    - Magnosaurus
    - Piveteausaurus
    - Rapator
    - Sigilmassasaurus
    - Streptospondylus

  - Avetheropoda
    - Avetheropoda incertae sedis
      - Bahariasaurus
      - Gasosaurus
      - Ozraptor
      - Quilmesaurus
      - Shanyangosaurus
      - Valdoraptor

    - Carnosauria
    - Coelurosauria[54]
      - Coelurosauria incertae sedis
        - Archaeornithoides
        - Deltadromeus
        - Kakuru
        - Nedcolbertia
        - Nqwebasaurus
        - Ricardoestesia
        - Scipionyx
        - Tugulusaurus

      - Compsognathidae
        - Aristosuchus
        - Compsognathus
        - Huaxiagnathus
        - Juravenator
        - Mirischia
        - Sinocalliopteryx
        - Sinosauropteryx

      - Coeluridae[54]
        - Coelurus
        - Tanycolagreus

      - Tyrannosauroidea
      - Maniraptoriformes
        - Ornithomimosauria
        - Maniraptora
          - Ornitholestes
          - Therizinosauroidea
          - Alvarezsauroidea
          - Oviraptorosauria
          - Paraves
            - Deinonychosauria
              - Troodontidae
              - Dromaeosauridae

            - Avialae (Vögel i. w. S.)

#### Coelophysoidea

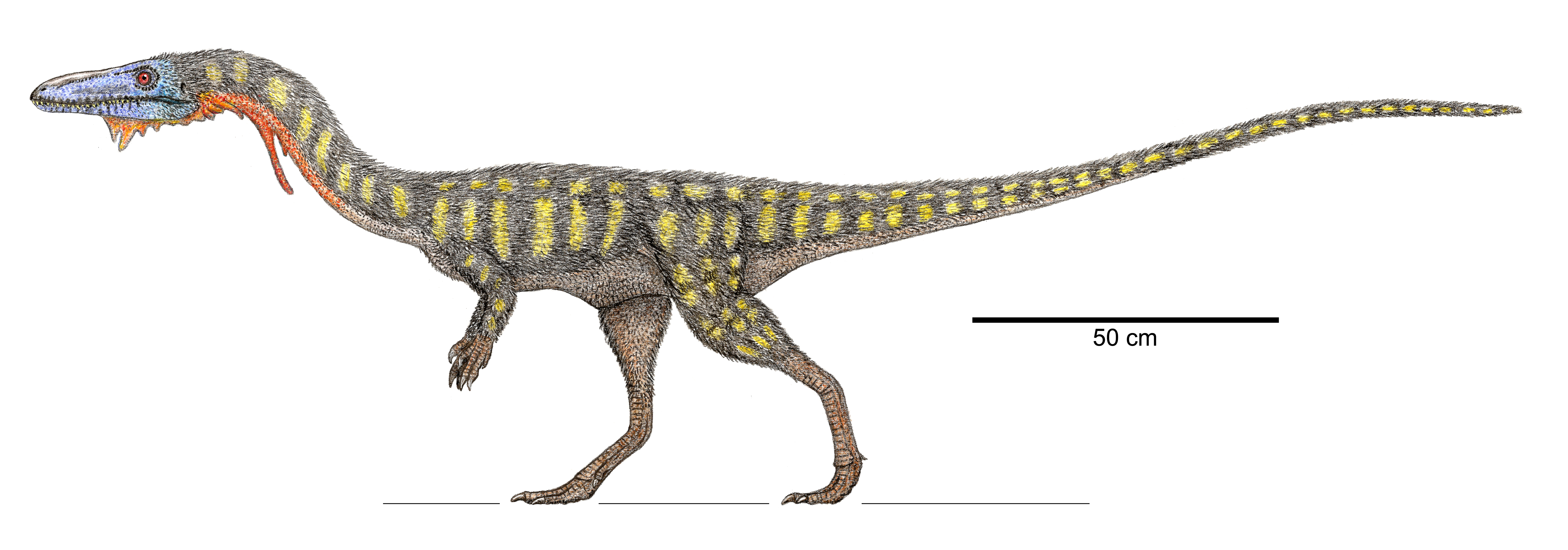
Coelophysis

- Camposaurus
- Coelophysis
- Gojirasaurus
- Liliensternus
- Megapnosaurus
- Podokesaurus
- Procompsognathus
- Sarcosaurus
- Segisaurus

#### Ceratosauria

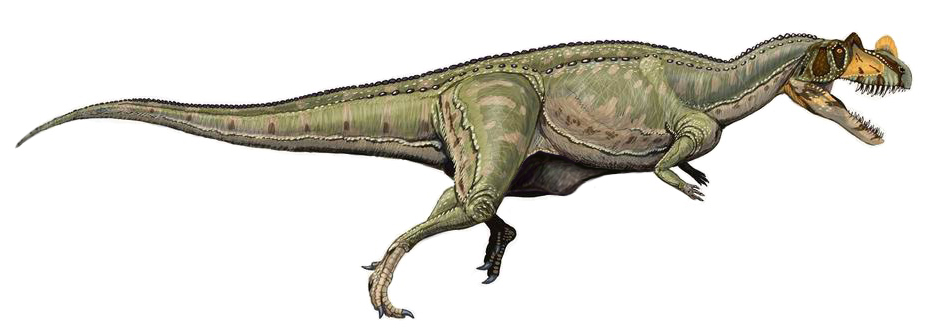
Ceratosaurus

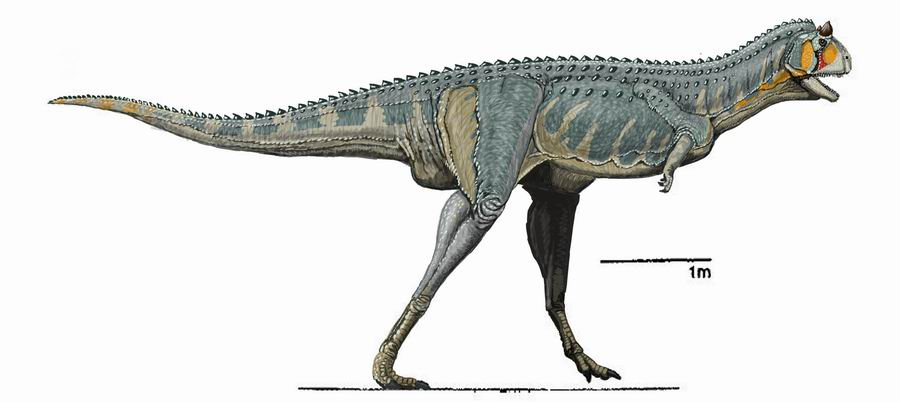
Carnotaurus

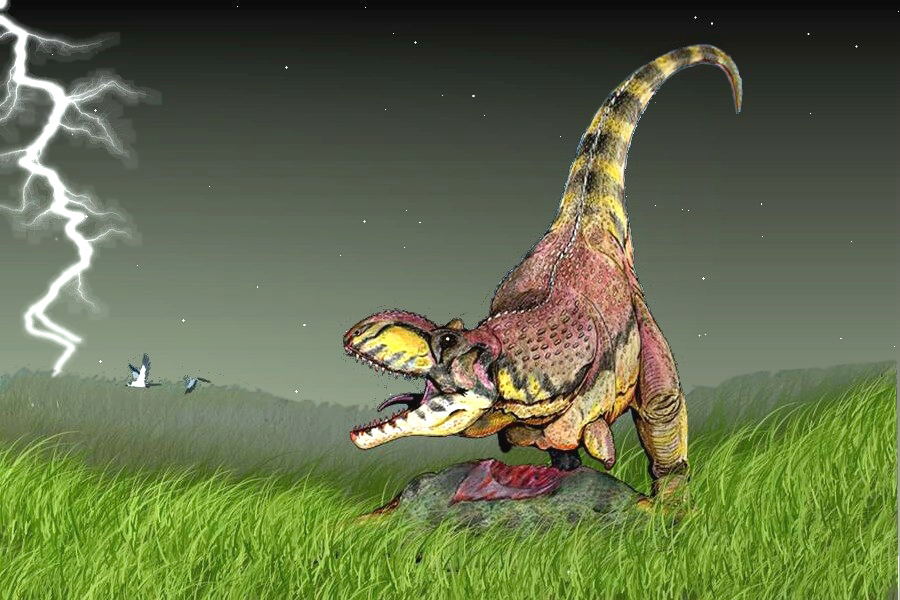
Rajasaurus

- Ceratosaurus
- Elaphrosaurus
- Abelisauroidea
  - Berberosaurus[55]
  - Noasauridae
    - Laevisuchus
    - Masiakasaurus
    - Noasaurus
    - Velocisaurus
    - Abelisauridae
      - Abelisaurus
      - Aucasaurus
      - Carnotaurus
      - Ekrixinatosaurus
      - Ilokelesia
      - Indosaurus
      - Kryptops
      - Lametasaurus
      - Majungasaurus
      - Rahiolisaurus
      - Rajasaurus
      - Rugops
      - Skorpiovenator
      - Vitakridrinda
      - Xenotarsosaurus
- Neoceratosauria incertae sedis
  - Genusaurus
  - Indosuchus
  - Ligabueino
- Ceratosauria incertae sedis
  - Limusaurus[56]
  - Sarcosaurus
  - Tarascosaurus

#### Spinosauroidea (Megalosauroidea)

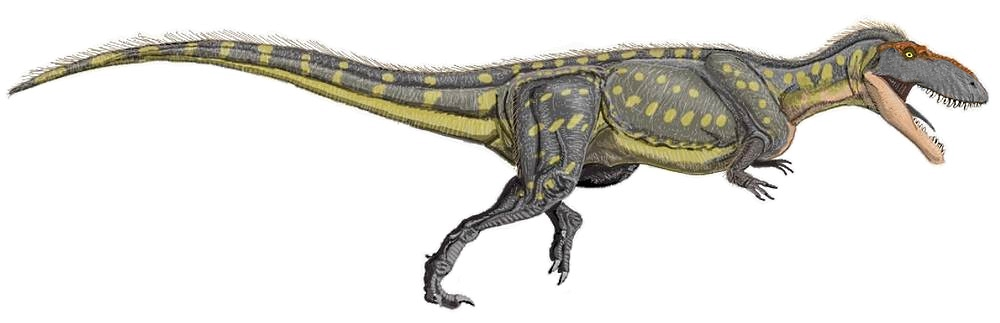
Torvosaurus

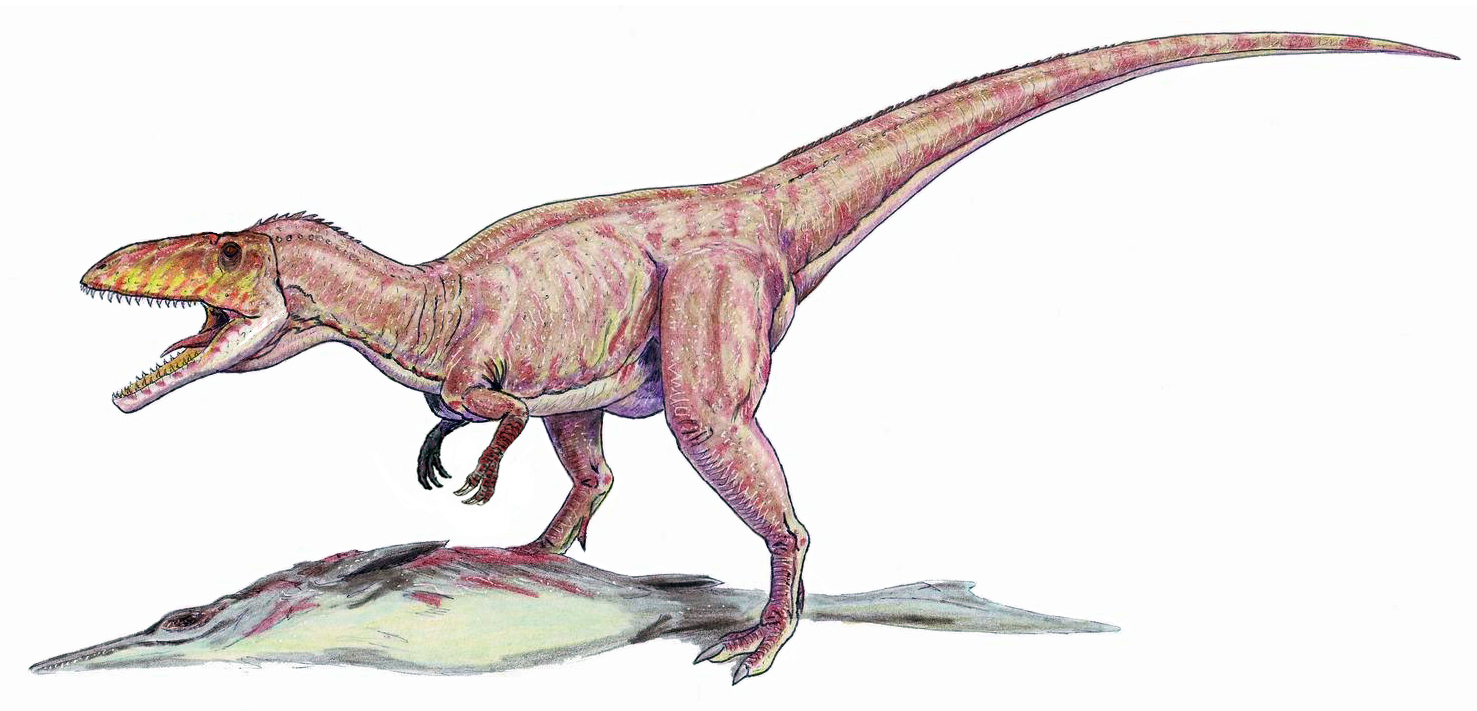
Eustreptospondylus

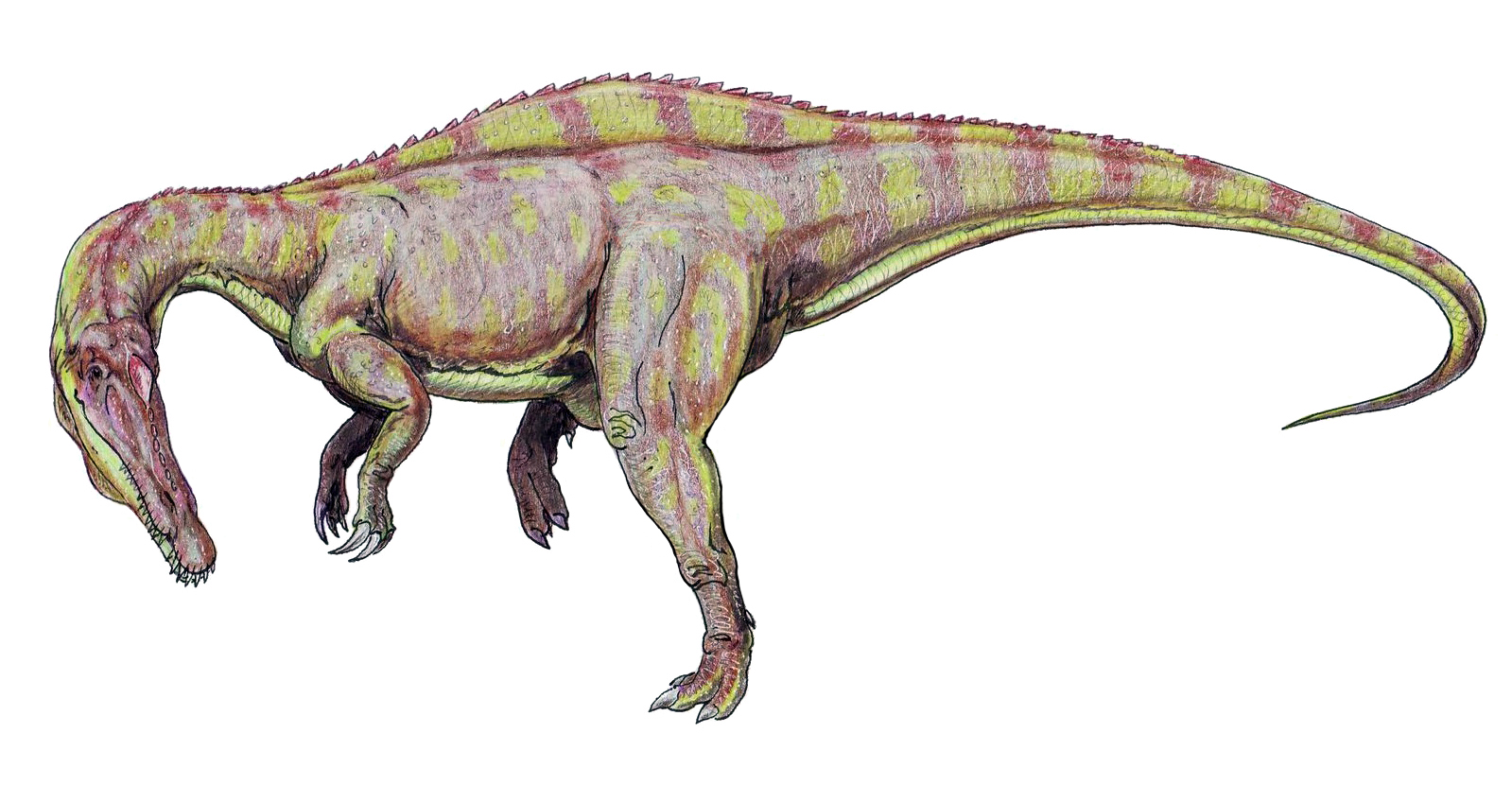
Suchomimus

- Sciurumimus
- Megalosauridae
  - Megalosaurinae
    - Megalosaurus
    - Poekilopleuron
    - Torvosaurus

  - Eustreptospondylinae
    - Afrovenator
    - Eustreptospondylus
    - Piatnitzkysaurus
- Spinosauridae
  - Baryonychinae
    - Baryonyx
    - Cristatusaurus
    - Ichthyovenator[57]
    - Suchomimus

  - Spinosaurinae
    - Angaturama
    - Irritator
    - Oxalaia
    - Spinosaurus

#### Carnosauria

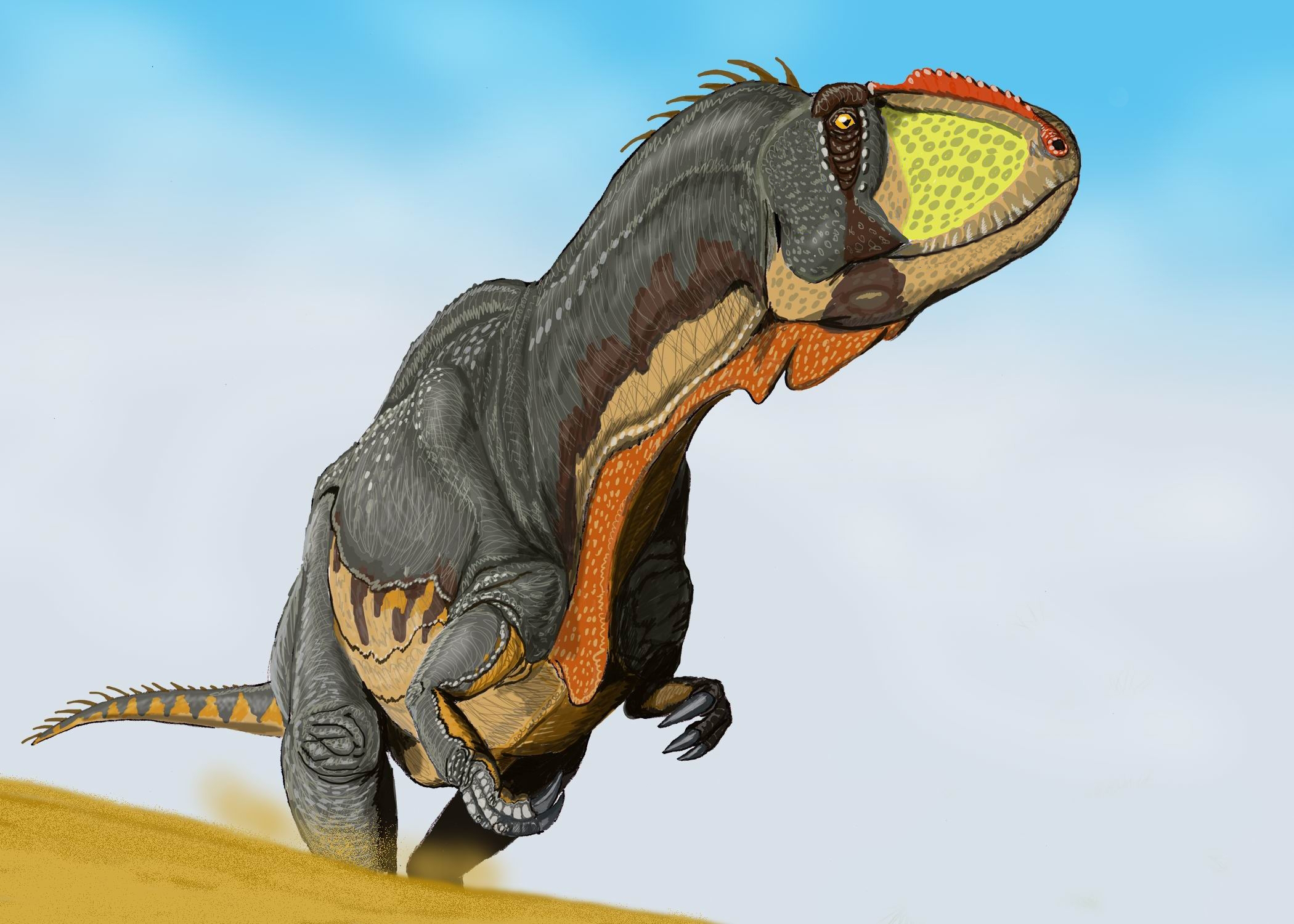
Yangchuanosaurus

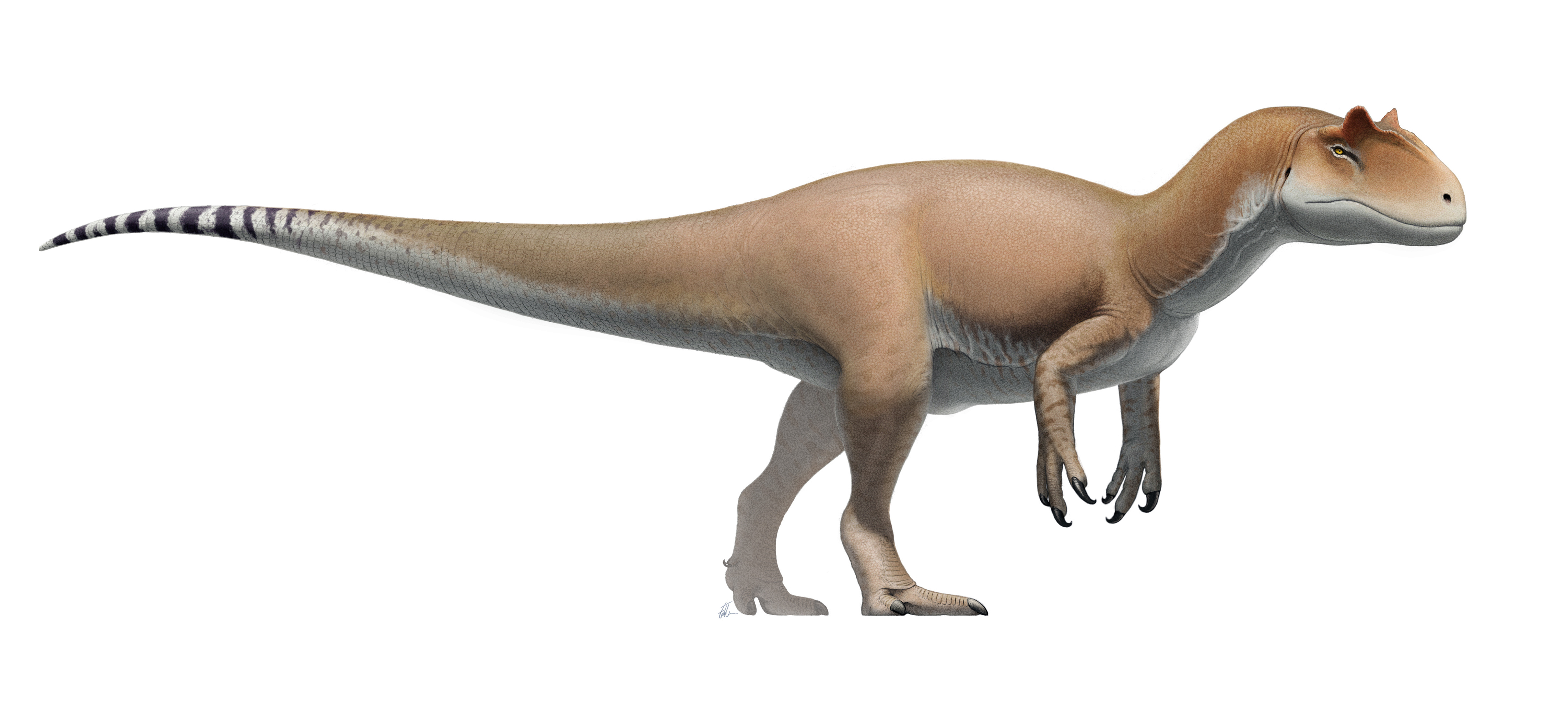
Allosaurus

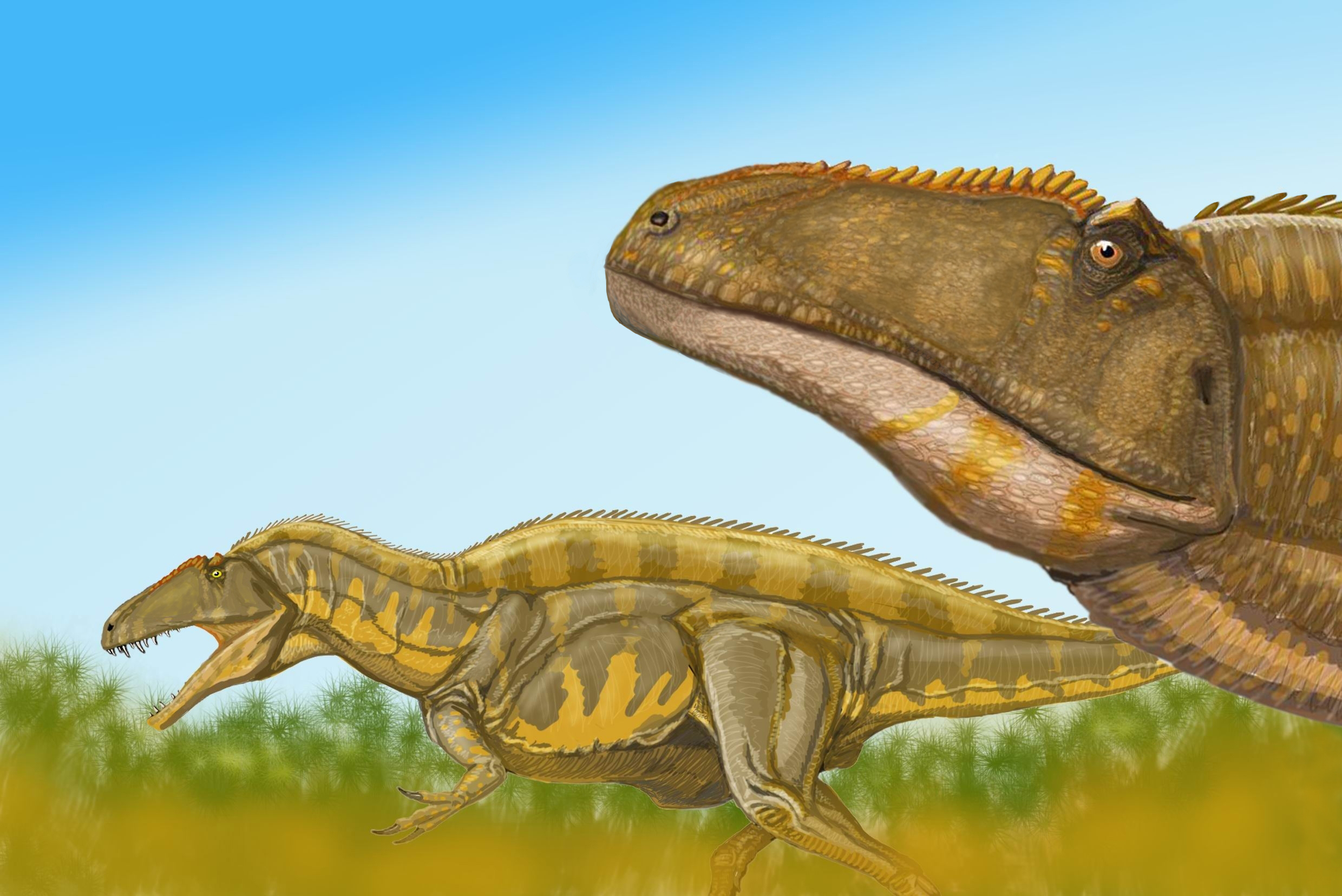
Acrocanthosaurus

- Lourinhanosaurus
- Monolophosaurus
- Siamotyrannus
- Allosauroidea
  - Aerosteon
    - Sinraptoridae
      - Metriacanthosaurus
      - Siats
      - Sinraptor
      - Yangchuanosaurus

    - Allosauridae
      - Allosaurus
      - Saurophaganax

    - Carcharodontosauridae
      - Acrocanthosaurus
      - Carcharodontosaurus
      - Concavenator[58]
      - Eocarcharia[59]
      - Giganotosaurus
      - Mapusaurus
      - Shaochilong
      - Tameryraptor
      - Tyrannotitan

    - Neovenatoridae[60]
      - Chilantaisaurus
      - Neovenator
      - Megaraptora[60]
        - Australovenator
        - Fukuiraptor
        - Megaraptor
        - Orkoraptor

#### Tyrannosauroidea

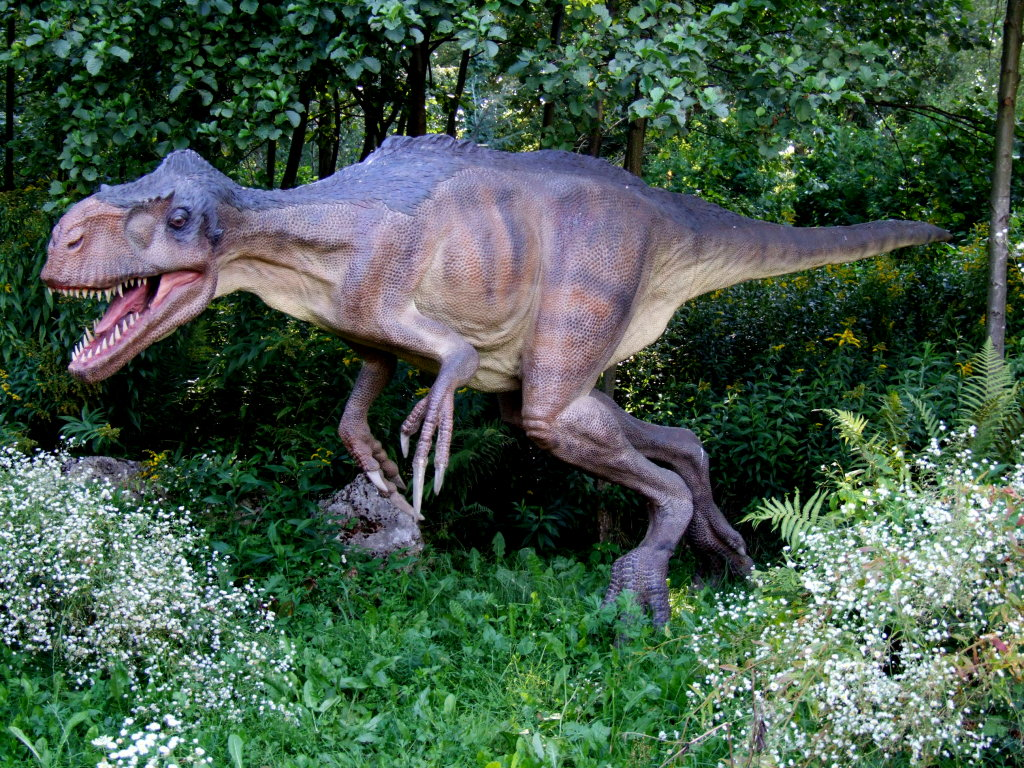
Eotyrannus

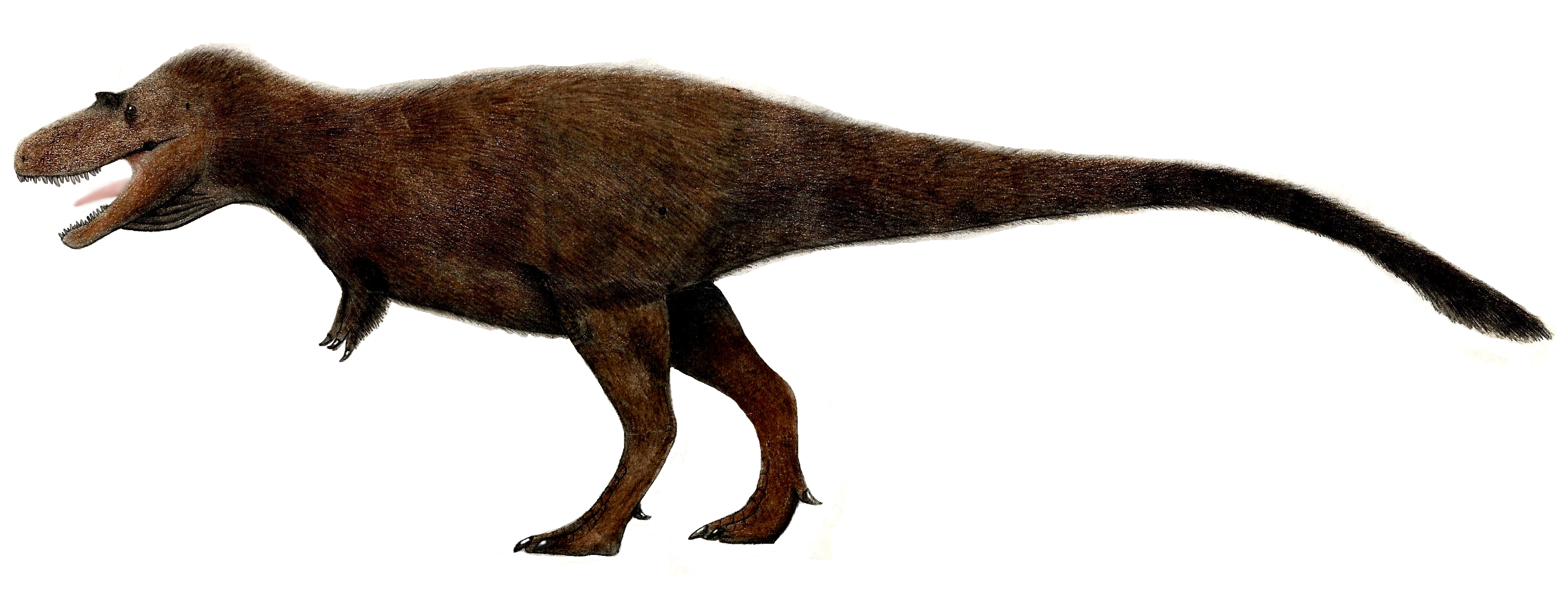
Gorgosaurus

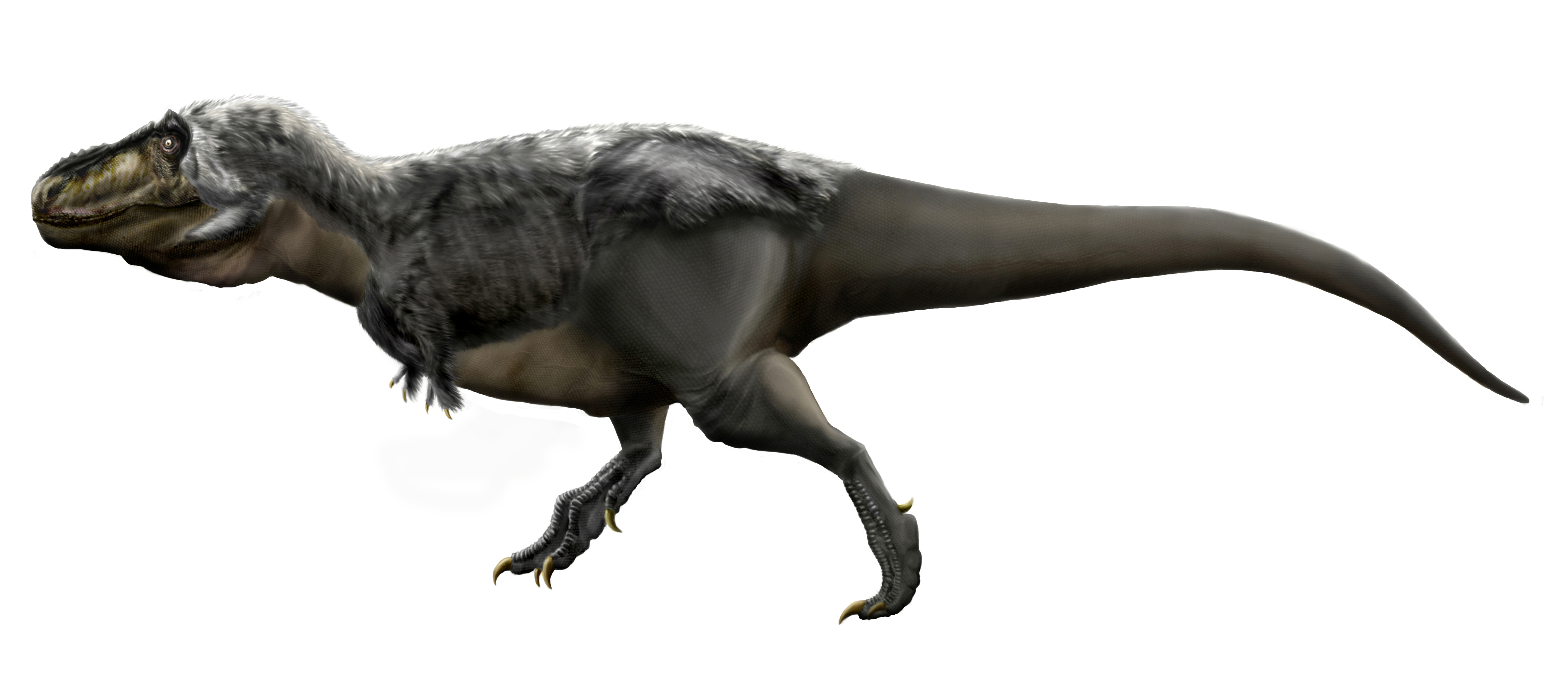
Tyrannosaurus

- Appalachiosaurus
- Aviatyrannis[61]
- Bagarataan
- Bistahieversor
- Dilong[62]
- Dryptosaurus
- Eotyrannus
- Raptorex
- Stokesosaurus
- Xiongguanlong
- Yutyrannus
- Proceratosauridae[63]
  - Guanlong[64]
  - Kileskus[65]
  - Proceratosaurus
  - Sinotyrannus[66]
- Tyrannosauridae
  - Alioramus
  - Albertosaurinae
    - Albertosaurus
    - Gorgosaurus

  - Tyrannosaurinae
    - Daspletosaurus
    - Lythronax
    - Nanotyrannus
    - Nanuqsaurus
    - Tarbosaurus
    - Teratophoneus
    - Tyrannosaurus
    - Zhuchengtyrannus
- Tyrannosauroidea incertae sedis
  - Alectrosaurus
- Mögliche Tyrannosauroidea
  - Itemirus
  - Labocania
  - Santanaraptor

#### Ornithomimosauria
- Beishanlong[67]
- Garudimimus
- Harpymimus
- Pelecanimimus
- Shenzhousaurus
- Ornithomimidae
  - Anserimimus
  - Archaeornithomimus
  - Dzharacursor
  - Gallimimus

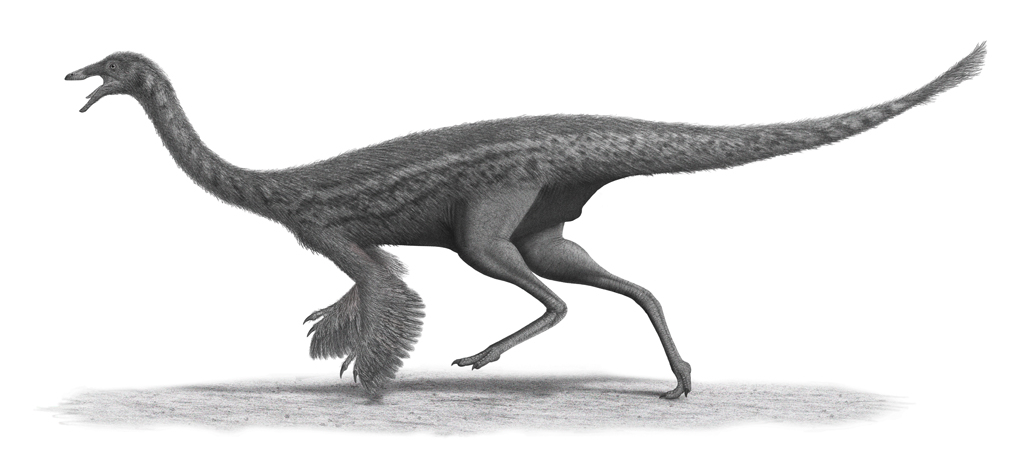
Gallimimus

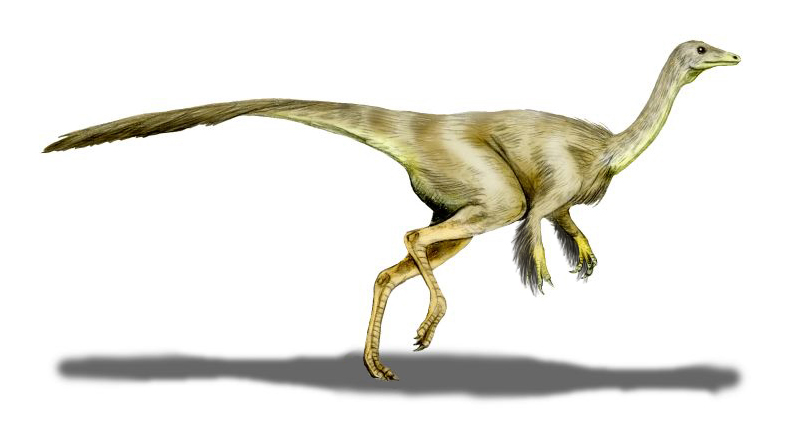
Struthiomimus

  - Ornithomimus (einschließlich Dromiceiomimus)
  - Mexidracon
  - Sinornithomimus
  - Struthiomimus
- Status unklar
  - Coelosaurus
  - Deinocheirus
  - Timimus

#### Therizinosauroidea

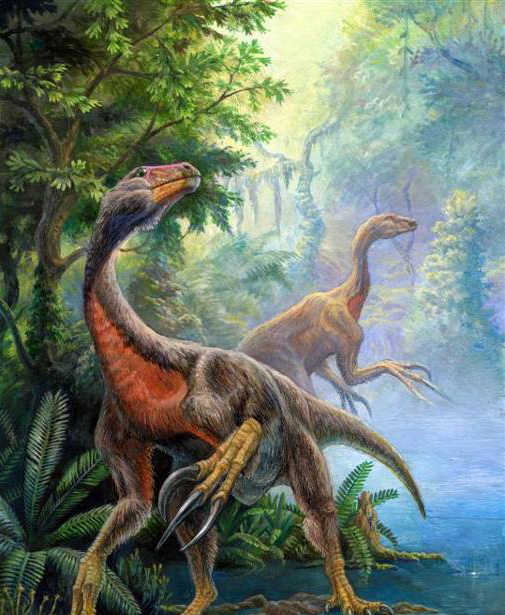
Beipiaosaurus

- Alxasaurus
- Beipiaosaurus
- Enigmosaurus[68]
- Falcarius
- Nanshiungosaurus
- Suzhousaurus
- Therizinosauridae
  - Erliansaurus
  - Erlikosaurus
  -  ?Eshanosaurus
  - Neimongosaurus
  - Nothronychus
  - Segnosaurus
  - Therizinosaurus

#### Alvarezsauroidea

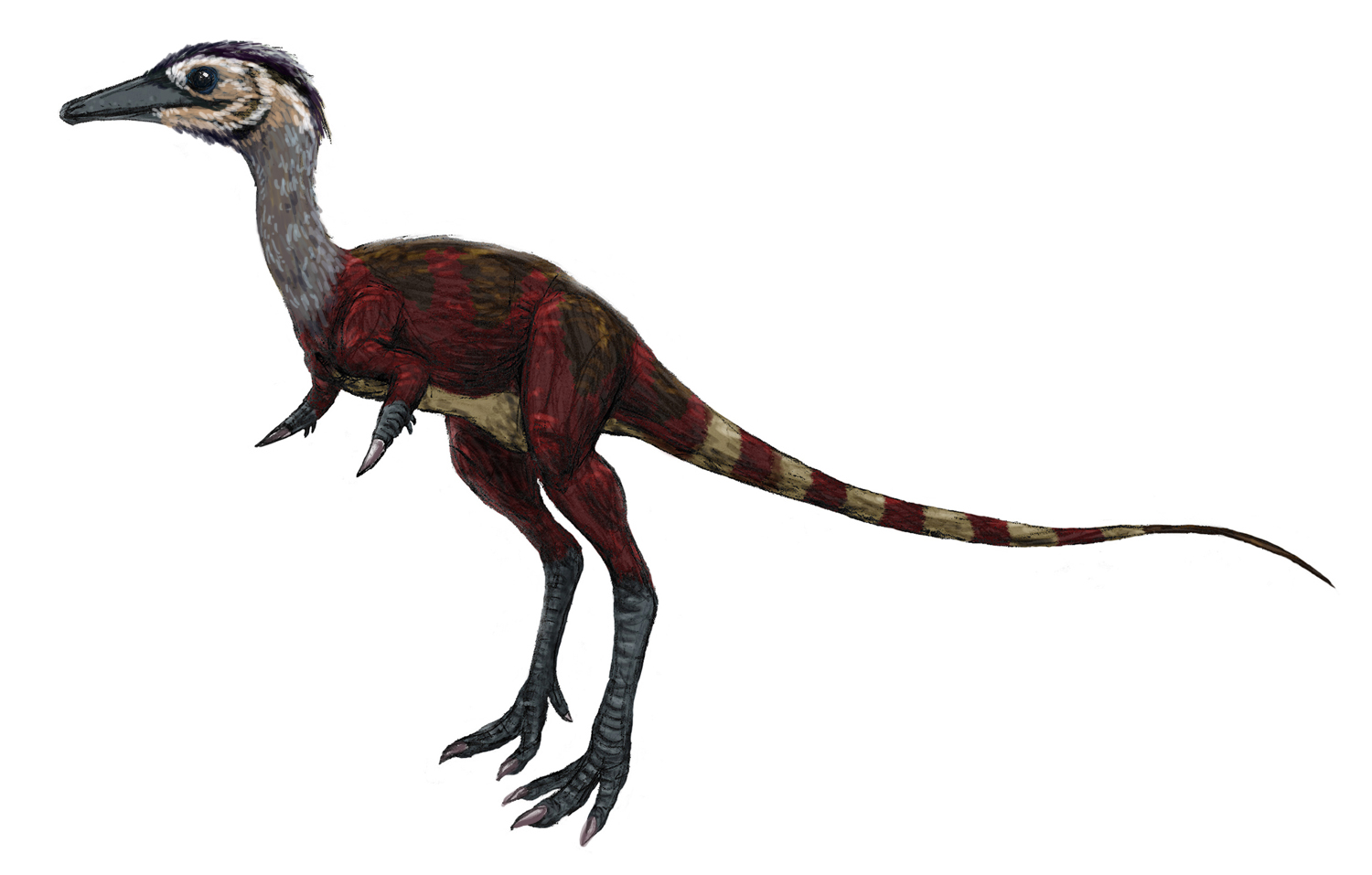
Shuvuuia

- Haplocheirus[69]
- Alvarezsauridae
  - Achillesaurus
  - Albertonykus
  - Alvarezsaurus
  - Patagonykus
  - Mononykinae
    - Heptasteornis
    - Mononykus
    - Parvicursor
    - Shuvuuia

#### Oviraptorosauria

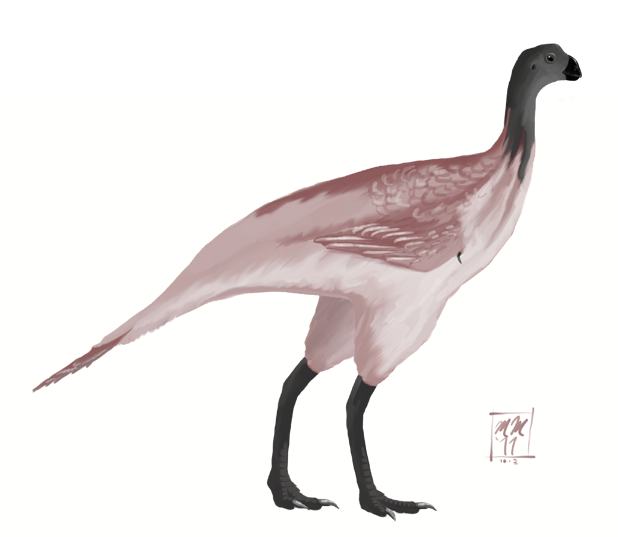
Avimimus

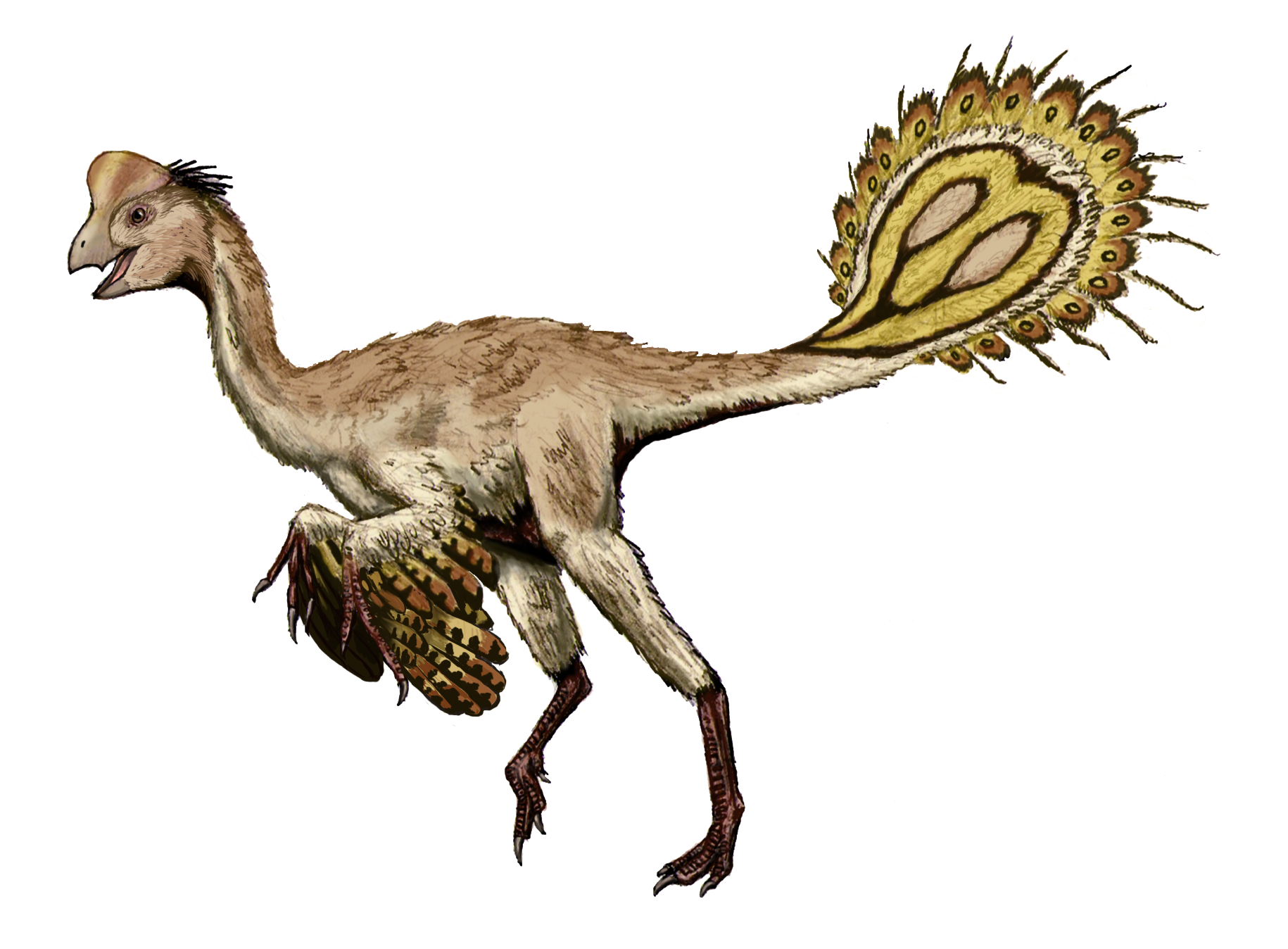
Nomingia

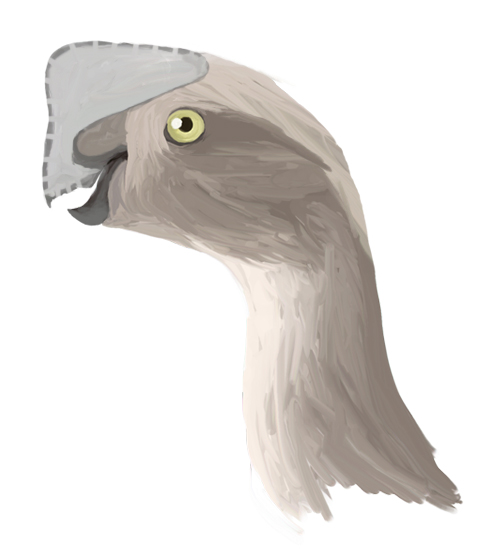
Oviraptor

- Avimimus
- Caudipteryx
- Incisivosaurus
- Similicaudipteryx
- Caenagnathoidea
  - Hagryphus
  - Caenagnathidae
    - Caenagnathasia
    - Chirostenotes
    - Elmisaurus
    -  ?Nomingia

  - Oviraptoridae
    - Banji
    - Gigantoraptor[70]
    - Luoyanggia
    - Microvenator
    - Shixinggia
    - Ingeniinae
      - Ajancingenia
      - Conchoraptor
      - Heyuannia
      - Khaan

    - Oviraptorinae
      - Citipati
      - Nemegtomaia
      - Oviraptor
      - Rinchenia

#### Troodontidae

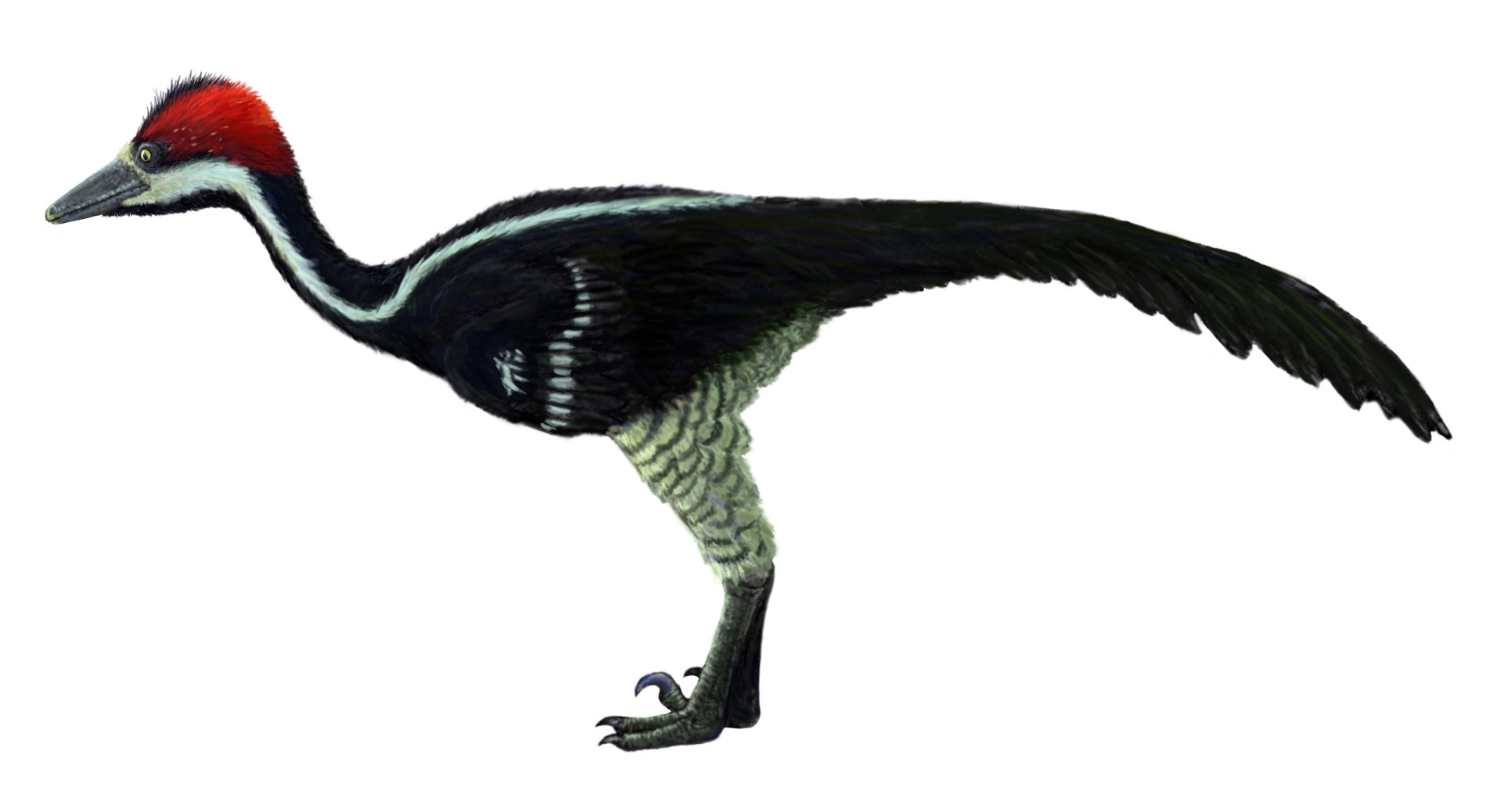
Saurornithoides

- Anchiornis
- Borogovia
- Byronosaurus
- Jinfengopteryx[71]
- Mei
- Saurornithoides
- Sinornithoides
- Sinovenator
- Tochisaurus
- Troodon

#### Dromaeosauridae

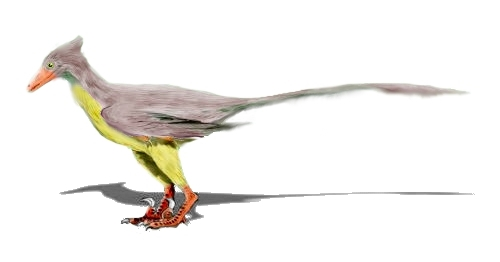
Rahonavis

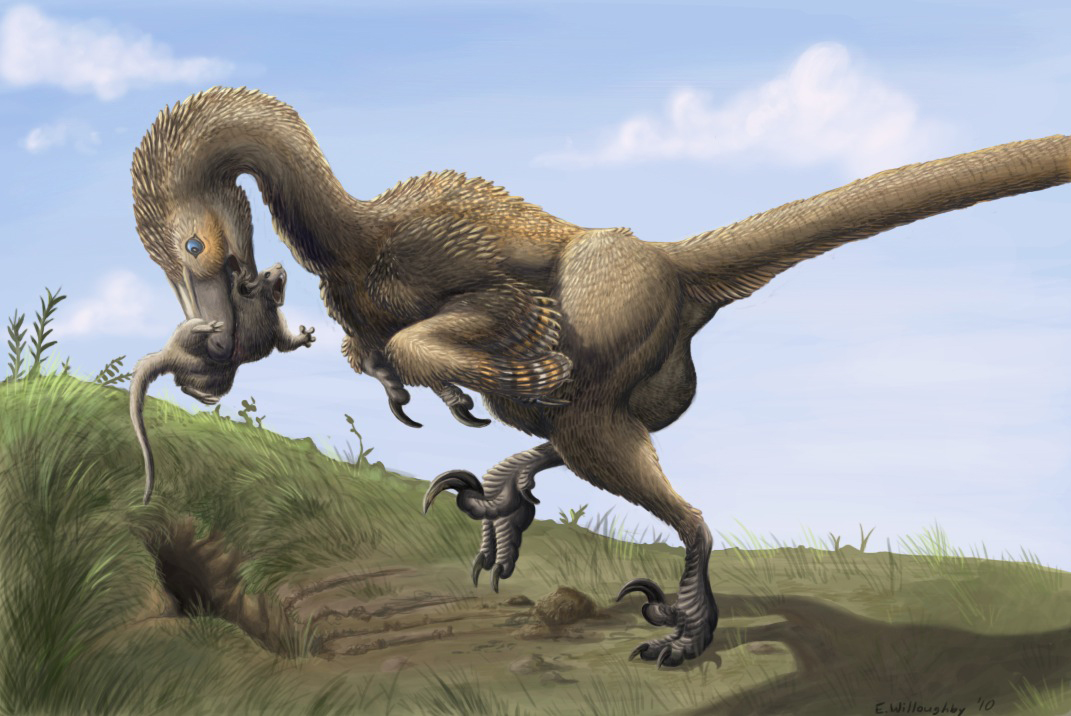
Saurornitholestes

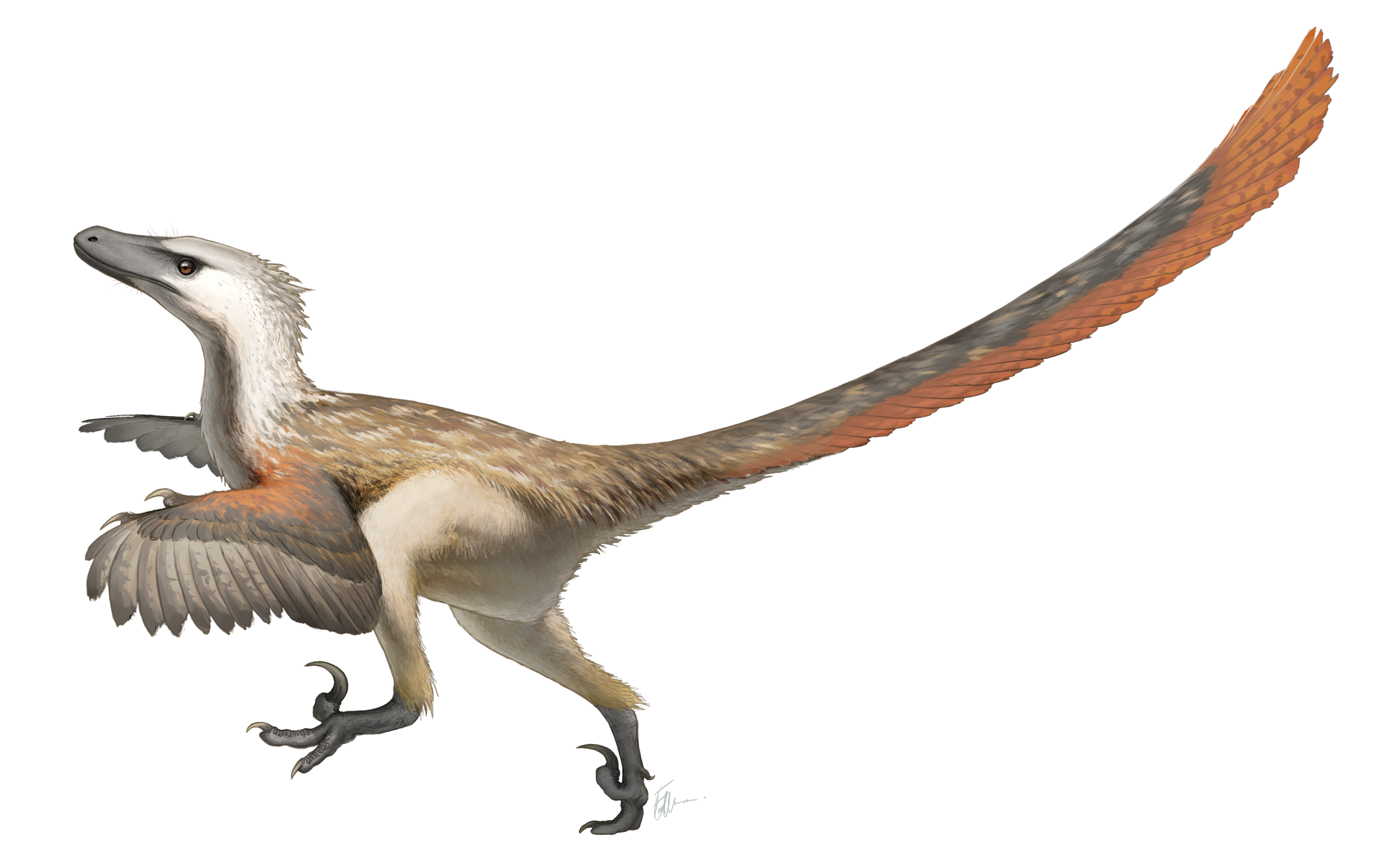
Velociraptor

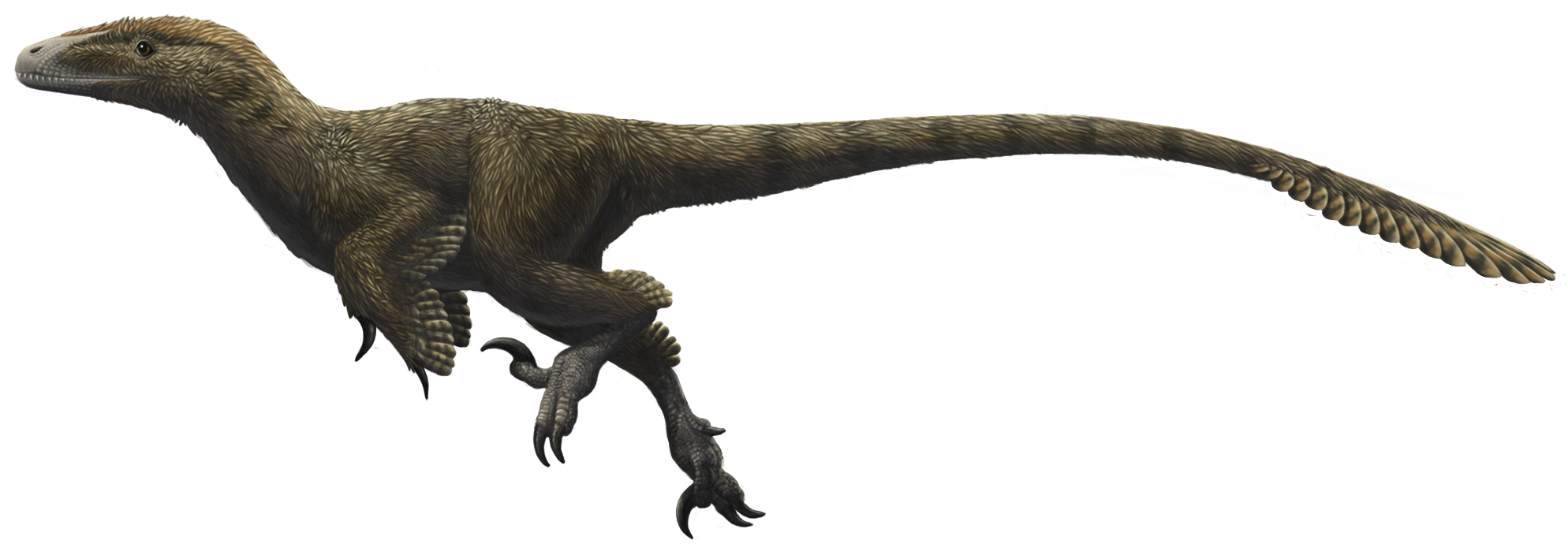
Utahraptor

- Mahakala
- Unenlagiinae
  - Austroraptor 
  - Buitreraptor
  - Neuquenraptor
  - Rahonavis
  - Unenlagia
- Microraptorinae
  - Cryptovolans[72]
  - Graciliraptor
  - Microraptor
  - Hesperonychus
  - Shanag
  - Sinornithosaurus
  - Tianyuraptor[73]
- Saurornitholestinae
  - Atrociraptor
  - Bambiraptor
  - Saurornitholestes
- Velociraptorinae
  - Adasaurus
  - Balaur
  - Deinonychus
  - Nuthetes
  - Tsaagan
  - Velociraptor
- Dromaeosaurinae
  - Achillobator
  - Dromaeosaurus
  - Utahraptor
- Status unklar
  - Dromaeosauroides
  - Koparion[74]
  - Luanchuanraptor
  - Pedopenna[75]
  - Pyroraptor
  - Unquillosaurus
  - Variraptor

#### Avialae(Vögel i. w. S.)
- Scansoriopterygidae
  - Epidexipteryx
  - Epidendrosaurus
  - Yi
- Archaeopterygidae
  - Archaeopteryx
  - Wellnhoferia
- Pygostylia
  - Confuciusornithidae
    - Changchengornis
    - Confuciusornis
    - Eoconfuciusornis[76]
    - Jinzhouornis[77]

  - Ornithothoraces
    - Kuszholia
    - Patagopteryx
    - Vorona
    - Enantiornithes
    - Ornithurae
      - Hesperornithiformes
      - Ichthyornithiformes

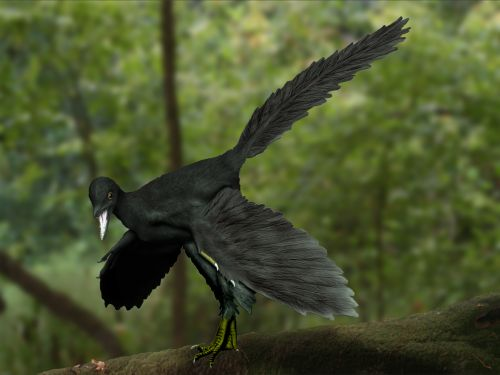
Archaeopteryx

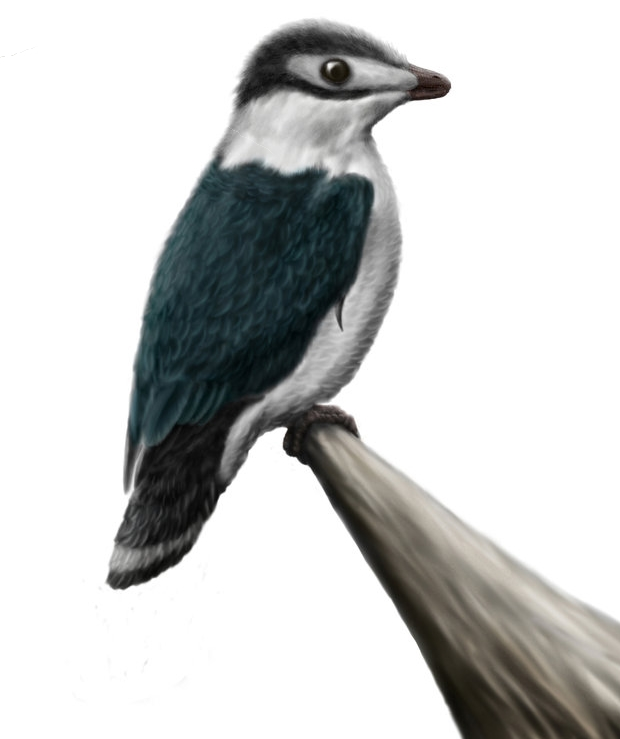
Iberomesornis

      - Neuzeitliche Vögel (Neornithes)

Siehe auch: Biologische Systematik, Systematik der Vögel, Gefiederte Dinosaurier